# Wiener Neustädter Kanal

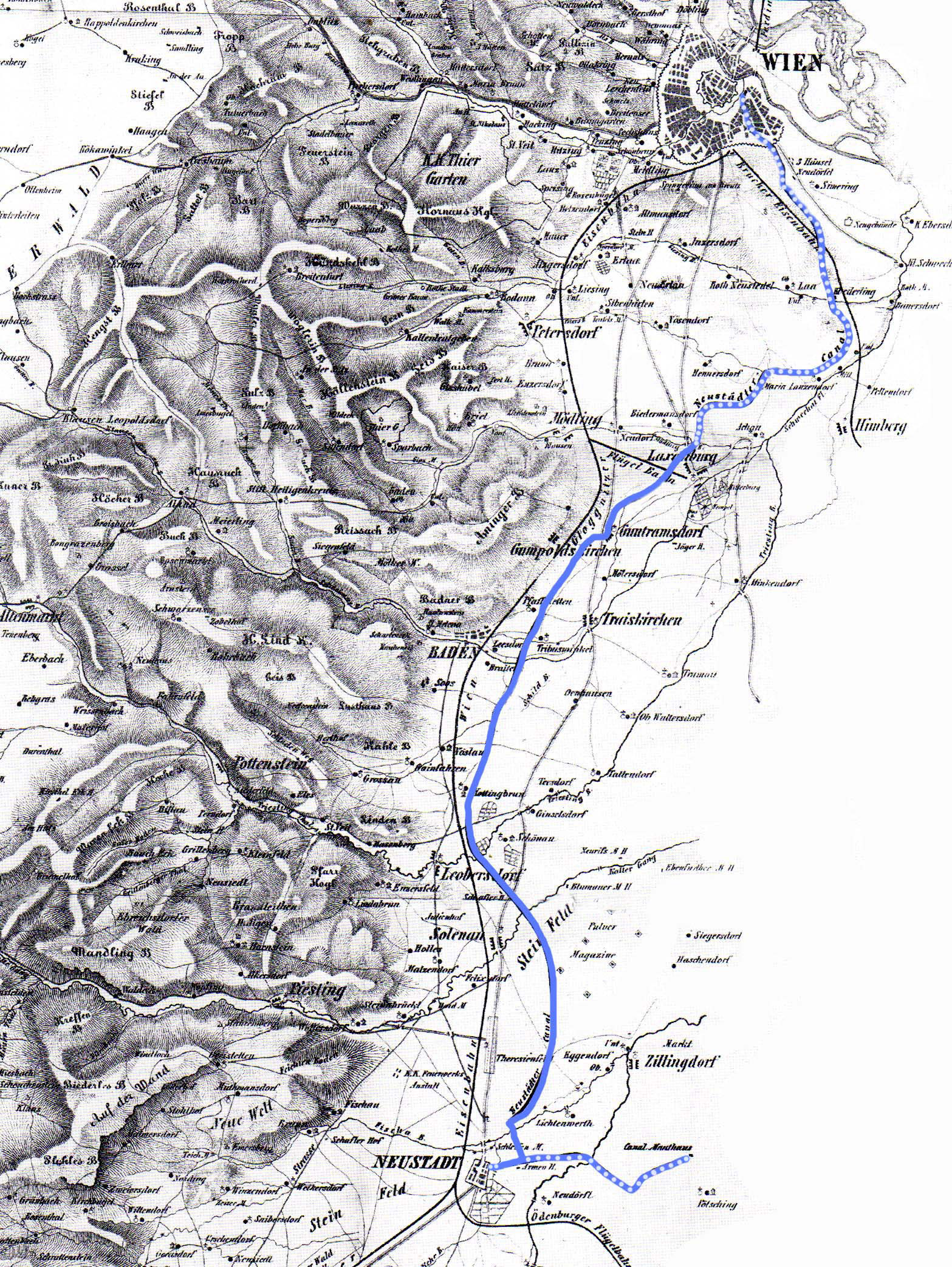
Skizze 1: Karte der Trassenführung des Wiener Neustädter Kanals um ca. 1875. Die durchgezogene blaue Linie markiert den 2007 noch befüllten Bereich.

Der Wiener Neustädter Kanal ist ein im Erzherzogtum Österreich unter der Enns 1803 in Betrieb genommener künstlicher Wasserlauf. Auf diesem von Wien bis in den Raum Wiener Neustadt reichenden, auf 63 km Länge erweiterten Kanal wurden vor allem Holz, Ziegel und Kohle aus dem Raum südlich der Donau nach Wien transportiert. Da spätere, private Eigentümer vorrangig Bahnprojekte verfolgten und wichtige Teile des Wasserweges zur Bahntrasse umwidmeten, ging die Kanalschifffahrt ab 1879 stark zurück und kam noch vor dem Ersten Weltkrieg gänzlich zum Erliegen.
Die von diesen Eigentümern zwischen den Weltkriegen betriebene Trockenlegung des Wasserlaufes konnte von den Nutzungsberechtigten am Kanalwasser teilweise abgewendet werden, bis nach dem Zweiten Weltkrieg das Land Niederösterreich den Großteil des auf 36 km verkürzten Wasserlaufes übernahm und ihm als Erholungslandschaft eine neue Hauptfunktion gab. In weiten Teilen steht der Rest als Baudenkmal unter Denkmalschutz.

## Die Geschichte des Wasserweges

### Die Vorgeschichte

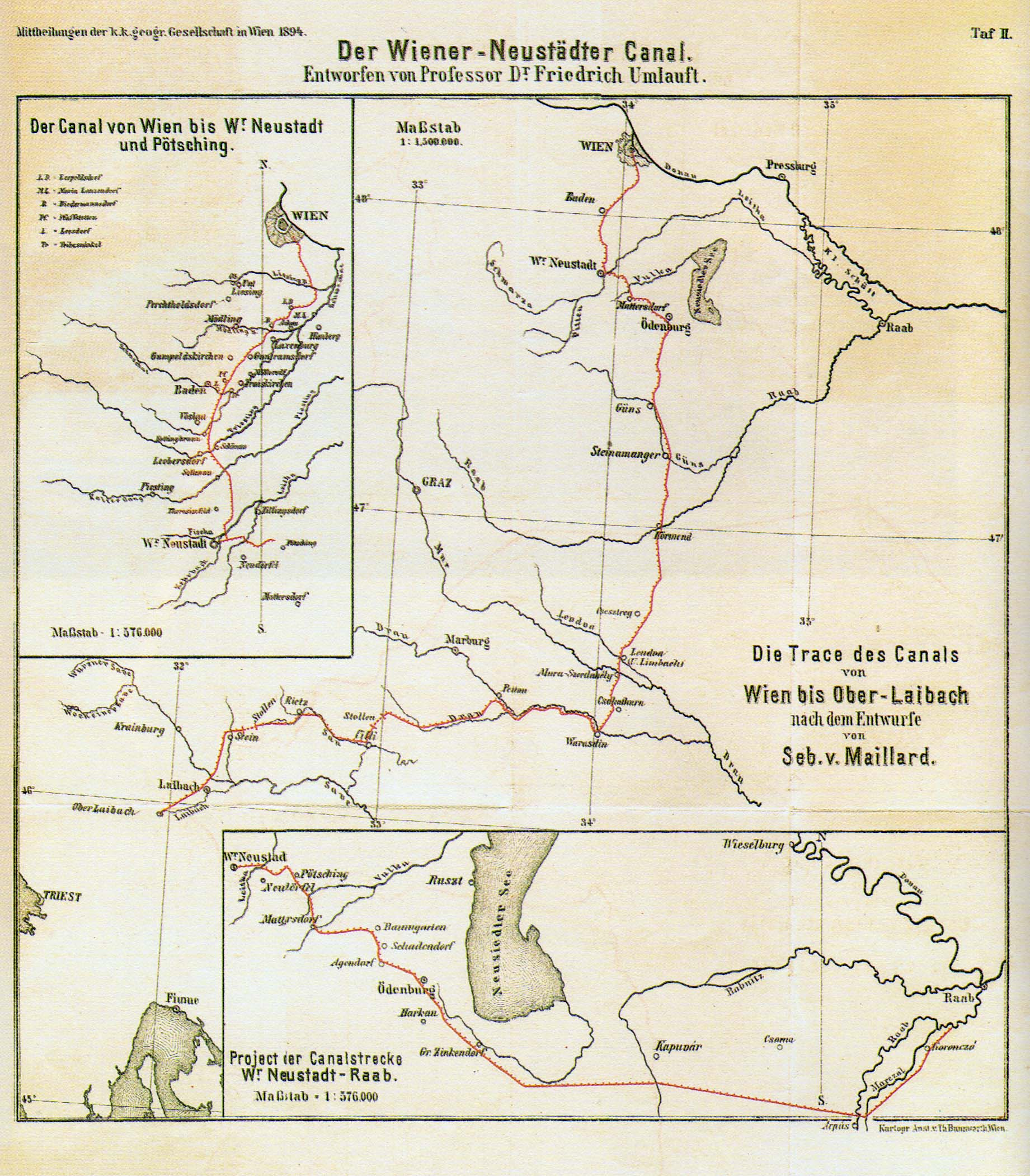
Skizze 2: Karte der geplanten Trassenführung des Kanals von 1894. Im Kasten links oben ist der damals bereits realisierte Abschnitt dargestellt.

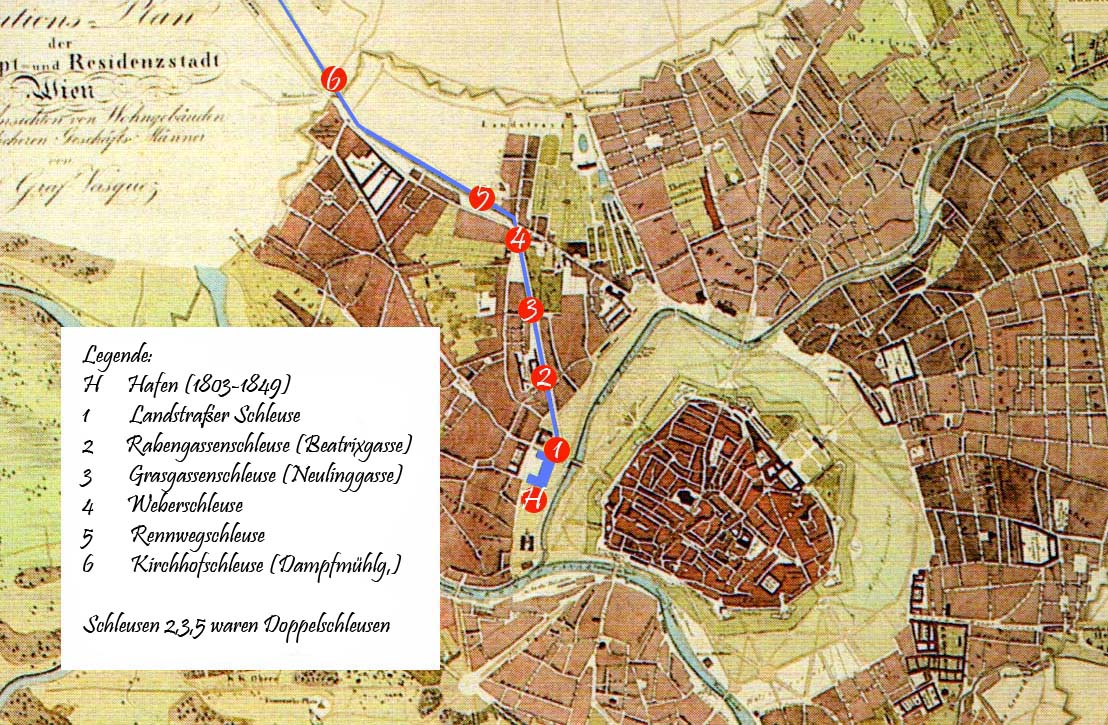
Skizze 3: Blau hervorgehobener Verlauf des Wiener Neustädter Kanals bei Wien auf einer Karte von 1832. (Süden ist auf dieser Karte oben)

Im Jahr 1761 wurde in Nordwest-England der 23 Kilometer lange Bridgewater-Kanal eröffnet, der die Kohlengrube des Sir Francis Egerton mit Manchester verband. Während auf der Straße zwei Pferde lediglich zwei Tonnen bewegen konnten, genügte hier ein Pferd, um einen mit 30 Tonnen Kohle gefüllten Kahn bei gleicher Geschwindigkeit ans Ziel zu bringen. Es dauerte nicht lange, bis das neue Transportmittel den Kohlepreis im Zielgebiet um fast zwei Drittel sinken ließ. Dies beflügelte die örtliche industrielle Entwicklung derart, dass die Stadt nicht zuletzt deshalb jene Beispielfunktion erhielt, die im „Manchesterkapitalismus“ auch ihre Schattenseiten zeigen sollte.
In dem von permanenten Kriegen erschütterten Kaiserreich Österreich ließ eine ähnliche Revolution noch auf sich warten. Man hatte gerade erst begonnen, den Verlust der im Siebenjährigen Krieg an Preußen gefallenen schlesischen Industriegebiete durch Industrieförderung in Wien und im südlichen Niederösterreich zu kompensieren. Als diese Maßnahmen im letzten Drittel des 18. Jahrhunderts zu greifen begannen, zeigten sie aber bald auch Schattenseiten. Der hohe Energiebedarf, der in dieser Region noch weit ins 19. Jahrhundert hinein vorrangig durch Holz bzw. durch Holzkohle gedeckt wurde, trieb einerseits die Preise dieser Produkte in die Höhe, anderseits führte die lukrative Bedarfsdeckung zum Raubbau an den Wäldern, dem anfänglich noch keine gesetzlichen Schranken gesetzt waren. So schrieb 1803 der Reiseschriftsteller Joseph August Schultes in einem seiner Wanderberichte über die vor ihm liegende Hügelkette im Voralpenbereich:
„Abgeholzt sind sie vom Gipfel bis zum Fuß, kein Stamm blieb von der mörderischen Axt unverschont, um dem Wald Gelegenheit zu geben sich selbst zu verjüngen. Welch ein Forstskandal, Berge ganz abzutreiben … Diese traurige Perspektive in die Zukunft findet man beinahe durchaus in allen Gebirgen Unterösterreichs in herrschaftlichen Wäldern.“ 

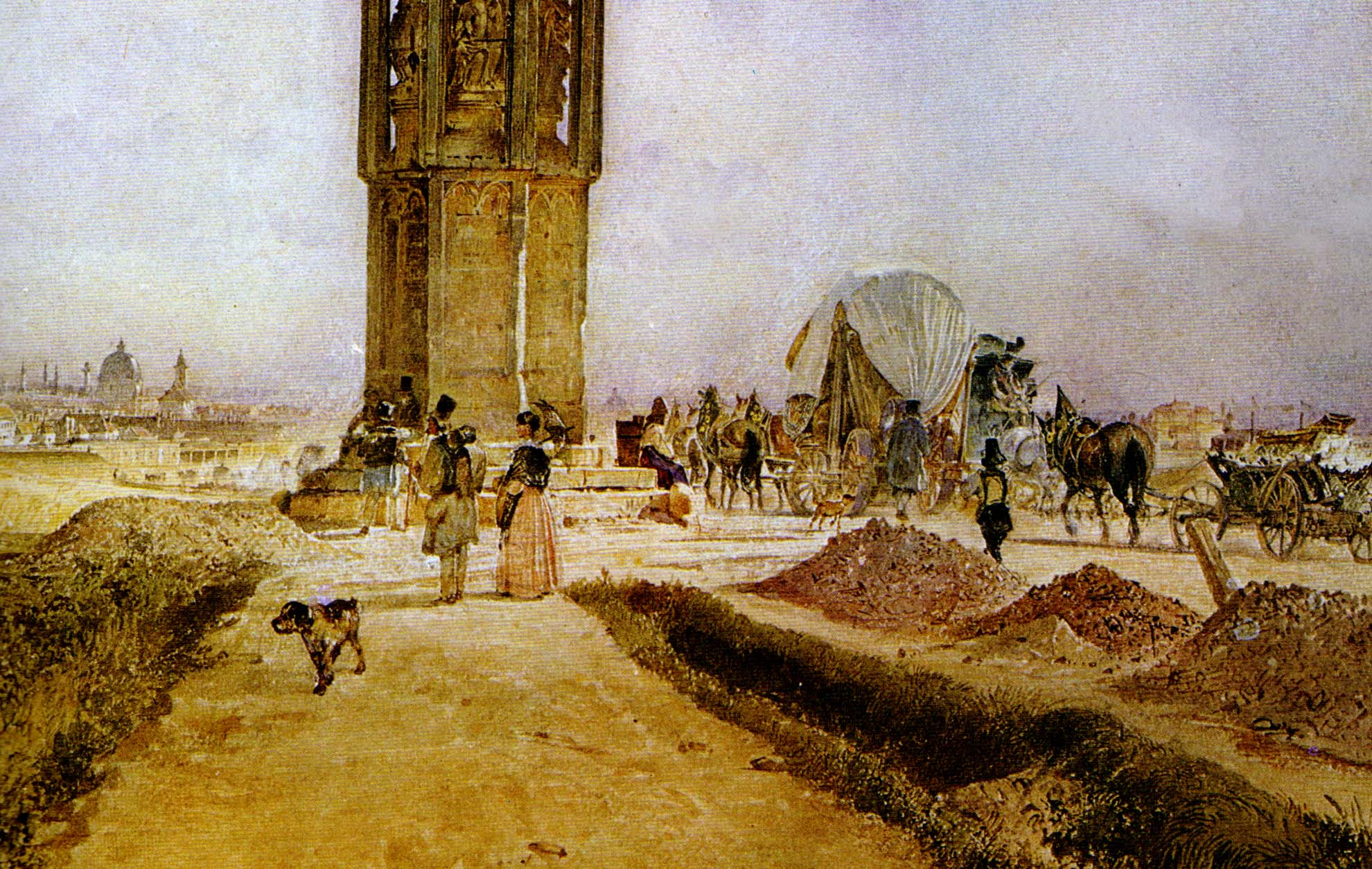
Gemälde des dichten Lastenverkehrs auf der Triester Poststraße bei der Spinnerin am Kreuz im Süden Wiens um ca. 1855. Der Wiener Neustädter Kanal war als ökonomischere Alternative dazu konzipiert.

Alle Versuche, dem britischen Beispiel folgend die Mineralkohle als Hauptenergielieferant zu etablieren, blieben trotz staatlicher Förderung (Verteilung von Gratiskohle, Befreiung der Kohle von Zöllen und Abgaben) zunächst erfolglos. Von der Zukunft der Kohle dennoch überzeugt, gründete Anton David Steiger gemeinsam mit Honoratioren der Statutarstadt Wiener Neustadt im Oktober 1791 die „Wiener Neustädter Steinkohlengewerkschaft“. Man pachtete die im Besitz der königlichen-ungarischen Freistadt Ödenburg (Sopron) befindliche Kohlengrube am Brennberg unter desaströsen Bedingungen (faktisch unbegrenzte Kohlenlieferungen an die Bürger der Stadt zu Preisen, die sich als nicht kostendeckend erweisen sollten) und begann mit dem Abbau, der mangels erfahrener Bergleute und mangelndem Absatz zunächst nur schleppend voranging. Mehr Dynamik kam in das Unternehmen, als Bernhard von Tschoffen, Joseph Reitter und Graf Apponyi der Gesellschaft beitraten, sie übernahmen und zusätzliche Schürfrechte für Steinkohle im Raum Wiener Neustadt erwarben. Man fand zwar Abnehmer im lokalen Bereich, in Wien jedoch des teuren Transportes wegen kaum.
Um den Gütertransport aus dem südlichen Niederösterreich nach Wien rationeller zu gestalten, legte die Gesellschaft auf Anraten Tschoffens 1794 Kaiser Franz II. den Plan vor, einen Schifffahrtskanal zu errichten. Kaiser Franz II. schickte einen seiner Genie-Offiziere, den Ingenieur-Oberstlieutenant Sebastian von Maillard zu einer Detailerkundung. Nach dessen positivem Bericht sendete ihn der Kaiser gemeinsam mit Tschoffen nach England, um dort das Kanalwesen zu studieren. Beeindruckt von der hohen Wirtschaftlichkeit dieser Anlagen erteilte Franz II. im Juli 1796 den Antragstellern per Hofdekret die Genehmigung zur Errichtung eines Schifffahrtskanals bis zur Adria.

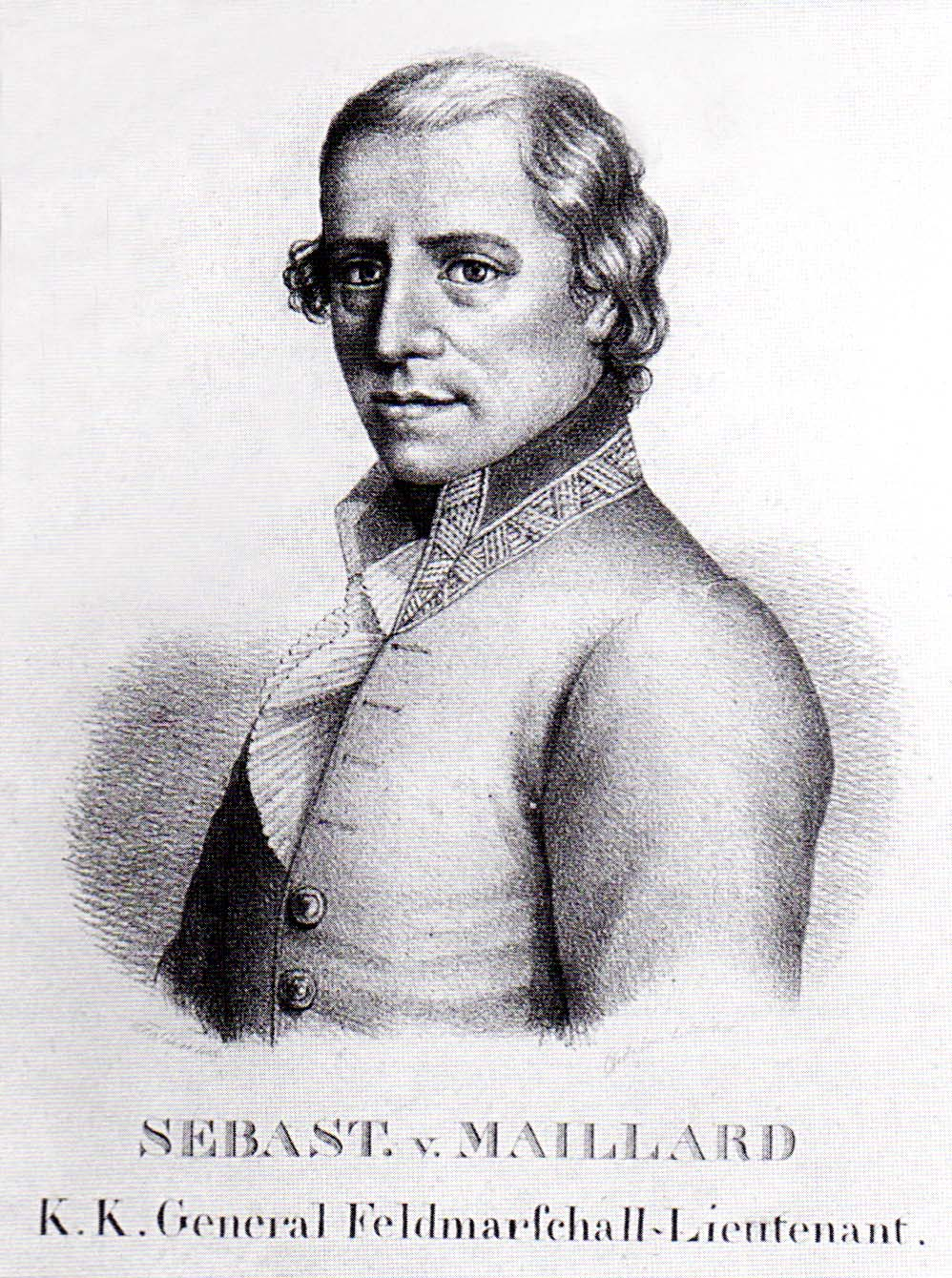
Porträt von Sebastian von Maillard, dem Planer und ersten Bauleiter des Kanals

Es kam zur Gründung der „k.k. privilegierten Steinkohlen- & Canalbau A.G.“, die sich zunächst aber nur den Bau des Kanals von Wien bis Ödenburg bzw. Raab (Győr) zum Ziel setzte. Die dafür veranschlagten 2 Millionen Gulden stammten zu je einem Viertel von den „Gewerkschaftern“ und dem Kaiser, der Rest konnte durch Aktienverkäufe aufgebracht werden. Die Gesellschaft ernannte Maillard zum „Direktor der hydraulischen Unternehmung“ und beauftragte ihn mit der Erstellung der Pläne und der Bauleitung. Als wichtigste Mitarbeiter standen ihm Hauptmann Swoboda, Professor an der Theresianischen Militärakademie, und Ingenieur Josef Schemerl, damals Landesbaudirektor für Krain, zur Seite. Während Swoboda die Strecke nach Ödenburg trassierte, widmete sich Maillard mit Schemerl der schwierigeren Trassierungsarbeit in Richtung Adria über Laibach (Ljubljana). Bei Oberlaibach (Vrhnika) war gemäß Maillard allerdings die Grenze des damals technisch Machbaren erreicht. Maillard:
„Da endlich auf dem übrigen Wege von Oberlaibach nach Triest nichts als kahle, poröse und aus vielen Höhlungen bestehende Felsen angetroffen worden sind, so ist auf dieser Strecke kein Canal ausführbar.“

### Der Bau des Kanals (1797–1803)

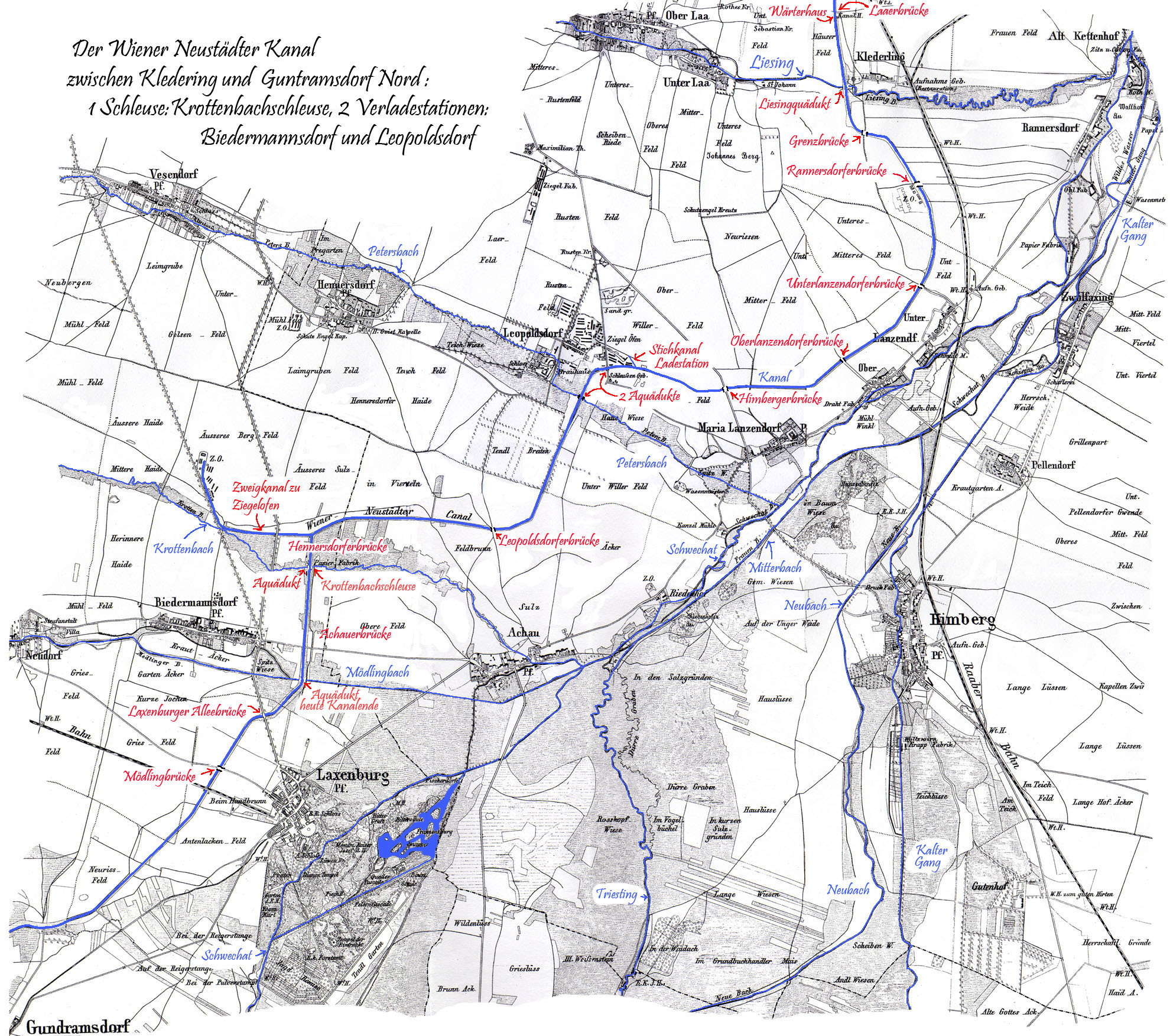
Skizze 5: Der Kanal von Kledering bis Guntramsdorf (ca. 1875)

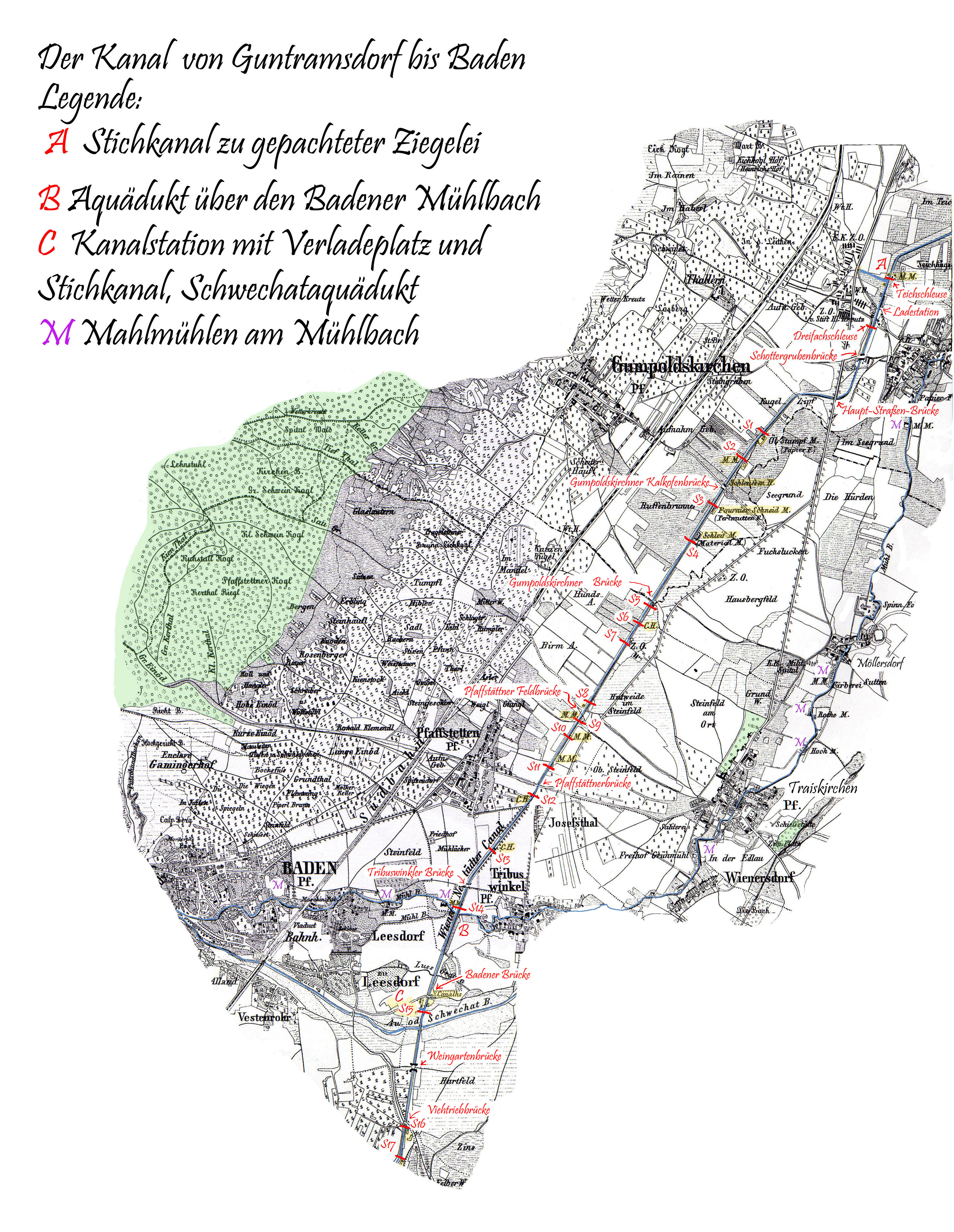
Skizze 6: Der Kanal von Guntramsdorf bis Baden (ca. 1875)

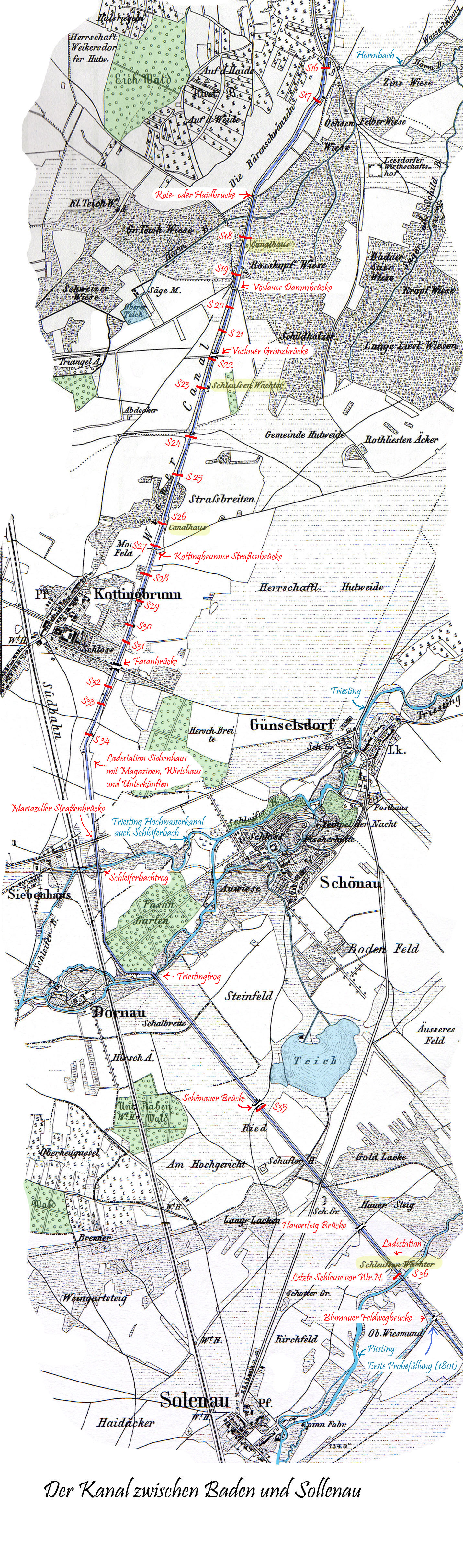
Skizze 7: Der Kanal von Baden bis Sollenau (ca. 1875)

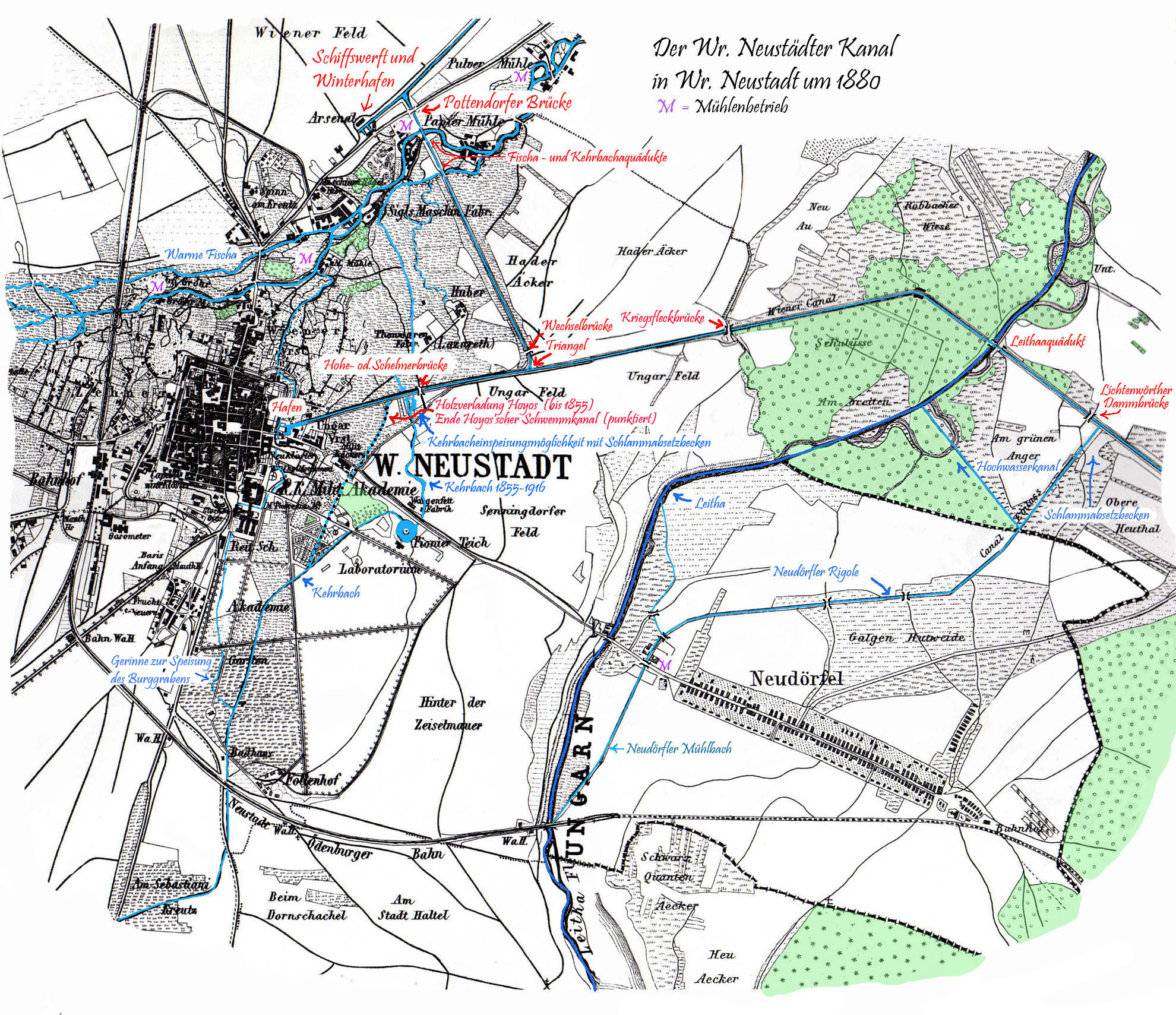
Skizze 8: Der Kanal in Wiener Neustadt (ca. 1880)

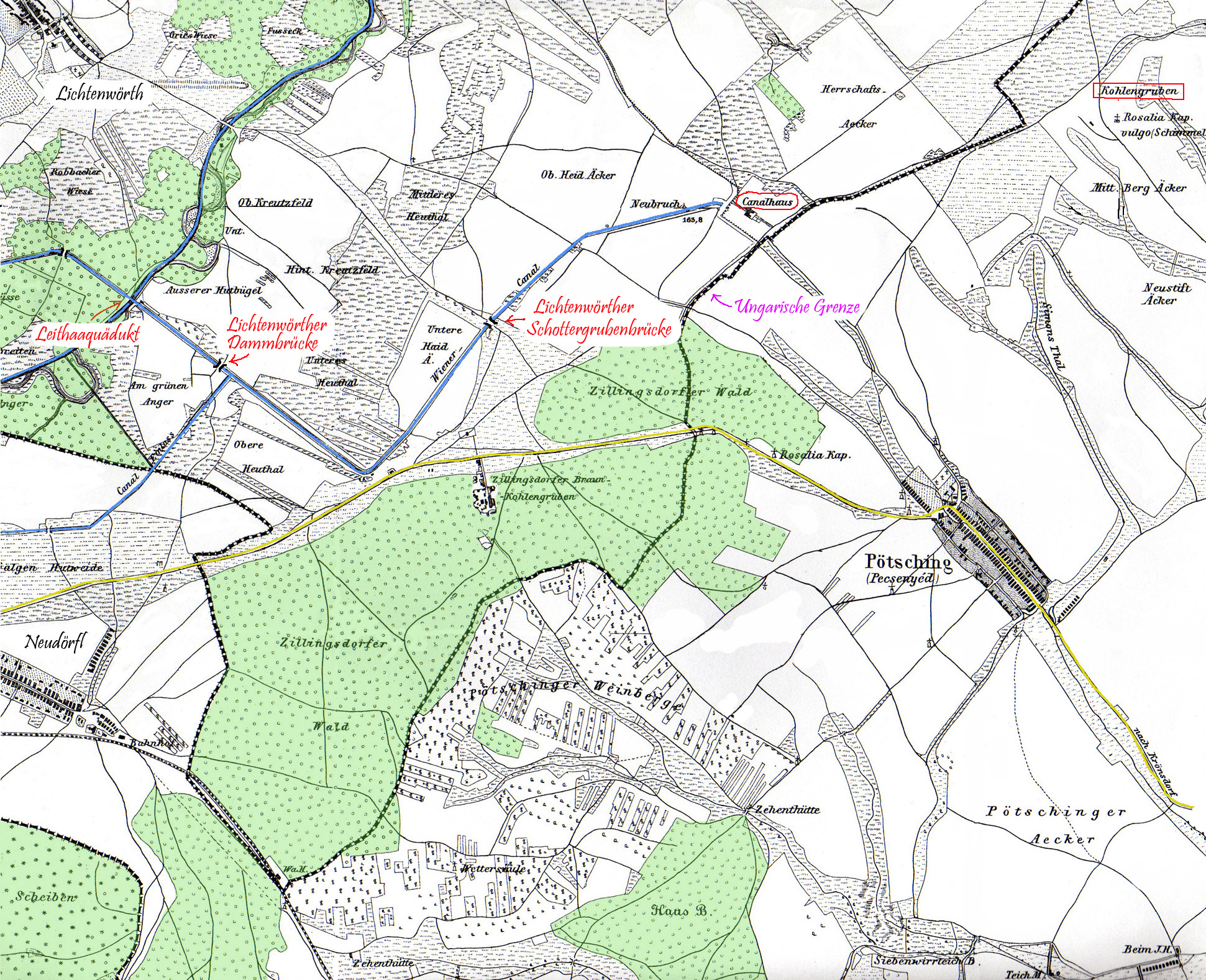
Skizze 9: Der Pöttschinger Kanalast (ca. 1875)

Nach der Trassierung, den Grundstücksankäufen, der Pacht von Steinbrüchen, Ziegel- und Kalkbrennereien im Raum Guntramsdorf und Mannersdorf sowie einer Eisenschmelze in Pitten begann am 19. Juni 1797 die Umsetzung der Pläne. Sie sollte sich schwieriger darstellen, als dies ein rascher Blick auf die Karte des Wiener Beckens vermuten lässt. Dieses Becken ist keinesfalls flach, es weist vielmehr von Neunkirchen bis zur Donau mit 200 Metern auf 60 km einen für Kanäle beträchtlichen Höhenunterschied auf. Überdies konnte man mit der Trasse keinem Talverlauf folgen, sondern stand vor der Aufgabe, zahlreiche kleine, aber hochwasserträchtige Wasserläufe zu queren. Dazu kam der vielfach extrem wasserdurchlässige Untergrund, der aufwändige Dichtungsmaßnahmen erforderte. Das Hauptproblem war und blieb jedoch der Mangel an Wasser, der neben einem komplexen Einspeisungssystem zu einem schmalen Kanal, zu kleinen Schleusenkammern und damit zu kleinen Kähnen zwang, was dem Wasserweg mittelfristig die Konkurrenzfähigkeit rauben sollte.
Die ersten 48, nicht fachspezifisch eingesetzten zivilen Arbeiter verließen sehr bald die Arbeitsstätte. Sie wurden am 8. Juli durch 100, später 200 Soldaten ersetzt. Der vom Kaiser am 26. Oktober kritisierte langsame Baufortschritt führte im Folgejahr zur Zuweisung von 1260 Bausoldaten. Das Unwetter vom 20. August 1798 zerstörte jedoch viel von deren Arbeit.
Als diese Soldaten 1799 im Zuge eines weiteren Feldzugs gegen Napoleon abgezogen wurden, ersetzte man sie durch Sträflinge, wobei die schweren Fälle in Ketten zu arbeiten hatten. Dieser kriegsbedingte Mangel an Arbeitskräften, Unwetterschäden und die inflationäre Entwicklung bei den Baukosten hemmten den Baufortschritt und führten zu Spannungen zwischen Bauleitung und Geldgebern. Die Kanalgesellschaft, die 1799 mit der „Innerberger Hauptgewerkschaft“ zur „k.k. privilegierten Hauptgewerkschaft“ fusionierte, führte diese Zustände letztendlich auf Fehler des Bauleiters Maillard zurück. Die Hofkommission (Vorsitz Graf Saurau) griff ein. Man trennte Bauplanung (Maillard) von Baudurchführung (Joseph Schemerl von Leythenbach) und forderte von Maillard am 27. August 1798 die Vorlage eines Generalplanes. Trotz erfüllter Forderungen trennten sich die Gesellschafter 1799 vom Bauleiter ohne Abfertigung. Die Tatsache, dass Maillard vom Kaiser 8000 Gulden (offiziell für seine Kinder) erhielt und von diesem in den Folgejahren als Leiter der kaiserlichen Genie(Pionier-)truppen bis zum Feldmarschall befördert wurde, mag als Beweis dafür dienen, dass sein Ansehen zumindest bei Hof nicht gelitten hatte.
Am 1. Oktober 1799 als Bauleiter nominiert, musste Joseph Schemerl auch im Folgejahr Sträflinge auf den Baustellen akzeptieren. Hemmend wirkten sich in dieser Bausaison auch die Einsprüche der Barone Braun und Moser aus, die sich in Schönau an der Triesting zunächst weigerten, Land für den Kanalbau abzutreten und Trassenänderungen rund um einen Fasangarten durchsetzen konnten.
1801 übernahm Graf Heinrich Franz von Rottenhan den Kanalausschuss der Hofkammer. Er ordnete nach Inspektion der fertigen Abschnitte Begradigungen der Trasse an und ließ das einsturzgefährdete Liesingaquädukt erneuern. Für Sanierung und Weiterbau konnte er dem Bauleiter ab 1. Mai 1801 einige hundert Pioniere zur Verfügung stellen, mit denen die Arbeit unter der Leitung von vier zusätzlichen Ingenieuren erstmals zügig voranging. Da für die Kosten dieser Sanierungsarbeiten wieder einmal die Hofkammer allein aufkommen musste, war Rottenhan bestrebt, den Kanal zur Gänze zu übernehmen. Es gelang ihm, die Unstimmigkeiten innerhalb der neuen „Hauptgewerkschaft“ dazu zu nutzen, die 1799 erfolgte Fusion wieder rückgängig zu machen und nach zähen Verhandlungen Tschoffen, Graf Apponyi und Reitter auszubezahlen, was am 13. April 1802 besiegelt wurde.
Als man 1801 – noch immer ohne Speisewasser – Wiener Neustadt erreicht hatte, leitete der ungeduldige Schemerl für Prüfzwecke die Piesting ein. Dies konnte nur für jeweils 24 Stunden erfolgen, da von diesem Wasser das kriegswichtige Stuck(Geschütz)bohrwerk in Ebergassing abhängig war. Das Prüfwasser gelangte Richtung Norden immerhin bis zum Stadtrand von Wien, bei einem Versuch in Richtung Süden versickerte es bereits nach wenigen Kilometern. Um der „Durchseihung“ (Versickerung) entgegenzuwirken, ließ Schemerl im Bereich der wasserdurchlässigen Kieselschichten das Kanalbett „podeln“. Dabei wurde nach dem Aufackern der Kanalsohle ein Gemisch von zwei Drittel Kiesel und einem Drittel Erde eingebracht und durch den Beritt mit Pferden verdichtet.
1802 wurde Rudolph von Wrbna Präsident der Kanal-Hofbaukommission.
Um endlich permanent Wasser zur Kanalbefüllung zu erhalten, wurde der Kanal 1802 von Wiener Neustadt Richtung Pöttsching bis über die Leitha ins Heutal geführt, wo das im damals ungarischen Neudörfl abgeleitete Leithawasser über die „Neudörfler Rigole“ in den Kanal fließen konnte (siehe Skizze 8). Zum Schutz vor Verschlammung und Hochwässern wurde knapp vor der Einspeisung in den Kanal ein großes Schlammabsetzbecken angelegt und gleich nach der ungarischen Grenze ein Hochwasserkanal zur Leitha geführt.
Die längeren Probefüllungen von 1802 bis zum Frühjahr 1803 zeigten weitere Dichtungsmängel auf, von denen diesmal nicht nur das Bauwerk selbst, sondern auch die Anrainer betroffen waren. Wasser aus Dammbrüchen und undichten Kanalteilen versumpfte Felder und Wiesen, verunreinigte Ortsbrunnen, drang in Keller ein und brachte Gebäude in Einsturzgefahr. In der Gruft der Franziskaner in Maria Lanzendorf schwammen die Särge. Dazu kam am 29. Juli 1803 ein weiteres schlimmes Unwetter, bei dem das Peischinger Wehr von der Schwarza weggerissen und der Kehrbach sowie die „Neudörfler Rigole“ mit Schotter und Schlamm gefüllt wurden. Die Schäden durch Kanalwasser und Unwetter verzögerten nicht nur die Fertigstellung, sie zogen auch langwierige und kostspielige Gerichtsverfahren nach sich, die dazu beitrugen, die von Maillard errechneten Baukosten von zwei Millionen auf über 11 Millionen Gulden ansteigen zu lassen.

### Der Betrieb bis zur offiziellen Einstellung des Schifffahrtsbetriebes (1803–1879)

#### Der Kanalbetrieb unter staatlicher Verwaltung (1803–1822)

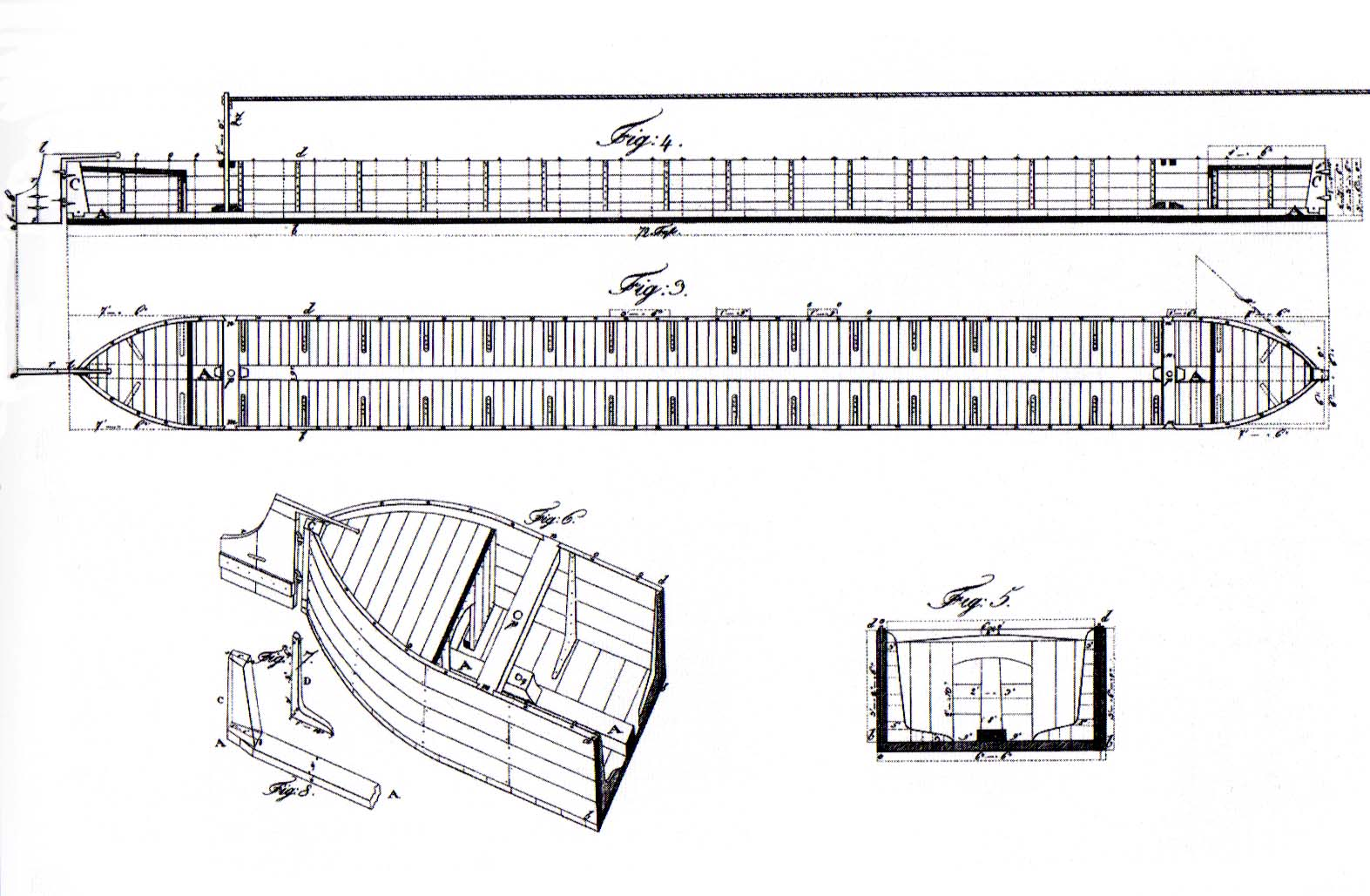
Der Kanalkahn war 22,8 Meter lang und 2,05 (2,30) m breit (Skizze S. von Maillard)

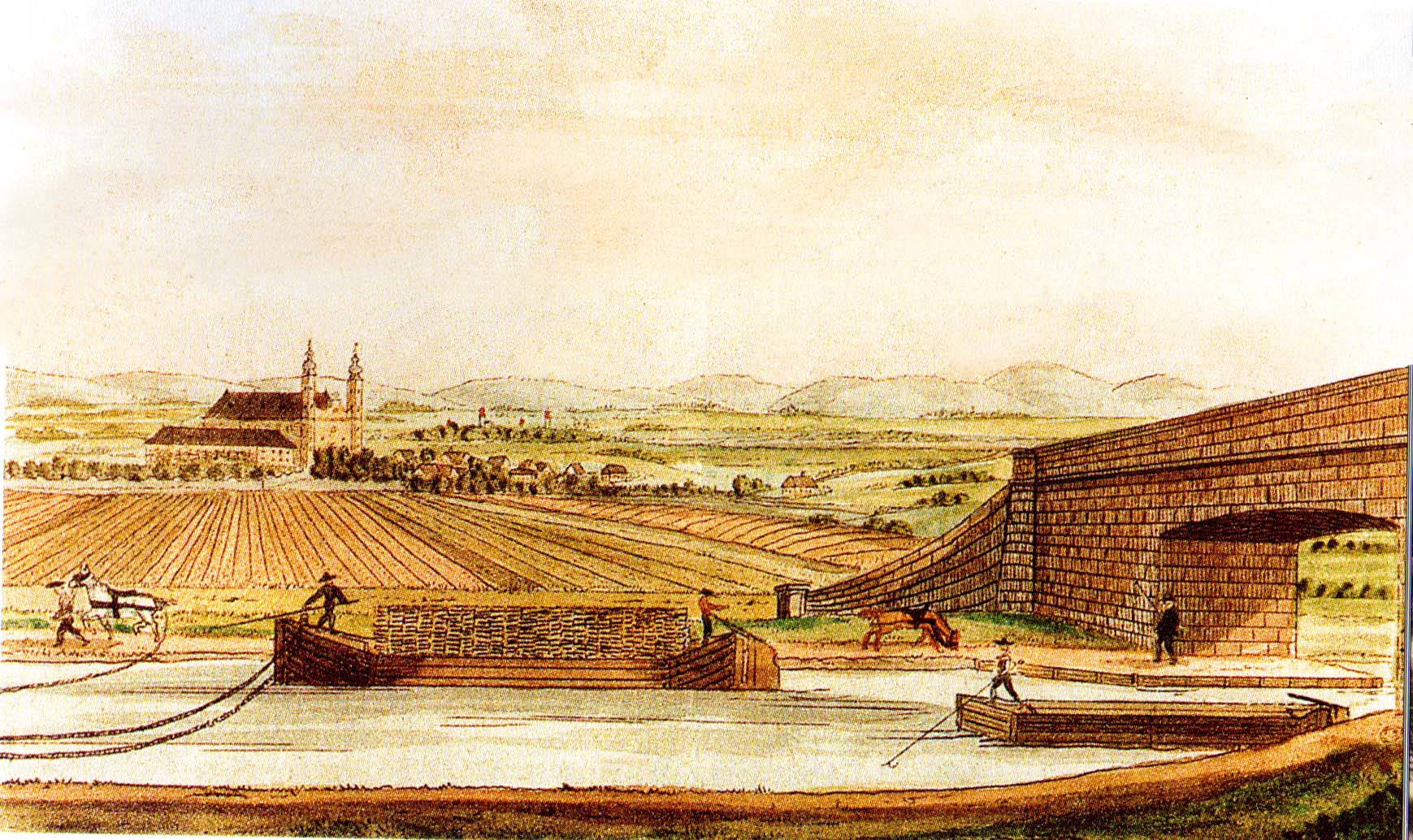
Überholmanöver auf dem Kanal (Bild ca. 1820)

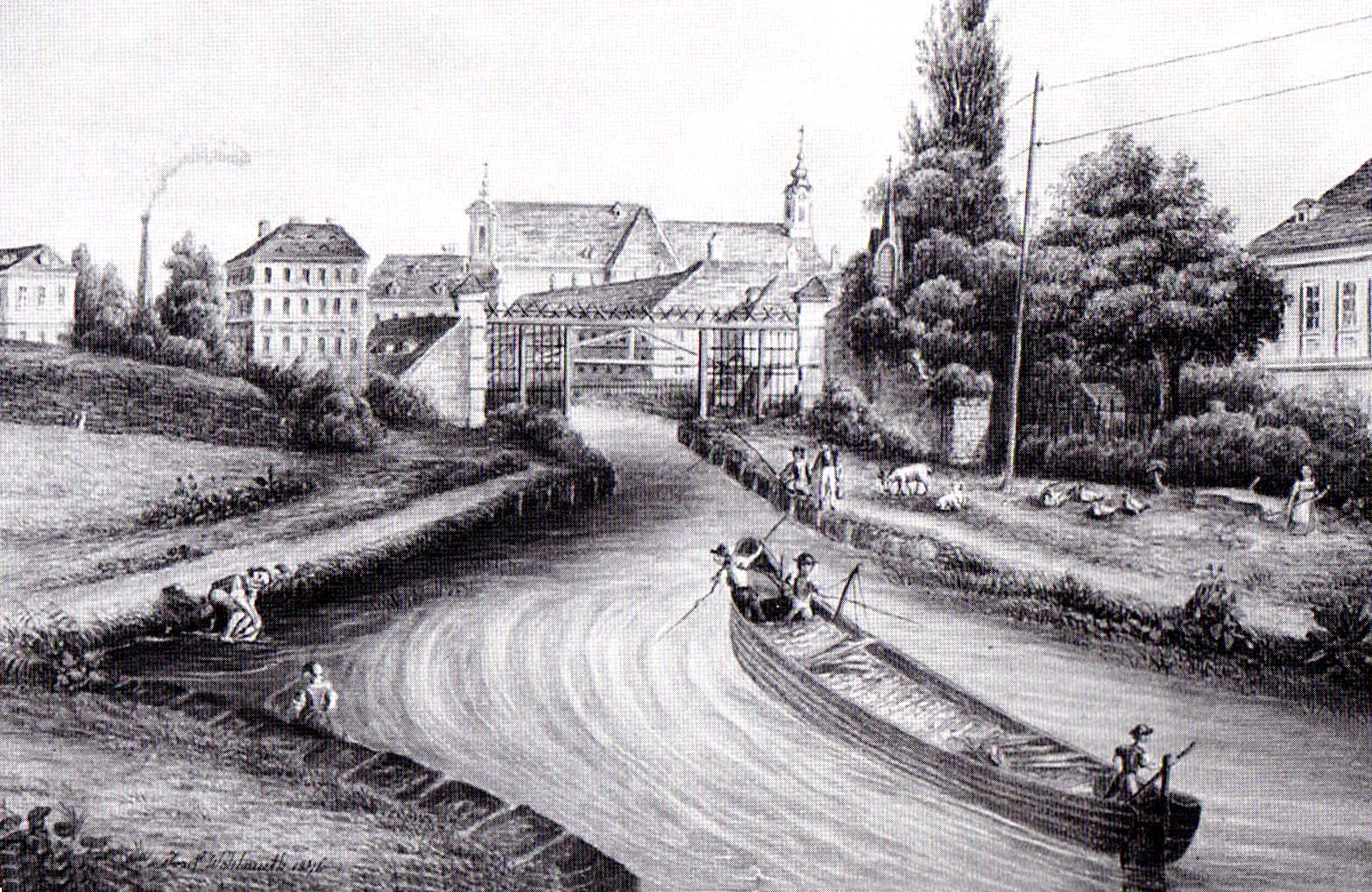
Der Kanal vor der Maut beim Linienwall in Wien. (Bild um 1840)

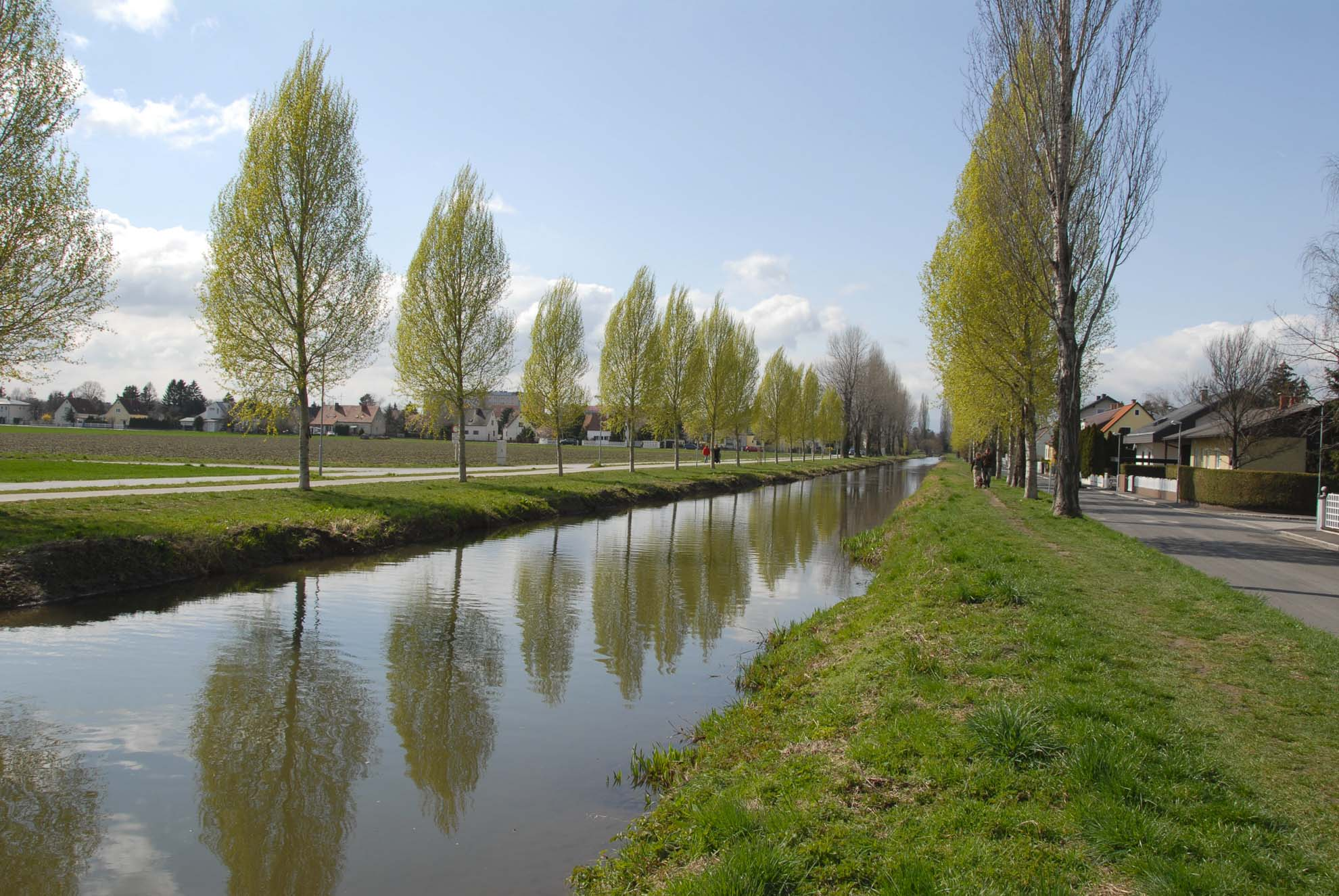
Wiener Neustadt: Blick vom „Triangel“ Richtung Hohe- oder Schemerlbrücke (2007).

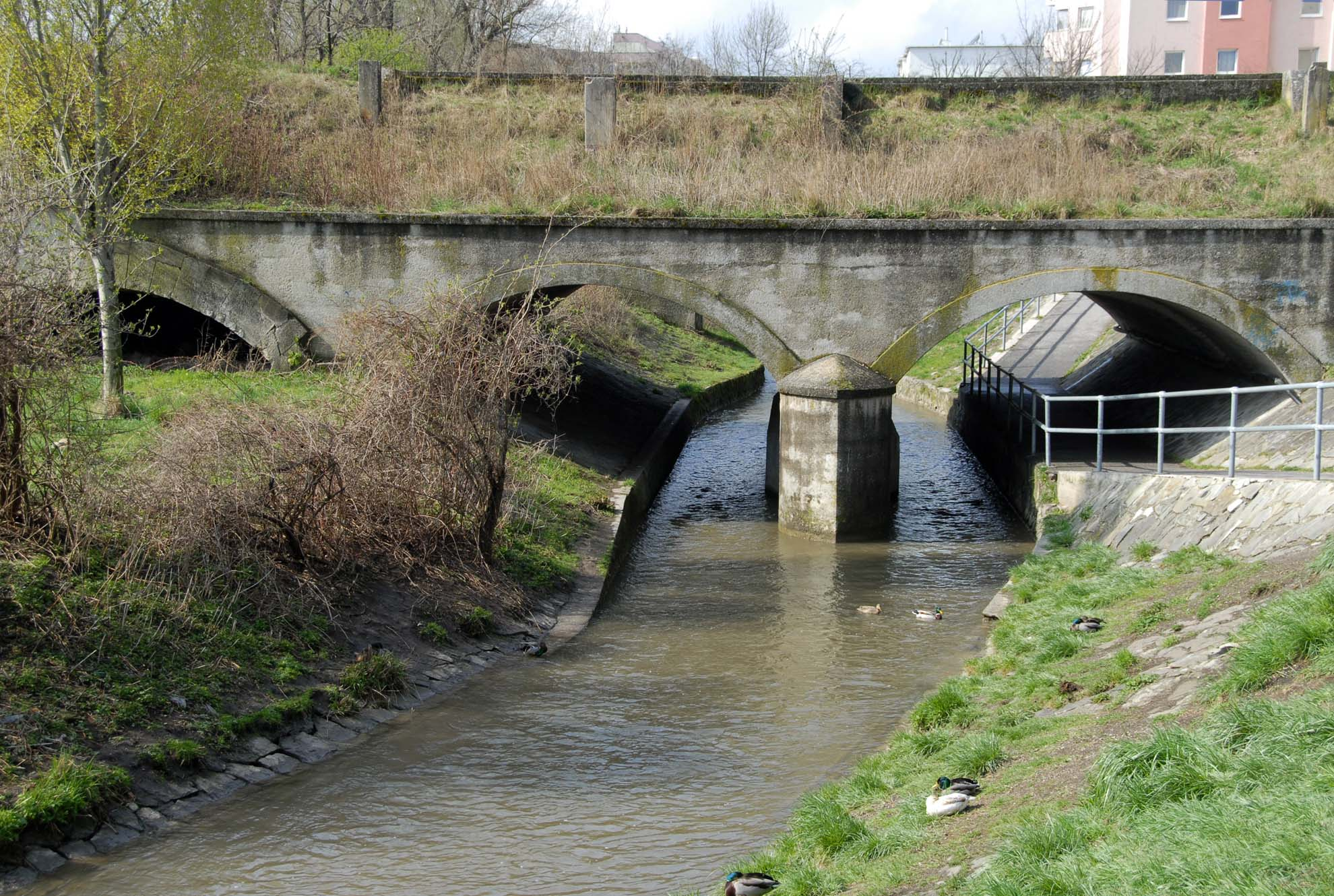
Das Fischaaquädukt in Wiener Neustadt (2007)

Anfang März 1803 begann man mit der langsamen Füllung des Gesamtkanals. Bis 15. März waren die Kanalabschnitte zwischen den Schleusen, „Haltungen“ genannt, bis Lanzendorf gespannt; am 29. März wurde die Kirchhofschleuse bei Sankt Marx am Wiener Linienwall geöffnet. Bevor jedoch erstes Wasser bis zum Wiener Hafen gelangen konnte, brach bei Simmering ein Damm, dessen Reparatur sechs Wochen in Anspruch nahm. Dadurch musste die für Mitte April festgelegte erste offizielle Befahrung der „Kanalbau – Hofkommission“ bei der Kirchhofschleuse am Stadtrand Wiens beginnen. Diese Fahrt dauerte vom 18. bis zum Abend des 20. April. Am geringen Tempo war vor allem die Begeisterung der Bevölkerung der anliegenden Gemeinden verantwortlich.
Die Wasserfahrzeuge waren Nachbauten der britischen Narrowboats. Sie hatten eine Länge von 22,8 m und eine Breite von 2,05 m und wurden in Wiener Neustadt (Werft siehe Skizze 8) und Passau hergestellt. Durch ihre symmetrische Konstruktion mussten sie am Zielpunkt nicht gewendet werden; es wurde lediglich das Ruder und die Stange für den Seilzug umgesteckt. Die Mannschaft eines Schleppzuges bestand aus drei Mann, die sich in ihren Funktionen abwechselten. Das vom Steuermann gelenkte Boot zog ein Pferd, das vom Pferdeführer („Treidler“) entlang des Treidel- oder Treppelweges geführt wurde, der entlang des Ostufers und unterhalb der Brücken verlief. Getreidelt wurde im Gegenverkehr mit knapp vier Kilometer pro Stunde, auszuweichen hatte das leere bzw. das bergab fahrende Schiff. Da es nur einen Treppelweg gab, waren Gegenverkehr und Überholen mit einigen Seilmanövern verbunden (siehe Bild). Aufgrund der geringen Strömung in den Haltungen mussten die Fuhren in beiden Richtungen gezogen werden. Für die Strecke von Wien bis Wiener Neustadt benötigte man im Schnitt eineinhalb Tage. Bei Nacht ruhte der Kanalbetrieb, den Schiffern standen in den „Canalhäusern“ Schlafstellen zur Verfügung. Der Schifffahrtsbetrieb lief von Anfang April bis Ende Oktober, die verbleibende frostfreie Zeit wurde für Wartungs- und Reparaturarbeiten genützt. Zu dieser Kanalabkehr wurde der Kanal weitgehend trockengelegt.
Der Frachtbetrieb lief am 12. Mai 1803 an, er begann wegen Lieferverzögerungen bei den Kähnen nicht mit 16, sondern nur mit vier Schiffen. Bei der erstmaligen Befüllung der Haltungen zwischen der Kirchhofschleuse und dem Hafen Wien traten auch hier die schon hinlänglich bekannten Dichtheitsprobleme auf, die ebenfalls nur mit sorgfältigem „Podeln“ zu beheben waren. Da Schemerl 1803 als reines Probejahr veranschlagt hatte, war er mit einer Erstbilanz von 400 Frachtfahrten zufrieden.  Im Frühjahr 1804 konnte der Transport zwar mit 55 Schiffen anlaufen, es kam jedoch zu einem weiteren Dammbruch, diesmal bei der Kirchhofschleuse und gleich nach der Schadensbehebung zu einer weiteren Kanalsperre wegen Unterspülung einiger Gebäude beim Linienamt und der Verseuchung von Brunnen, was den Verkehr zwischen dem Krottenbach und dem Hafen Wien für weitere sechs Wochen zum Erliegen brachte. Die Bilanz des zweiten Betriebsjahres belief sich auf 1.713 Schiffsladungen, die Hälfte waren aber nur Ziegelfuhren von Guntramsdorf nach Wien.
Das dritte Betriebsjahr (1805) begann mit der dritten Unwetterkatastrophe. Plötzliches Tauwetter ließ die Flüsse und Bäche im Alpenvorland stark anschwellen. Fischa und Piesting vereinten sich im Steinfeld nördlich Wiener Neustadt und zerrissen den Kanaldamm zwischen Lichtenwörth und der Untereggendorfer Brücke, gleichzeitig brachte der Kehrbach erneut große Schlammmengen bis in den Neustädter Hafen ein. Auf andere Weise verheerend wirkte sich der Krieg gegen Napoleon aus. Am 14. August 1805 wurden die erfahrenen Schiffsknechte aus Norddeutschland so rasch in die Schlacht geworfen, dass nicht einmal Zeit vorhanden war, die Kähne an ihren Bestimmungsort zu bringen. Um Haftungsansprüche der Kunden zu vermeiden, wurde notdürftig geschulter Ersatz zum Einsatz gebracht, der zwar manchen Schaden anrichtete, mit deren Hilfe die Jahresbilanz dieses Katastrophenjahres aber doch noch auf 2.103 Fahrten und 42.000 Tonnen Fracht gesteigert werden konnte. Der Fahrbetrieb lag auch noch 1806 in der Hand dieser Amateure, was sich aber weniger nachteilig auswirkte als der schlechte Zustand der Schleusen, von denen die billigen Ziegelschleusen zu zerfallen begannen. Bei der Sanierung wurden sie um ein Fuß (32 cm) verbreitert, was den Einsatz von 2,30 m breiten Kähnen mit deutlich höherer Ladekapazität ermöglichte. 1807 kamen zwar wieder erfahrene „Pontonniers“ an den Kanal, doch 1809 mussten auch diese wieder zu den Waffen greifen. Da die napoleonischen Truppen bei diesem Feldzug auch über Süden vorrückten, war der Betrieb diesmal unmittelbar betroffen. Nach Plünderung der Schiffsladungen und Lager, Besetzung der Kanalhäuser und Beschlagnahme der Schiffe kam der Kanalbetrieb während der ersten Monate der Besetzung gänzlich zum Erliegen.
1810 bekam der „Canalfonds“ die Mittel für den Weiterbau der Strecke von der Einmündung der Neudörfler Rigole bis zum Pöttschinger Sattel. Dieser 3,8 km lange Streckenabschnitt wurde von 500 Soldaten zwischen dem 1. August und 15. Dezember 1810 errichtet und ging im Frühjahr 1811 in Betrieb. Die für die Rentabilität so wichtige Weiterführung bis zu den Kohlengruben bei Ödenburg scheiterte allerdings am Widerstand der ungarischen Großgrundbesitzer den auch eine persönliche Intervention des Kaisers nicht brechen konnte. Man befürchtete Absatzeinbußen bei den Pferdezuchten – immerhin waren täglich 40.000 Pferde zwischen Wien und Triest unterwegs –, weiters Billigimporte landwirtschaftlicher Produkte und die Beeinträchtigung der Mühlenbetriebe um Ödenburg durch Entzug des spärlich vorhandenen Wassers. Dazu kamen noch die keineswegs ungetrübten politischen Beziehungen zwischen dem Kaiserhaus und den Ungarn, die sich nach der blutig niedergeschlagenen Revolution von 1848 noch wesentlich verschlechtern sollten. Damit waren auch die Pläne einer Fortsetzung des Kanals über Ödenburg bis Raab oder gar Triest als gescheitert zu betrachten. Der Pöttschinger Kanalast war nach dem verheerenden Hochwasser von 1813 durch Zerstörung des letzten Aquädukts vor der Aufgabestation für neun Jahre vom Kanalverkehr abgeschnitten. Erst unter dem Pächter Fries gab es wieder Investitionen in Kanalbauwerke; nach Neuherstellung des Aquädukts konnte auch der Verkehr zum Pöttschinger Sattel wieder aufgenommen werden.
Nach drei ausgeglichen bilanzierten Jahren geriet die staatliche Betriebsgesellschaft 1815 erneut in die Verlustzone. Der Bergbau blieb ein Verlustbringer, dringende Reparaturen an den Schleusen zehrten am Gewinn. Dazu kamen noch umfangreiche Betrugshandlungen kaiserlicher Beamter. Am 11. Mai 1819 brachte daher Minister Graf Stadion den Vorschlag ein, die Hofkammer möge sich auf die Erhaltung des Bauwerkes und eine eventuelle Fortsetzung der Trasse beschränken, den Schifffahrtsbetrieb selbst aber verpachten.

#### Der Kanal unter der Pacht des Bankhauses Fries, unter Matthias Feldmüller und Georg von Sina (1822–1846)
Als das Bankhaus Fries 1822 der Hofkammer eine Pachtübernahme vorschlug, wurde man relativ rasch handelseinig. Der Vertrag wurde am 14. Mai 1822 auf zwölf Jahre abgeschlossen. Der jährliche Pachtzins wurde mit 6.000 Gulden angesetzt und sollte erst nach Verlängerung des Kanals bis Ödenburg auf 12.000 Gulden hinaufgesetzt werden. Der Pächter musste sich darüber hinaus verpflichten, nicht nur für die Kosten aller anfallenden Reparaturarbeiten aufzukommen, sondern auch noch jährlich zwei große Objekte (Schleusen, Aquädukte) neu zu errichten, was sich auf ein Mehrfaches des Pachtzinses addieren sollte. Weiters sah sich Fries genötigt, in die langfristigen Verträge mit dem Grafen Hoyos (Holztransport auf eigene Regie), dem Fuhrwerksunternehmer Neilreich, dem Ziegelerzeuger Johann Gansterer und dem Schiffsbaupächter Ledl einzusteigen. Angesichts der hohen Bonität von Moritz Reichsgraf von Fries – er galt als reichster Österreicher – nahm der Hof von der Gestellung einer Kaution Abstand. Der erste Jahresbericht der Hofkammer über die Gebarung der „Niederösterreichische Schiffahrtskanal-Pachtungsgesellschaft“ war überaus positiv. Die Gesellschaft hatte neben den laufenden Reparaturen mehrere größere Objekte hergestellt, die seit neun Jahren nicht mehr benutzte Strecke von Wiener Neustadt zum Pöttschinger Sattel wieder in Betrieb genommen und dafür in Summe 27.000 Gulden aufgewendet. Die Verhandlungen bezüglich Weiterbau des Wasserweges in Richtung Ödenburg, die Fries mit dem Fürsten Nikolaus II. Esterházy und dem Ödenburger Obergespan (Leiter der Komitatsverwaltung) geführt hatte, waren allerdings erfolglos geblieben. Obwohl bereits der Kaiser selbst an diesem Problem gescheitert war, musste Fries fürchten, die Pachtung dadurch zu verlieren, dass er mit dem Bau Richtung Ödenburg nicht innerhalb der vertraglich festgelegten sechs Jahre beginnen konnte – eine nachträgliche Friststreckung lehnte die Hofkammer ab. Doch noch bevor dieser Fall eintreten konnte, schlitterte Fries aus anderen Gründen in den Konkurs.
Da die Konkursmasseverwaltung der Bank ab 1. März 1827 den Holzhändler Matthias Feldmüller Junior, Sohn des Schiffsmeisters und „Donaugenerals“ Matthias Feldmüller als Unterpächter gewinnen konnte, war sie in der Lage, die Pachtraten weiterhin zu überweisen und den Antrag der Hofkammer auf Rückstellung des Kanals abzuweisen. Der Vater Feldmüllers war ein, auch bei Hof, hoch angesehener Geschäftsmann, der sein Vermögen während der Türkenkriege als Transportunternehmer auf der Donau erworben hatte und zum Zeitpunkt der Pachtübernahme 1.225 Donauschiffe betrieb. Als die Frist für den Weiterbau des Kanals ohne Baubeginn verstrichen war, schrieb die Hofkammer die Pachtung neu aus. Den Zuschlag erhielt Feldmüller Junior für die Dauer vom 1. Jänner 1829 bis Ende 1834. Der Pachtschilling blieb gleich, neben den Reparaturen war nur mehr ein großes Objekt jährlich neu zu erstellen, auch die Verpflichtung zum Weiterbau war nicht mehr enthalten. Sollte sich allerdings ein Unternehmer oder eine Gesellschaft zur Fortsetzung des Kanals durch einen Kanal oder eine Eisenbahn finden, so durfte der Pächter „kein Hindernis bilden“. Obwohl Feldmüller viel in den Kanal investierte, was diesen in einen besseren Zustand als je zuvor versetzte, konnte er als erster Pächter dauerhaft Gewinne aus dem Unternehmen ziehen.
Bei der Versteigerung der Pacht am 17. September 1834 erhielt Baron Georg Freiherr von Sina, der Besitzer eines großen Bankhauses, den Zuschlag bis ins Jahr 1846 für 13.085 Gulden jährlich, bei einer Kaution von 12.000 Gulden. Obwohl Sina den Kanal keineswegs vernachlässigte, war er für ihn vorwiegend Mittel für einen anderen Zweck. Da er die Zukunft des Transportes eher auf der Eisenbahn sah, erwartete er sich von einer vorbildlichen Kanalpacht eine bessere Ausgangslage für seine Bahnprojekte von Wien Richtung Süden und Osten. Am 16. Februar 1839 gelang es Sina tatsächlich, die Konzession für den nördlichsten Abschnitt der Südbahn, die Bahnstrecke Wien–Wiener Neustadt–Gloggnitz zu erhalten. Für Errichtung und Betrieb gründete er die „k.k.privilegierte Südbahngesellschaft“, der erste Zug auf der Strecke Wien – Gloggnitz fuhr am 5. Mai 1842. Am 6. Juni 1840 gelang es ihm überdies, die Konzession für die Strecke Wiener Neustadt – Ödenburg zu erlangen, die 1847 in Betrieb ging. Bauleiter bei beiden Bahnbauten war Matthias Schönerer, der für Sina und Konsorten bereits die Pferdeeisenbahn Budweis–Linz–Gmunden errichtet hatte, die seit 1832 in Betrieb war. Auch Sina blieb von Kanalproblemen nicht verschont. Zunächst wurde ihm im Hafen Wien der Kohlenlagerplatz zum Bau des Münzamtes entzogen, was die Manipulation der Waren wesentlich erschwerte. Die Probleme mit dem Brennberg löste er durch Unterverpachtung der Gruben an Alois Miesbach, der bestrebt war, den Brennstoffbedarf für seine Ziegelöfen kostengünstig zu decken.

#### Der Kanal unter den „Ziegelbaronen“ Miesbach und Drasche (1846–1871)
Als bei der mündlichen Versteigerung der Kanalpacht am 9. November 1846 zum Ausrufungspreis von 10.975 Gulden kein Angebot einging, erhielt Alois Miesbach mit seinem schriftlichen Angebot in der Höhe von 15.551 Gulden den Zuschlag. Auch Miesbach zählte zu den Größen der österreichischen Wirtschaft. Er hatte 1826 mit der Herrschaft Inzersdorf reiche Tonvorkommen erworben, was ihm als Basis für ein Baustoffunternehmen diente, das zuletzt 30 Bergwerke, eine Terrakottafabrik und neun Ziegeleien umfasste, womit der Grundstein für den heute weltweit agierenden Baustoffkonzern Wienerberger gelegt wurde. Unter Miesbach eskalierten die Probleme mit der Stadt Ödenburg, wo sich Spekulationsunternehmen niedergelassen hatten, die den vertraglichen Anspruch auf die billige Kohle für Ödenburger Bürger geltend machten und vor den ungarischen Gerichten Recht bekamen. Als sich Miesbach weigerte, an solche Unternehmen Kohle zu liefern, wurde Exekution erwirkt, die allerdings von der Hofkammer unterbunden wurde. Auch am anderen Ende der Kanalgeschäfte, in Wien, gab es Ärger. Dort hatte die unter Leitung von Carl Ritter von Ghega, dem späteren Erbauer der Semmeringbahn, stehende Gesellschaft zur Errichtung einer Verbindungsbahn zwischen den einzelnen Wiener Bahnhöfen die letzten beiden Kilometer des Kanales als Bahntrasse zugesprochen erhalten. Am 24. Mai 1848 begann man mit den Bauarbeiten für den neuen Kanalhafen und dem Zuleitungsgerinne für die im Vertragsverhältnis mit der Kanalgesellschaft stehenden Werksbesitzer unterhalb des neuen Hafens. Am 24. April 1849 wurden die Haltungen unterhalb der stillgelegten Rennwegschleuse abgelassen und das Kanalbett zum Bahnkörper umgestaltet. Ab 11. Juni erhielten auch die Werksbesitzer wieder ihr Kanalwasser.
Der durch die Verkürzung gleich mehrfach geschädigte Miesbach erhob keine Klage, da ihm eine Pachtminderung auf 6000 Gulden zuerkannt und die Pacht verlängert wurde. Mit dem Bau eines Stichkanals zum Biedermannsdorfer Ziegelofen konnte er seine Konkurrenzsituation verbessern, er musste allerdings hinnehmen, dass er 1855 mit dem Grafen Hoyos einen wichtigen Kanalkunden verlor. Als Miesbach 1857 starb, übernahm dessen Neffe Heinrich Drasche, später Heinrich von Drasche-Wartinberg, dessen Betrieb.

#### Der Verkauf des Kanals und die offizielle Einstellung des Schifffahrtsbetriebes (1871–1879)
Der verlorene Preußisch–Österreichische Krieg des Jahres 1866 hatte den Staat in finanzielle Schwierigkeiten gebracht, die man nicht zuletzt durch den Verkauf staatlichen Eigentums zu beheben trachtete. Dabei wurde auch der Kanal zur Disposition gestellt. Bei der Berechnung der Verkaufssumme wurde der Wert der errichteten Objekte, der Wert der Schifffahrtspacht, die Einnahmen aus der Eisgewinnung, aus der Gestellung von Werks- und Nutzwasser, sowie Servitutsrechten, dem Verkauf „überstämmiger“ Bäume, den Ertragsmöglichkeiten aus noch ungenützten Gefällen sowie der vertragsmäßig gesicherten Speisewässer (Leitharigole, Kehrbach, Guntramsdorfer Fabrikswasser) herangezogen. Davon wurden Grundsteuer, Erbpachten, Erhaltungs- und Personalkosten abgerechnet, worauf man auf einen Kapitalwert von 279.855 Gulden kam. Am 16. Februar 1869 wurde mit der „k.k. privilegierten österreichischen Vereinsbank“ ein Vorvertrag abgeschlossen, der zur Gründung der „Ersten Österreichischen Schiffahrts Kanal A.G.“ führte, die den Kaufpreis von 350.000 Gulden erlegte. Da dieser Verkauf nicht in Einklang mit dem Pachtvertrag stand, strengte der überrumpelte Drasche einen Prozess gegen die Hofkammer an, der zu einem Vergleich und dem Ausstieg Drasches aus dem Vertrag führte. Der rechtsgültige Besitzerwechsel erfolgte am 15. Mai 1871.
Obwohl die neuen Eigentümer auch noch in den Folgejahren Reingewinne am Kanal erzielten (1872: 15.560 Gulden, 1873 über 30.000 Gulden), blieb ihr Blick auf den Eisenbahnbau fixiert. Am 19. Oktober 1872 erhielt man die Befugnis, auch Eisenbahnlinien zu errichten und zu betreiben. Die Gesellschaft dachte dabei vor allem an den Bau einer Bahn von Wien bis Neusatz an der Donau (heute serb.: Novi Sad), wo man Anschluss an die seit 1873 bestehende Linie Saloniki–Mitrovica finden und damit eine Verbindung Saloniki–Wien zu knüpfen hoffte. 1874 wurde die Bewilligung für Vorarbeiten für die Strecke Wien–Aspang–Friedberg–Radkersburg, die Aspangbahn, erteilt. 1876 suchte die Gesellschaft um die Konzession des Baues bis Aspang an und erhielt sie auch. Bezüglich Finanzierung kam es zu einem Übereinkommen mit der „Société belge de chemin de fer“, der staatlichen belgischen Eisenbahngesellschaft, die nun das Ruder übernahm. Zunächst wurde die „Erste Österreichischen Schiffahrts Kanal A.G.“ in die „Austro-Belgische Eisenbahngesellschaft“ (kurz „Austro-Belgische“) umbenannt. Dann gründeten die Belgier die Aktiengesellschaft Eisenbahn Wien-Aspang (EWA), der man nicht nur alle den Bahnbau betreffenden Konzessionen und Rechte der „Austro-Belgischen“ übertrug, sondern auch das Hafengelände und die sieben Kilometer lange Kanalstrecke bis Kledering einschließlich des Liesingaquäduktes. Die gerade in „Eisenbahngesellschaft“ umfirmierte „Austro-Belgische“ wurde dadurch wieder eine reine Kanalgesellschaft, die weiterhin für die Wasserversorgung der Vertragspartner verantwortlich blieb. Der Kanal blieb daher in diesem Teil bis 1930 wasserführend, musste sich jedoch das Bett mit der eingleisigen Aspangbahn teilen. Als man nach diesen umfangreichen Adaptierungen im Mai 1881 das Gerinne unterhalb von Kledering wieder füllte, kam es zu ähnlichen Problemen wie 1803, undichte bzw. geborstene Wasserführungen zwangen mehrfach zur Trockenlegung der langen Haltung bis zur Krottenbachschleuse.

### Der Kanal nach Einstellung des offiziellen Schifffahrtsbetriebes (1879–2000)

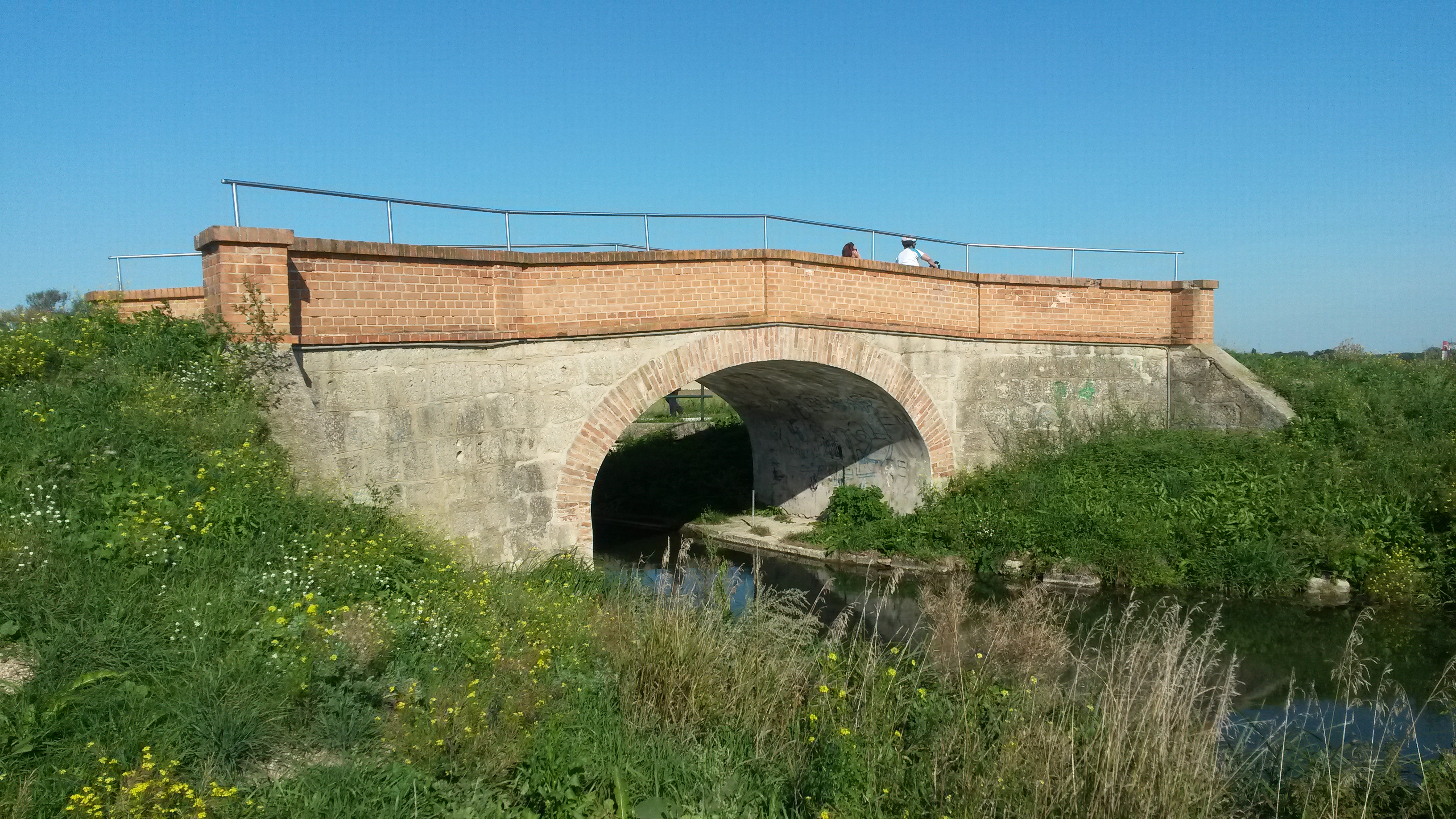
Schafflerwegbrücke im Norden von Wiener Neustadt bei Lichtenwörth

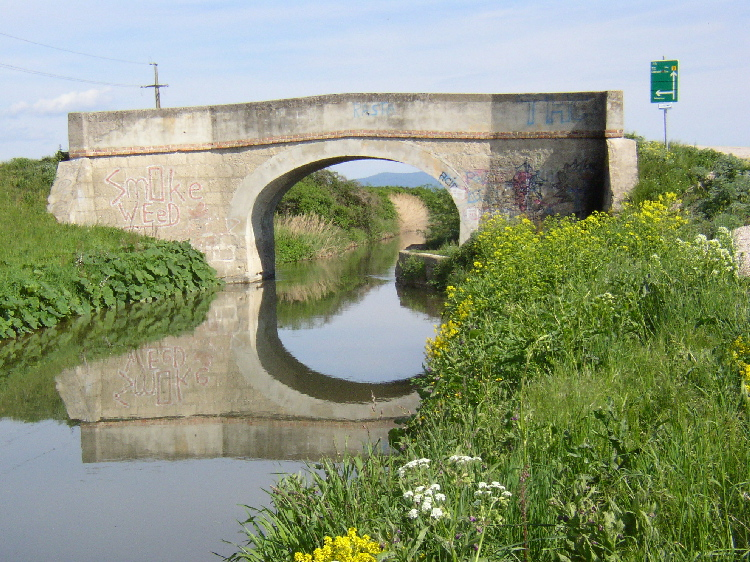
Brücke über den Kanal bei Theresienfeld

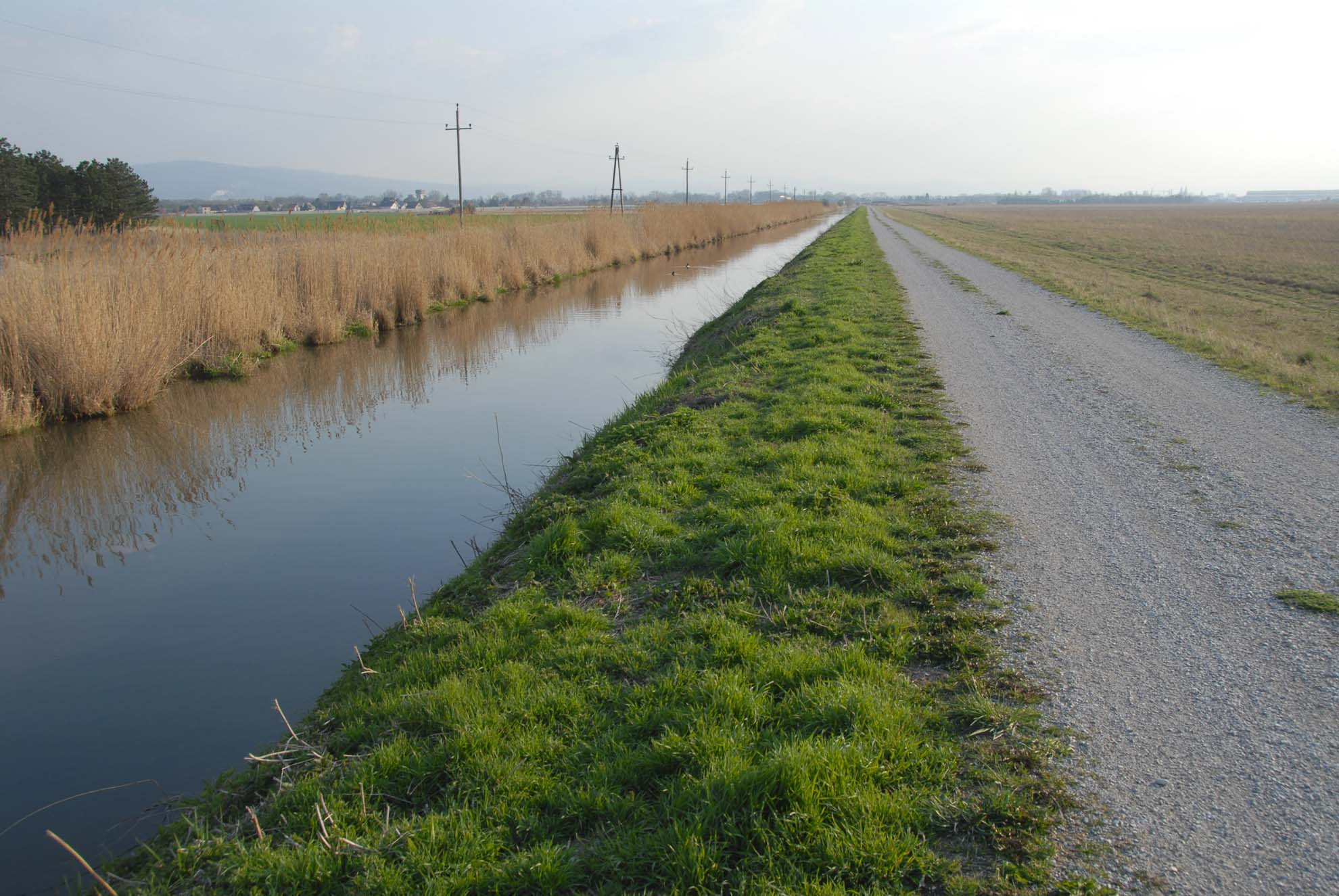
Der Wiener Neustädter Kanal in der Trockenzone zwischen Wiener Neustadt und Sollenau (2007)

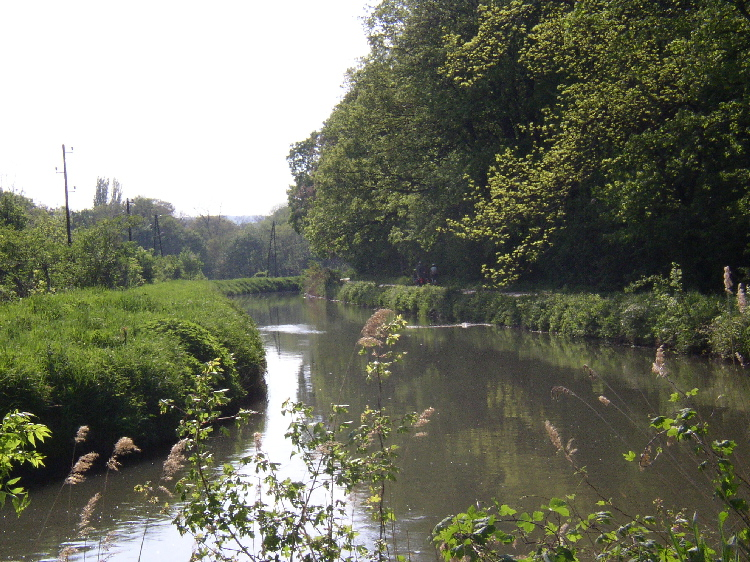
Der Wiener Neustädter Kanal in Schönau an der Triesting (2006)

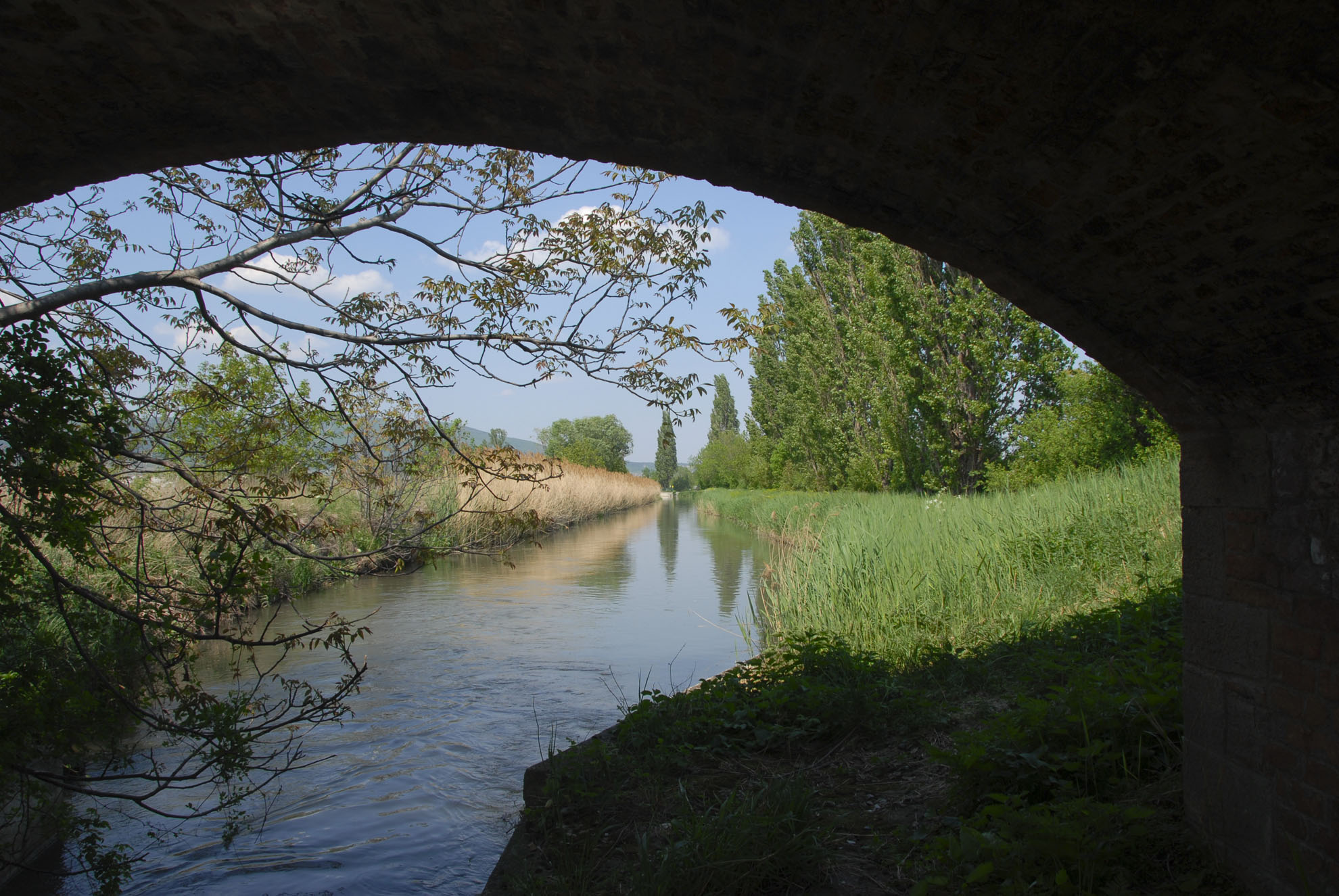
Blick von der Tribuswinkler Viehtriebbrücke zum Schwechataquädukt (2007)

#### Der lange Abschied vom Schiffsverkehr (1879–1914)
Obwohl der Schifffahrtsbetrieb nach den Umbauarbeiten nicht mehr offiziell aufgenommen wurde, kam er auch nach der zweiten Verkürzung des Kanals und der Fertigstellung der Aspangbahn, die bereits 1881 den Betrieb bis Pitten aufnahm, keineswegs zu einem raschen Ende. Einem Schreiben des Direktors der „Austro-Belgischen“, Tunkler von Treuimfeld, aus dem Jahre 1887(!) ist zu entnehmen, dass
„der Schiffahrtsbetrieb zum Zwecke des Transportes fremder Lasten … von der Zentrale fallweise angeordnet … wird.“
Da im Zuge dieses „fallweisen“ Betriebes weiterhin bei acht Ladestationen Güter übernommen und von Personal der Gesellschaft transportiert wurden, scheint dies keineswegs selten gewesen zu sein. Einzige Einschränkung: Bei nicht regelmäßigen Transporten stellte die Gesellschaft lediglich den Kahn, das Zuggeschirr und bei Neukunden einen Lotsen.
Trotz des eingeschränkten Betriebes konnte der Kanal noch bis 1890 positiv bilanzieren, dann machte sich die Bahnkonkurrenz durch sinkende Frachtraten immer stärker bemerkbar. Der Verfall des Kanals mangels Geld schritt voran und schränkte den Schiffsverkehr noch weiter ein. Die verminderte Aufsicht und Wartung bekamen auch die Bezieher von Kanalwasser zu spüren, die über verminderte Wassermengen aufgrund von Lecks und unbefugten Entnahmen klagten und auch die zunehmende Verkrautung beanstandeten.

#### Der Erste Weltkrieg und die Kehrbachumlegung (1914–1918)
Da die Hauptwasserversorgung des Kanals weiterhin über die „Leitha-Rigole“ und den Pöttschinger Ast erfolgen musste, kam eine Trockenlegung dieser Strecke zunächst nicht in Frage. 1903 begann man die bereits desolate Holzkonstruktion des Leithaaquäduktes durch ein Stahltragwerk mit Betonfundamenten zu ersetzen. Als 1905 ein Hochwasser die unfertigen Fundamente zerstörte, besserte man lediglich die Holzkonstruktion aus und verwendete das verkürzte eiserne Tragwerk beim Umbau des Schwechataquäduktes bei Baden. Nach der „Kehrbachumlegung“ konnte der Pöttschinger Ast am 18. April 1916 trockengelegt werden. Die Dämme und Brücken in den Flurbereichen wurden erst 1964 beseitigt, wobei 20 Hektar Ackerland gewonnen wurden. Mit dem Zuschütten des Hafens und der Hafenzufahrt in Wiener Neustadt in den Jahren 1926/1927 wurde der Kanal um weitere 600 m verkürzt und endete bzw. beginnt seitdem am Nordostrand von Wiener Neustadt beim Kraftwerk Ungarfeld.

#### Der Niedergang des Kanals (1918–1956)
Wegen der Beteiligung von Angehörigen eines „Feindstaates“ war die „Austro-Belgische“ während des Ersten Weltkrieges unter staatliche Aufsicht gestellt worden. Durch Rekrutierung des Betriebspersonals und Beschlagnahme von Pferden litt die Wartung des Kanals, was zu Wassermangel und entsprechenden Klagen der Werksbesitzer führte. Da diese Mängel wegen der Rüstungsaufträge dieser Firmen von den Behörden ernst genommen wurden, forcierte man die Kehrbachumlegung, die ab 1916 durch mehr Wasser im Kanal eine Besserung brachte.
Die Inflation und der Niedergang vieler Betriebe am Kanal nach dem Zusammenbruch der Monarchie verschärften die Finanzlage der Gesellschaft, die sich ab 15. April „Austro-Belgische Eisenbahn- und Industrie A.G“, nannte. Die fehlenden Gelder für die Wartung führten zu Versorgungsmängeln, auf welche die Werksbesitzer mit Einstellung der Pachtzahlungen reagierten. Dazu Riebe:
„Schließlich geriet das Gerinne in völlige Verwahrlosung. Der Kanal war versumpft, versandet und meterhoch mit Schilf bedeckt. 1926 war es so arg, dass der Betrieb der Werke kaum mehr aufrecht zu halten war.“
Als sich die „Austro-Belgische“ entschloss, den Kanal aufzulassen, fand sie viel Unterstützung bei den Anrainergemeinden, die Interesse an den Grundstücken anmeldeten. Da jedoch die Nutzer des Kanals auf ihre Verträge pochten, griff das Land Niederösterreich ein und ließ im Sinne eines Gutachtens den Kanal von Wien bis zum Krottenbach trockenlegen und das verbleibende Gerinne mit Unterstützung des Landes und der Werksbesitzer sanieren. Diese Arbeiten waren 1930 abgeschlossen. Die Verhandlungen mit der Gemeinde Wien und den örtlichen Bezugsberechtigten zogen sich allerdings bis 1933 hin, wobei die Stadt für die Übernahme aller Verbindlichkeiten der Kanalgesellschaft die restlichen städtischen Grundstücke der Gesellschaft erhielt.
Ab 1931 präsentierte sich die „Austro-Belgische“ unter neuer Führung. Leo Grünberg zeigte sich bemüht, den Betrieb des nun sanierten Kanals auf eine bessere finanzielle Basis zu stellen. Es gelang ihm im Zuge des Regierungsprogramms zur Arbeitsbeschaffung Gelder für die Errichtung von 13 Kleinwasserkraftwerken aufzutreiben. Diese Anlagen wurden in den Jahren 1935 und 1936 zwischen Baden und Kottingbrunn bei den Schleusen der Nummern 18 bis 33 errichtet, wobei die Schleusen 26, 30 und 31 ausfielen, da ihre Gefälle bereits einer anderen Nutzung zugeführt worden waren.
Im Zweiten Weltkrieg erlitt der Kanal schwere Schäden. Weil die „Alpen- und Donaureichsgaue“ (Österreich) von Luftangriffen zunächst verschont blieben, hatte man ab 1942 zahlreiche Industriebetriebe aus dem „Altreich“ hierher ausgelagert, wobei die Kanalnähe vor allem aufgrund des Löschwasserangebotes gesucht wurde. Der größte Industriebetrieb am Wasserweg, die Flugmotorenwerke Ostmark, deren 200 Hektar großes Areal mit dem heutigen Industriezentrum Niederösterreich Süd identisch ist, hatte bereits 1942 das Teilstück zwischen dem Krottenbach und dem Kanalstück 300 m südlich des Haidbachablasses erworben. Als am 13. August 1943 auch in Österreich Bomben zu fallen begannen, hatten sie zunächst die Luftfahrtindustrie zum Ziel. Diese hatte ihre wichtigsten Betriebe mit Wiener Neustadt (Messerschmitt), Bad Vöslau (Messerschmitt) und Wiener Neudorf (Flugmotorenwerke Ostmark) in unmittelbarer Kanalnähe. Bei diesen Angriffen wurde der Kanal von 127 Bomben direkt getroffen und lag ab Ende April 1944 weitgehend trocken. Weitere Zerstörungen brachten die Bodenkämpfe in den ersten Apriltagen 1945 zwischen Teilen der deutschen 6. Panzerarmee und der sowjetischen 3. Ukrainischen Front. Dabei wurden mehrere Brücken gesprengt, Schleusenanlagen und Kleinkraftwerke zerstört und Industriebetriebe mit Kanalbezug devastiert. Das Aquädukt über den Liesingbach wurde mit Stahlträgern provisorisch instand gesetzt, um die Strecke der Aspangbahn zu führen. Nach der Umlegung der Aspangbahn mit Einbindung in die Ostbahn wurden die Reste des Bauwerks um 1980 abgetragen.
Da die erforderliche Generalsanierung in keiner Relation zu den verfügbaren Mitteln und möglichen Einnahmen stand, entschloss sich die „Austro-Belgische“ erneut, den Kanal stillzulegen und zuzuschütten.

#### Neue Eigentümer und neue Funktionen
Knapp vor Umsetzung der Trockenlegung griff die Niederösterreichische Handelskammer ein und erwarb im Sinne mehrerer Kammermitglieder die Kanalanteile samt allen Verbindlichkeiten, konnte aber die mit der Erhaltung verbundenen Lasten auf Dauer auch nicht tragen, da die angestrebte Wasserwerksgenossenschaft, die den Kanalbetrieb übernehmen sollte, nicht zustande kam. 1956 übernahm dann das Land Niederösterreich den Südteil des Kanals, der Kaufvertrag wurde am 12. Juli 1956 abgeschlossen.
Jenes Teilstück, das sich im Besitz der Flugmotorenwerke befand, lag auch nach der Teilsanierung des südlichen Kanalabschnittes weitgehend trocken, da das Kanalwasser im Bereich der Gemeindegrenze Guntramsdorf–Laxenburg beim sogenannten „Haidbachablass“ in den hier nahen Haidbach (Badener Mühlbach) umgeleitet wurde. Nachdem die Eigentumsrechte am Grundbesitz der Flugmotorenwerke an die „Industriezentrum Niederösterreich Süd GmbH“ (IZ NÖ-Süd) übergegangen waren, wurde die im ursprünglichen Kaufvertrag verankerte Verpflichtung zur Erhaltung des Kanals eingemahnt. Angesichts der massiven Zerstörungen vor allem im Nordteil kam es nach längeren Verhandlungen zu einem Kompromiss. Der Kanalteil bis zum Mödlingbach wurde Anfang der 1970er Jahre saniert, der Abschnitt bis zum Krottenbach jedoch endgültig stillgelegt. Der Kanalteil des „IZ-Süd“ ging 2007 in den Besitz der „ECO-Plus Betriebsführungsgesellschaften“ über.

## Die historischen Funktionen des Kanals

### Güterbeförderung
Die Kohle
Trotz der Intentionen der Wiener Neustädter Steinkohlengewerkschaft wurde Kohle keineswegs zum dominanten Transportgut. Das Produkt vom Ödenburger Brennberg blieb aufgrund der ungünstigen Verträge und mangels Kanalanbindung weiterhin zu teuer und die im Raum Wiener Neustadt gepachteten Vorkommen erwiesen sich bald als unergiebig. Damit blieb der Beitrag der Kanalbetreiber zum Siegeszug dieses Energieträgers in Österreich gering. Sein steiler Aufstieg begann auch erst mit dem Eisenbahnboom in der zweiten Hälfte des 19. Jahrhunderts, wobei die Bahn daran gleich mehrfach beteiligt war. Durch den Eigenbedarf regte sie selbst die Kohleförderung an, sie machte Dampfmaschinen generell populär und schaffte den gemeinsamen Energieträger auch gleich selbst herbei. Hohe, rauchende Fabriksschlote wurden zum Markenzeichen für Fortschritt und Erfolg. Als 1870 der Kohleverbrauch der Wiener von 50.000 Tonnen auf 200.000 Tonnen stieg, kam diese Kohle vorwiegend aus Böhmen, Mähren und Schlesien und nicht von Süden her.
Das Holz
Statt Kohle stand Holz, und zwar vorwiegend Scheiterholz, ganz oben auf der Transportliste. Dieses Produkt stammte meist aus den Wäldern der Region um Rax und Schneeberg, die sich vorwiegend im Besitz der Grafen von Hoyos befanden. Mit Georg Hubmer fand sich ein genialer Schwemmmeister, der sich 1805 vertraglich verpflichtete, ab 1807 jährlich 10.000 Klafter (ca. 35.000 Raummeter) Scheiterholz nach Wiener Neustadt bzw. Wien zu schaffen. Hubmer organisierte nicht nur die Holzrückung (-bringung), mit Hilfe des Grafen erhielt er auch das Schwemmprivileg auf der Schwarza, die Genehmigung zur Adaptierung des Kehrbaches als Schwemmkanal und die Genehmigung zur Kanalnutzung mit eigenen Schiffen zum Pauschalpreis von 20 Gulden je Kahn (Hin- und Rückfahrt).
Da der Jahresschnitt der zwischen 1808 und 1827 auf dem Kanal nach Wien gelieferten Holzmenge 28.000 Klafter betrug, wird klar, dass Hubmer allein die Hälfte dieser Menge beisteuerte. In Summe lieferte er zwischen 1840 und 1852 240.519 Klafter in die Haupt- und Residenzstadt, was einer jährlichen Fördermenge von über 20.000 Klafter (oder 70.000 Raummeter) entsprach. Als Anfang der 1850er Jahre der Kanal durchgehend für die breiteren Schiffe befahrbar wurde, wollte die Hofkammer von Hoyos mehr Geld für den Transport. Doch Hoyos, der aufgrund der Umrüstung der Wiener Betriebe auf Kohle unter dem Preisverfall des Scheiterholzes litt, kündigte den Vertrag mit 14. Februar 1856, was für Pächter Alois Miesbach eine beträchtliche Minderung der Einnahmen bedeutete.
Nicht unerhebliche Mengen Holz kamen auch aus dem Einzugsgebiet der Schwechat. Dieses Holz wurde zunächst mittels der Klause in Klausenleopoldsdorf an den Westrand von Baden und über die Klause beim Urtelstein weiter zum Holzrechen in Möllersdorf an der Reichsstraße geschwemmt, von wo es mittels Fuhrwerk nach Wien gelangte. Da aber zwischen Baden und Möllersdorf viel Holz verloren ging, errichtete man 1804 einen neuen Holzrechen knapp nach dem Urtelstein und transportierte die Scheiter von dort ab 7. Juli 1804 mittels Fuhrwerk nach Baden-Leesdorf, wo sie bei der Ladestation an der Schleuse 15 des Kanals auf Kähne zum Transport nach Wien verladen wurden.
Weitere Transportgüter
Als der Holztransport mit der Vertragskündigung des Grafen Hoyos abnahm, wurden Ziegel zum wichtigsten Transportgut. So fuhr Anfang der 1870er Jahre täglich nur mehr ein Schiff von Wiener Neustadt aus nach Wien, während 10 Kähne von den Ziegeleien ab Guntramsdorf abgefertigt wurden. Auch Dachziegel, Kalk, Roheisen sowie Harze und Tonwaren wurden nach Wien verfrachtet. In die Gegenrichtung transportierte man Eisenwaren, Tonerde, Graphit, Schwerspat, Salz, Zucker, Wein und Mauthausener Granit, mit dem die Straßen von Wiener Neustadt gepflastert wurden.
Personentransport
Neben Gütern wurden auch Personen transportiert. So verkehrte dreimal in der Woche ein „Lustschiff“ von Wien nach Laxenburg, das als Kaiserresidenz (Schloss Laxenburg) und des großen öffentlichen Parkes wegen Interesse weckte. Zur Zeit der Herbstmanöver wurde täglich gefahren und dabei bis zu 80 Personen pro Kahn transportiert. Man zahlte für die Hin- und Rückfahrt 36 Kreuzer. Aufgrund der langen Fahrzeit erlosch das Interesse an dieser Unterhaltung in den 1830er Jahren.
Frachtkosten
Die Frachtpreise waren nach Gewicht, Ladegut und Distanz gestaffelt. 1868 hatte man beispielsweise für den Transport einer Schiffsladung Brennholz von der Ladestation Siebenhaus (Schleuse Nr. 34) bis nach Wien insgesamt 24 Gulden zu bezahlen. Für einen Zentner (ca. 56 kg) heikler Fracht waren auf der gleichen Strecke 7 Kreuzer zu erlegen, was bei einer Schiffsladung (30 Tonnen) 38 Gulden bedeutete.

### Der Kanal als Energie- und Wasserquelle
Das Interesse am Kanal als Energie- und Wasserspender war von Anbeginn an groß, immerhin konnte man mit diesem Wasser unter Nutzung der „Gefälle“ (Schleusenstufen) relativ preiswert Mühlen, Sägen und Bohrmaschinen betreiben, ohne auf teure Brennmaterialen angewiesen zu sein. Nachteilig war lediglich das Faktum, dass man als Bewerber keine gleichmäßige Wasserversorgung garantiert bekam, man hatte im Falle von Schäden und Sanierungsarbeiten am Gerinne vielmehr damit zu rechnen, wochen- ja monatelang ohne diese Energiequelle auskommen zu müssen, noch dazu ohne Anspruch auf Ersatz. Wasser war auch beliebt, um Fischteiche zu füllen, Gärten zu bewässern sowie den Wasserbedarf von Papierfabriken zu decken. Da die Bewerber beträchtliche Einstiegsinvestitionen zu tragen hatten, wurden die Verträge langfristig abgeschlossen, was sich bei der Auflassung von Kanalteilen als schwere Hypothek erweisen sollte. Es kam insgesamt zur Ansiedelung von 19 Betrieben mit Kanalbezug.
Ende der 1850er Jahre wurde die Trinkwasserversorgung der rasant wachsenden Metropole Wien zu einem immer größeren Problem. Nachdem man den Kanal als Trinkwasserquelle ausgeschlossen hatte, schrieb die Gemeinde Wien Ende 1861 einen Wettbewerb zur Problemlösung aus. Am 7. Juli 1864 wurde jenes Projekt umgesetzt, das hochwertiges Wasser aus dem Bereich Rax und Schneeberg nach Wien leiten wollte. Da dieses Wasser der Schwarza entzogen wurde, protestierte neben anderen Betroffenen auch der Kanalfonds gegen die Ableitung dieser Quellen. Man verlangte als Kompensation des Wasserverlustes eine Einleitung des Wassers der Pitten in den Kehrbach, was (damals noch) aufgrund der hohen Kosten abgewiesen wurde. In Anbetracht der vorrangigen Interessen der Haupt- und Residenzstadt hatten sich die Kanaleigner mit einer einmaligen Entschädigung von 100.000 Gulden abzufinden.
An der Linken Bahnzeile in Wien befand sich im Abflusskanal das erste Wiener Wasserkraftwerk (Forschungsstand 2016): In Räumen neben der Trasse der Verbindungsbahn beziehungsweise heutigen S-Bahn-Stammstrecke war eine Turbine installiert, die über einen Transmissionsriemen einen Generator antrieb. Mit der elektrischen Energie aus diesem Kraftwerk wurde die Beleuchtung des 1888/1889 erbauten Beatrixbades versorgt.

### Eisgewinnung am Kanal und andere Nutzungen
Nicht zu unterschätzen war auch die Funktion des Kanals als Eislieferant. Im Winter war der Kanal auf Grund seiner geringen Tiefe ein idealer Platz, um Eisblöcke zu schneiden, die bei Gastwirten und den Brauereien als Kältespender zur Sommerzeit von großer Bedeutung waren. In den Städten wurde Kanalwasser auch zum Berieseln der Straßen, Bewässerung von Gärten und Spülen der Unratkanäle geschätzt.

## Die Infrastruktur des Kanals

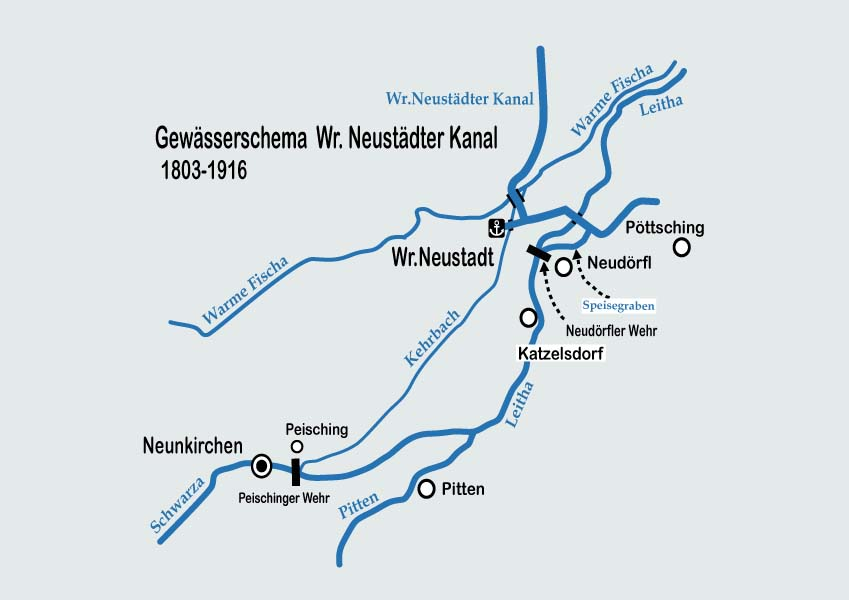
Skizze 10: Die Wasserversorgung des Kanals von 1803 bis 1916

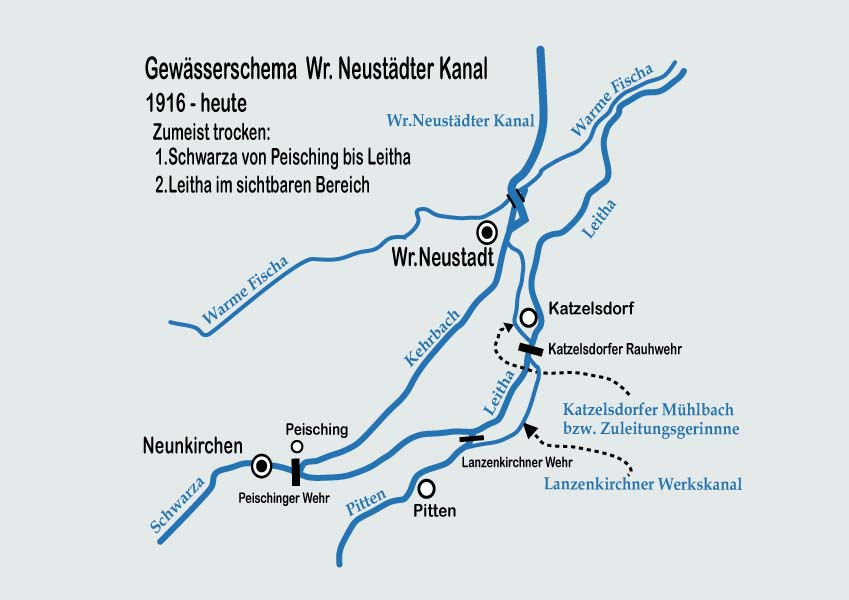
Skizze 11: Die Wasserversorgung des Kanals ab 1916

### Länge des Kanals
Die Länge des Kanals (wasserführend) betrug 56 Kilometer im Jahr 1803 (Hafen Wien bis Hafen Wiener Neustadt). Er wurde 1811 mit der Erweiterung zum Pöttschinger Sattel auf 63 Kilometer ausgeweitet und weist 2007 eine Länge von 36 Kilometern auf.

### Wassereinspeisung
Die jahreszeitlich stark schwankende Wassermenge der Oberflächenwässer im Wiener Becken machte die ausreichende Befüllung des Kanals zu einem der Hauptprobleme des Projektes, zumal man zusätzlich mit dem Verlust von 2/5 der Wassermenge aufgrund von Verdunstung und „Durchseihung“ zu rechnen hatte. Maillard plante deshalb einen „ökonomischen“ Kanal, worunter er vor allem schmale Schleusenkammern verstand, die den Wasserverlust bei der Durchschleusung gering halten sollten. Trotz dieser Vorkehrungen wurde ein komplexes Einspeisungssystem unerlässlich, wozu auch Teiche gehörten, die bei der Dreifachschleuse in Guntramsdorf das zum Schleusen benötigte Wasser zwischenspeicherten.
Einspeisung 1801–1916
Von den Probefüllungen des Jahres 1802 an war die Leitha die Hauptwasserquelle. Man hatte sich aber auch Wasser des Kehrbaches, der Hirm und Fabrikswässer von Guntramsdorf und Gumpoldskirchen gesichert. Die Leitha hat mit der aus dem Rax-Schneeberg-Gebiet kommenden Schwarza und der aus dem Wechselgebiet stammenden Pitten zwei Quellflüsse, die bei Haderswörth, dem „Leitha-Ursprung“, zusammenfließen (siehe Skizze 10). Das Leithawasser für den Kanal wurde bei Neudörfl nach der Mühle vom Neudörfler Leithamühlbach abgeleitet und über die 3 km lange „Neudörfler Rigole“ nach Osten ins Heutal geführt (siehe Skizze 10). Hier traf es auf das vorläufige Ende des Pöttschinger Astes des Schifffahrtskanals, der erst 1810 bis zur damaligen ungarischen Grenze weitergebaut wurde. Das Wasser floss im Kanal über das mächtige Leithaaquädukt zurück in Richtung Wiener Neustadt, wo es ab dem „Triangel“ auch den Wiener Ast des Kanals befüllte. Um auch im mittleren und nördlichen Kanalteil eine permanente Wasserversorgung sicherzustellen, wurde zur Zeit des Schifffahrtsbetriebes auch noch Wasser aus der Hirm und aus 16 kleineren Einlässen zwischen Baden und Guntramsdorf eingeleitet. Was das Kehrbachwasser betrifft, so legte die Bezirkshauptmannschaft Neunkirchen am 15. Mai 1876 fest, dass dieses nur im Fall der ungenügenden Wasserführung der Leitha zur Kanalspeisung herangezogen werden dürfe.
Einspeisung ab 1916
Da die „Neudörfler Rigole“ teilweise über kgl. ungarisches Gebiet führte, was immer wieder Probleme bereitete, einigte sich der „Leitha-Fischa-Wasserwerksverein“, eine Vereinigung von 37 Werksbesitzern an Kehrbach, Fischa und Leitha, auf das „Neudörfler Projekt“. Nicht mehr die Leitha, sondern der Kehrbach sollte die Mehrzahl der Vereinsmitglieder mit Wasser beliefern. Zur Sicherstellung einer auch in Trockenzeiten ausreichenden Wassermenge sollte überdies der „Katzelsdorfer Mühlbach“ nicht mehr wie vorher am Ortsende in die Leitha rückgeführt, sondern über das „Katzelsdorfer Zuleitungsgerinne“ durch den Park der Theresianischen Militärakademie in den Kehrbach geleitet werden. Dieses Projekt bot der Kanalgesellschaft neben der besseren Wasserversorgung auch die Möglichkeit, den Pöttschinger Kanalast trockenzulegen. Das Projekt wurde 1907 eingereicht und nach Kriegsausbruch beschleunigt, da die Erfüllung kriegswichtiger Aufträge durch Wassermangel gefährdet war. Die neue Einspeisung trat 1916 zunächst ohne „Kollaudierung“ in Kraft.
Heute führt der Kehrbach auf seinem 16 km langen Lauf von Peisching zum Nordostrand von Wiener Neustadt bis zu 7.000 Liter Wasser je Sekunde, das der Schwarza entnommen wird. Das Gefälle von über 90 Metern wird zum Betrieb der Kraftwerke Föhrenwald, Brunnenfeld, Akademie und Ungarfeld genutzt. Vor dem Kraftwerk Ungarfeld werden über das „Katzelsdorfer Zuleitungsgerinne“ im Jahresschnitt weitere 3.000 Liter/sec in den Kehrbach eingeleitet, die vor allem von der Pitten stammen. Beim Kraftwerk Ungarfeld werden vom Kehrbach mindestens 1000 bis maximal 1440 Liter in der Sekunde in den Wiener Neustädter Kanal geleitet.
Speisungsdetails

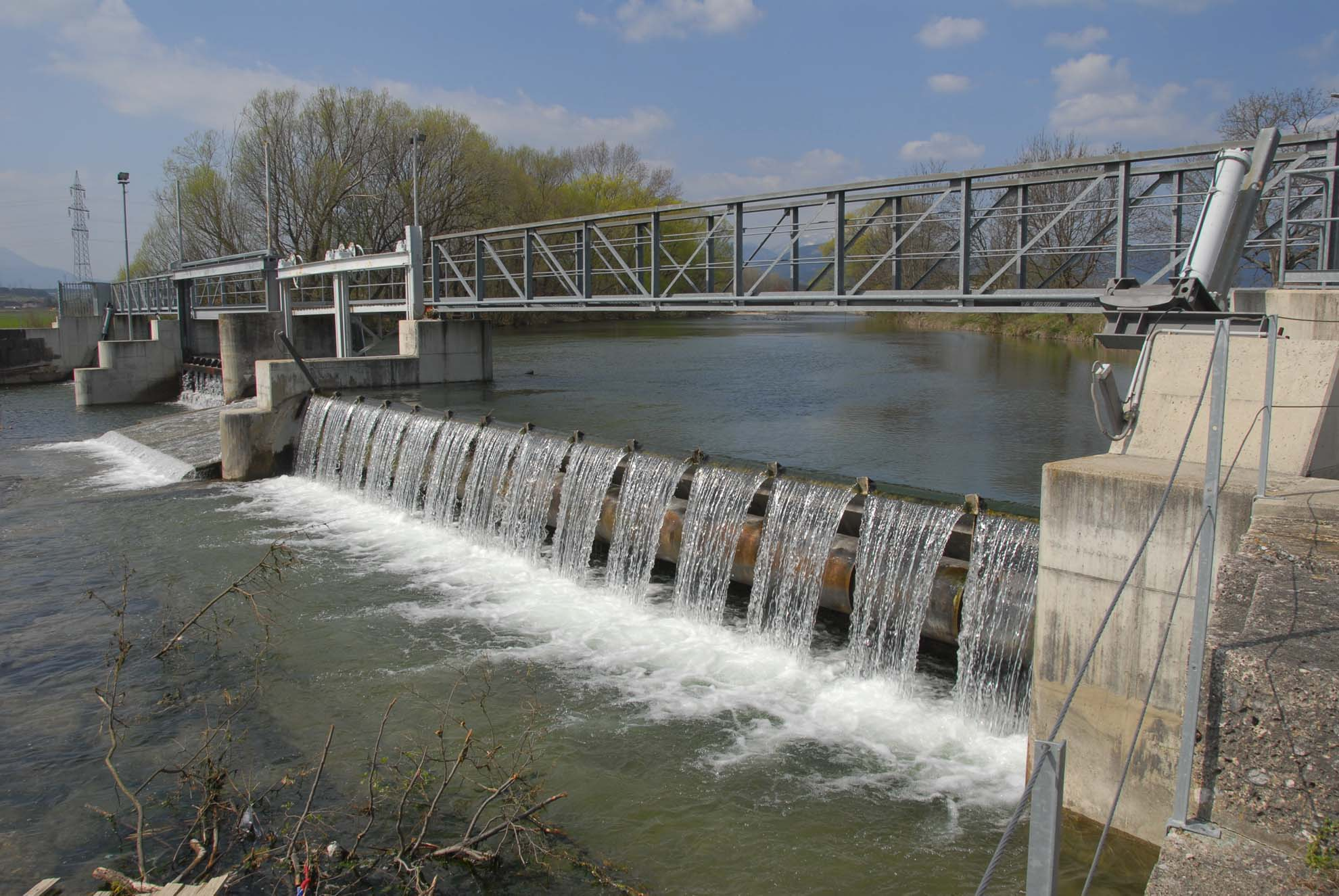
Das Peischinger (Land)-Wehr bei Neunkirchen dient der Ableitung des Kehrbaches.
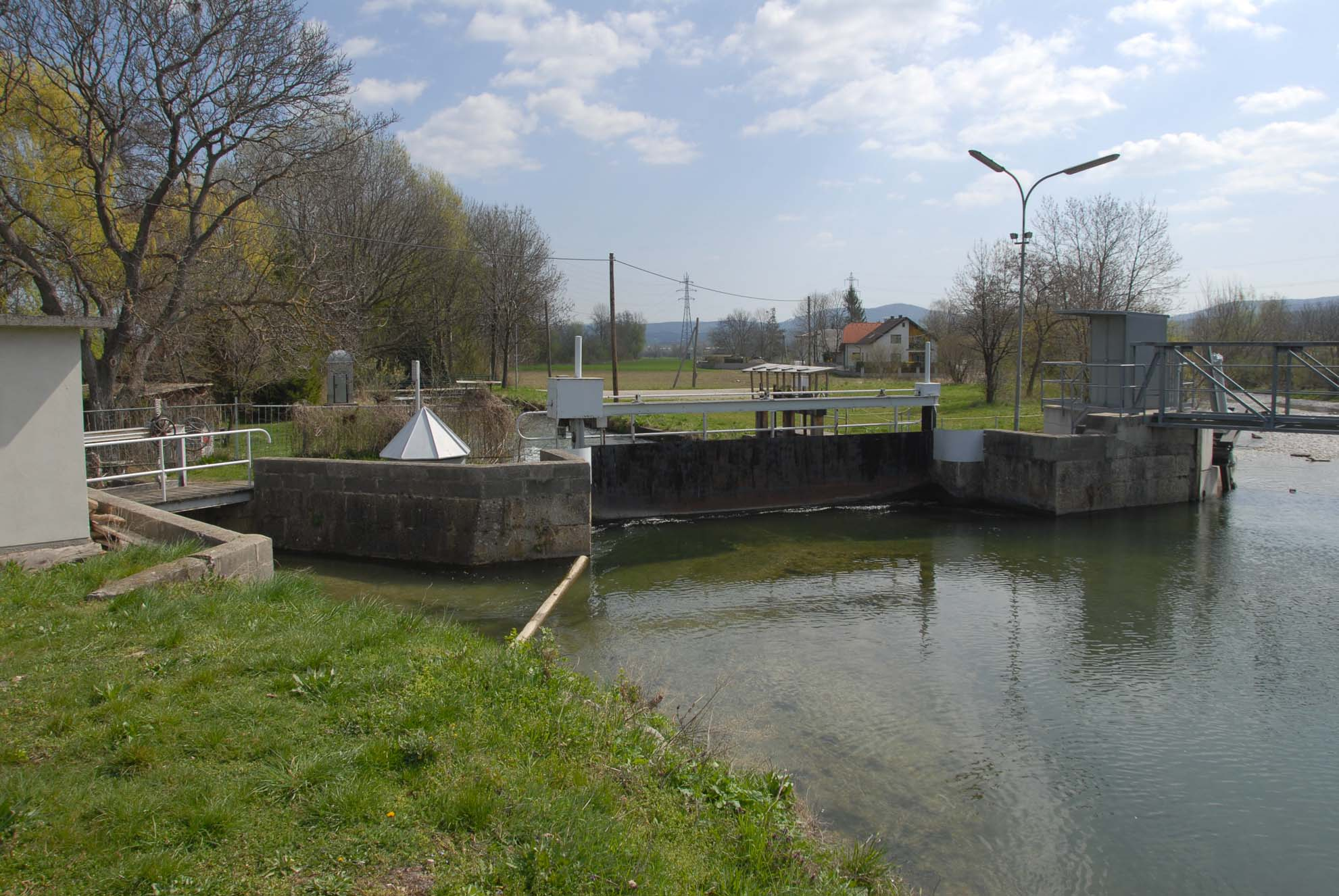
In der Mitte die Kehrbacheinleitung, rechts das Peischinger Wehr, links die Ableitung des Peischinger Mühlbaches.
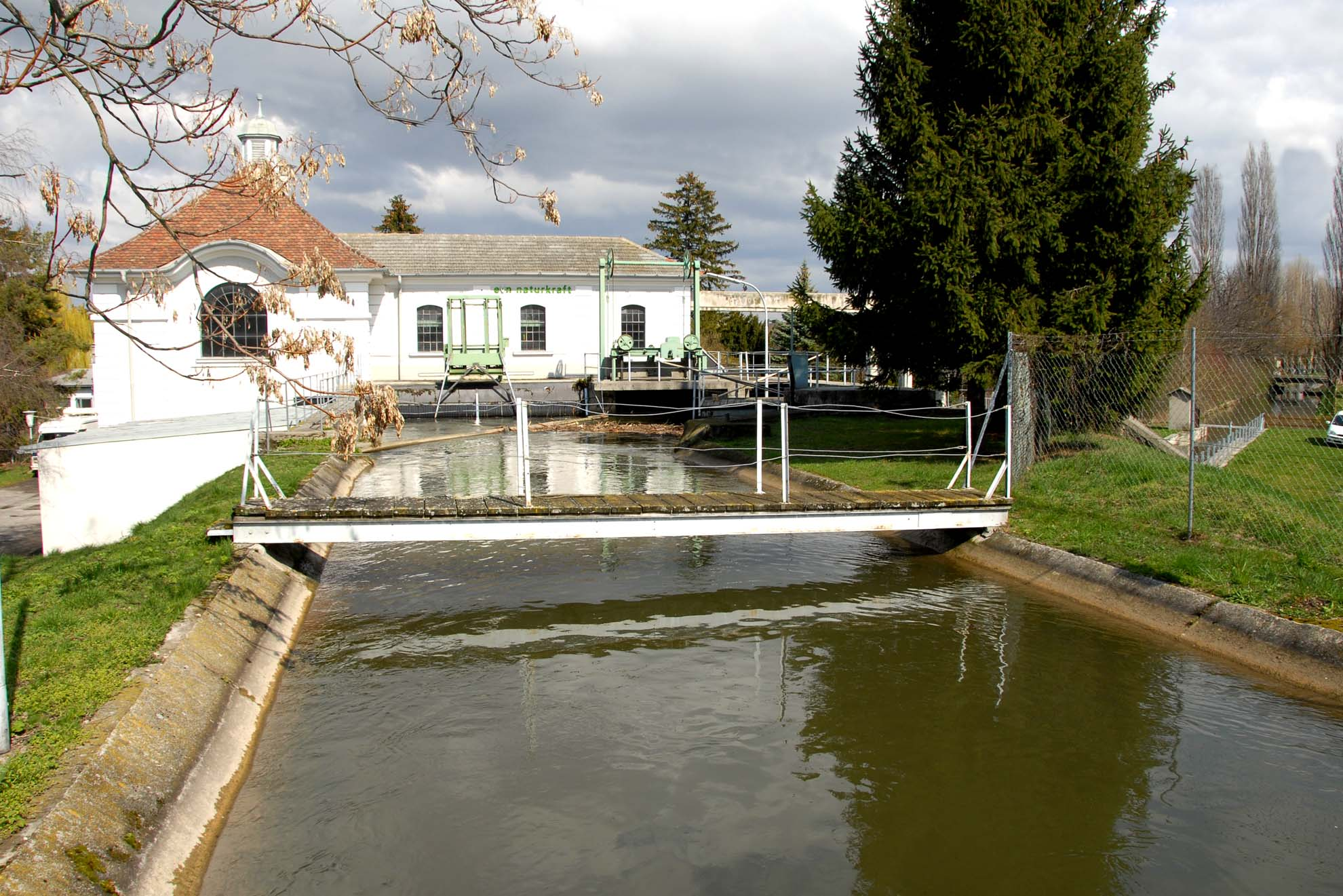
Beim Kraftwerk Ungarfeld in Wiener Neustadt erfolgt seit 1916 die Einspeisung von Kehrbachwasser in den hier beginnenden Kanal (ganz rechts).
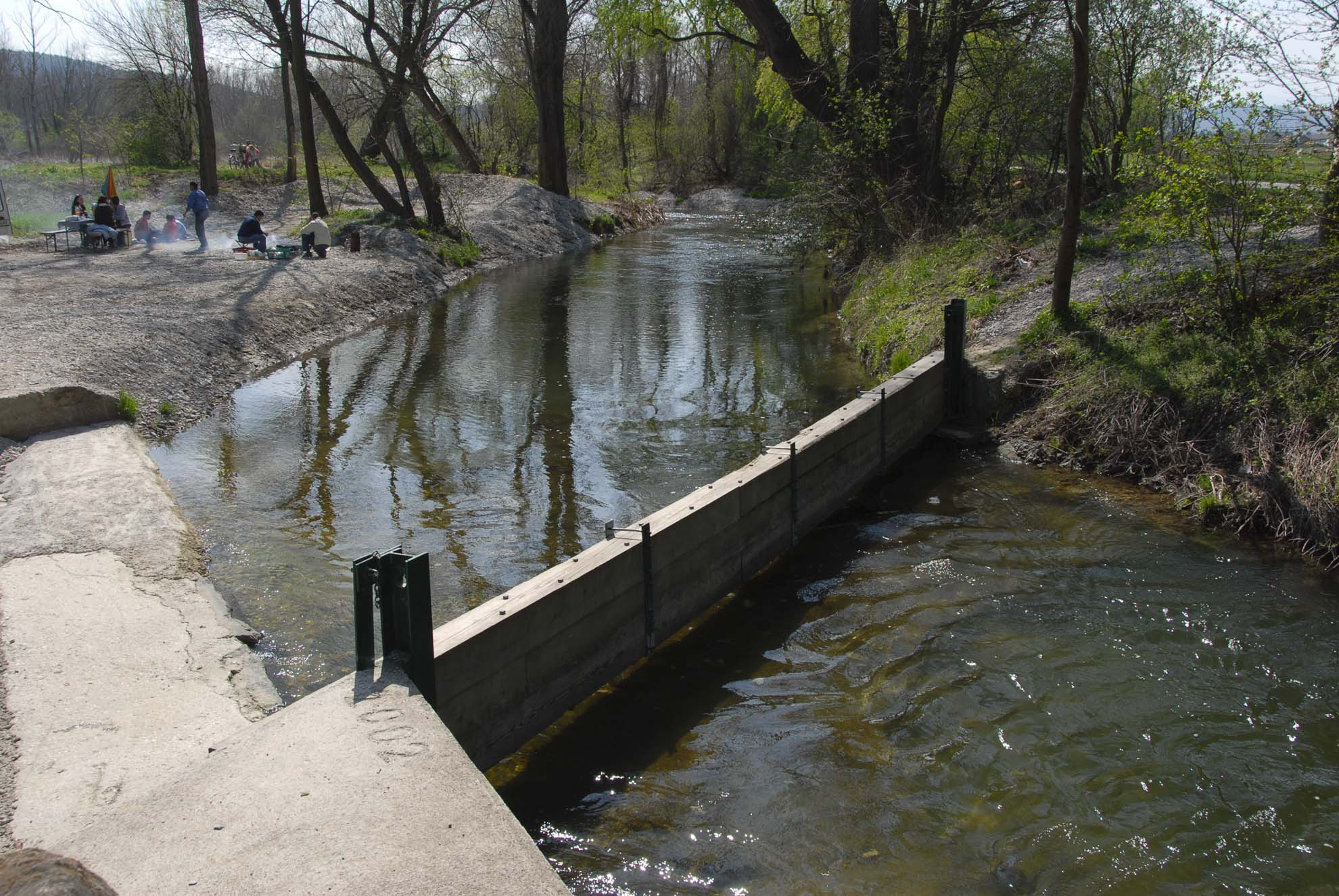
Hier wird das Leitha- (eigentlich Pitten)-Wasser in das Katzelsdorfer Zuleitungsgerinne und über dieses in den Kehrbach geleitet.

### Die Schleusen
Die Kanalschleusen bestanden aus der Schleusenkammer sowie den oberen und unteren Schleusenhäuptern, die die einflügeligen oberen bzw. zweiflügeligen unteren Schleusentore trugen. Die Tore wurden mit den integrierten Drehbäumen bewegt.

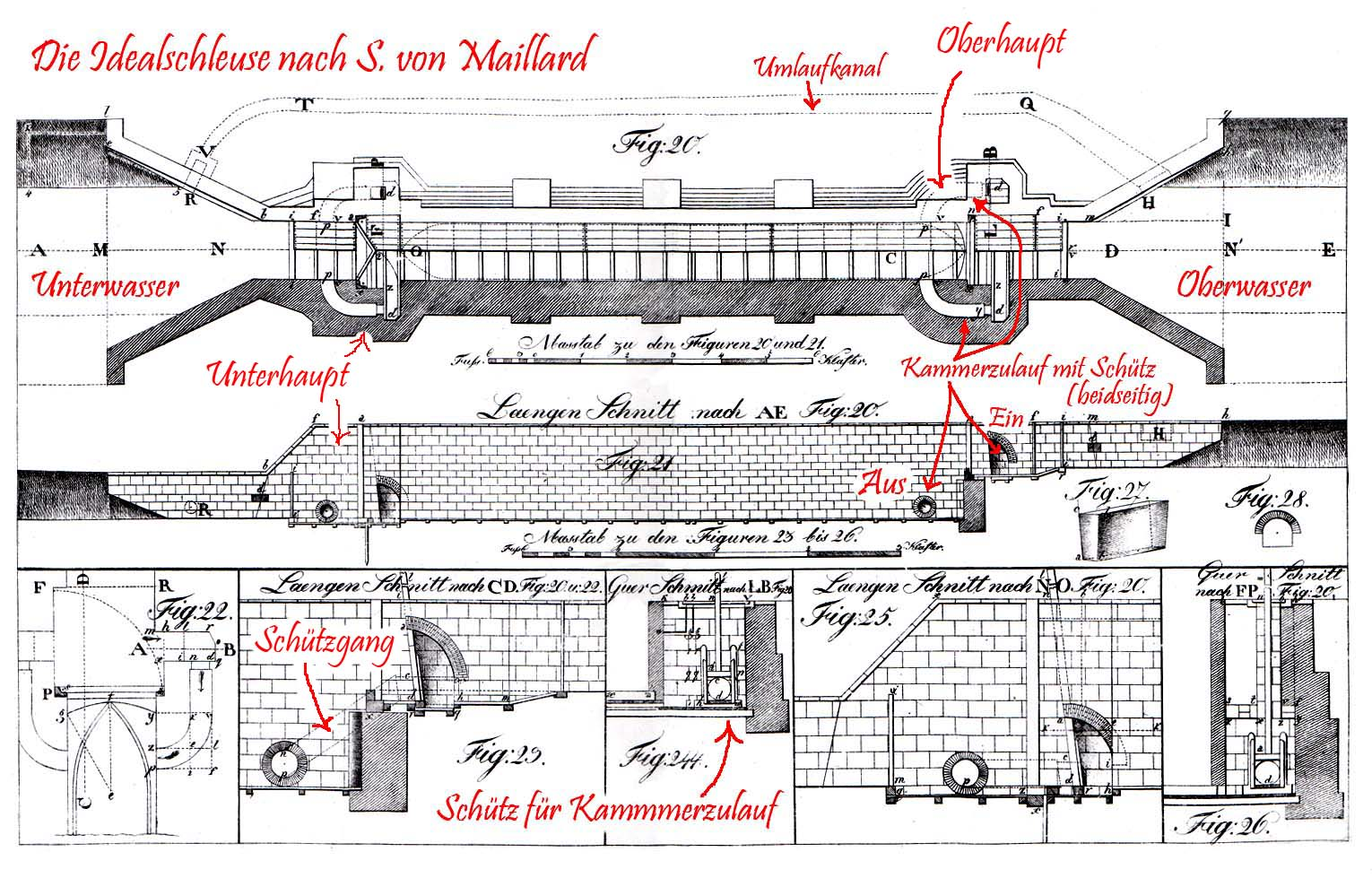
Skizze 12: Idealschleuse nach Maillard

In den Schleusen hob bzw. senkte man die Schiffe um 6 Fuß (1,9 m). Schleuse Nr. 34 bildete mit 7 Fuß 2 Zoll (2,34 m) eine Ausnahme. Die Schleusen unterteilen den Kanal in Haltungen, wobei Name/Nummer der Haltung dem Oberwasser entspricht. Die Schleusen dienten auch der Regulation des Wasserstandes des Oberwassers, wobei die vorgeschriebene Spannung (Füllung) der jeweiligen Haltung von den Schleusenwärtern mit Hilfe von Pegeln überprüft und durch Einschub von Wehrbrettern in den Umlaufkanälen geregelt wurde. Nachdem sich die Dämme ausreichend gefestigt hatten, erhöhte man die Spannung um einen Fuß (32 cm) auf 5 Fuß (1,58 m). Überdies wurden ab 1820 die Schleusen im Zuge der jährlichen Reparaturen nicht nur schrittweise erneuert, sondern um einen Fuß (32 cm) verbreitert. Als diese Maßnahme 1850 abgeschlossen war, konnte der gesamten Kanal mit breiteren Kähnen befahren werden, die statt 22,4 Tonnen 30,8 Tonnen zuladen konnten.
Die Zahl der Schleusen betrug zunächst 50, mit denen 103 Höhenmeter überwunden wurden. Im heute noch wasserführenden Teil (86 Höhenmeter) gibt es noch 40 Schleusenbauwerke in unterschiedlichem Erhaltungszustand. Von den Schleusen im aufgelassenen Bereich ist lediglich jene am Krottenbach erhalten. Grundsätzlich handelte es sich um Einfachschleusen. Zur Überwindung größerer Höhenunterschiede wurden in Wien drei Doppelschleusen und bei Guntramsdorf eine Dreifachschleuse errichtet. Bei diesen Mehrfachschleusen befanden sich die Schleusenkammern unmittelbar hintereinander, wodurch 1 bzw. 2 Tore eingespart werden konnten. Die Schleusen wurden von Wien bis Guntramsdorf einschließlich mit Namen versehen (Skizzen 3, 4, 5), ab Gumpoldskirchen von 1 bis 36 durchnummeriert (Skizzen 6, 7). Die Kammer einer Einfachschleuse verfügte über ein zweiflügeliges unteres Tor, das als Stemmtor ausgeführt war. Bei dieser Bauweise werden die keilförmig nach oben weisenden Torflügel (Abb. 1) durch den Wasserdruck gegeneinander gepresst. Das einflügelige obere Tor war um zwei Meter kürzer. Die Kammern der mit Namen versehenen Schleusen wurden von Anbeginn an in Steinquaderbauweise gemauert, der Rest in gemischter Bauweise, wobei die langen Kammerwände zwischen den Häuptern in kostensparender Ziegelbauweise errichtet wurden. Da sich der bei den Ziegelschleusen verwendete Mörtel als nicht ausreichend wasserfest erwies, waren in relativ kurzen Zeitabschnitten Reparaturen erforderlich. Mit Beginn der Verpachtung ging die Hofkammer dazu über, die Pächter im Zuge des Projekts Schleusenverbreiterung zu verpflichten zumindest ein Objekt pro Jahr in Quaderbauweise zu errichten. Dieses Projekt wurde aber lediglich bis Schleuse 25 durchgezogen.
Bei der Durchschleusung wurde (am Beispiel eines bergauffahrenden Kahnes) zunächst das Schiff in die Schleusenkammer gezogen und das untere Schleusentor mit den Drehbäumen geschlossen. Anschließend öffneten Schiffer bzw. Schleusenwärter die beiden „Schützen“ (Schieber) an den Schützgängen (Einströmkanälen) am oberen Schleusenhaupt. Dies erfolgte mit Hilfe einer Kurbel und des an den Windensäulen angebrachten Zahnstangengetriebes (Abb. 4). Das Wasser strömte nun über die halbrunden Öffnungen, die sich links wie rechts in den S.wänden des oberen Schleusenhauptes befinden (Abb. 3), über die erwähnten Schützgänge in die Schleusenkammer, die innerhalb von drei Minuten gefüllt war. Geleert wurden Schleusenkammern nicht wie bei Maillard (Skizze 12) dargestellt durch aufwändige Schützgänge in den S.wänden, sondern generell durch Schützen in den unteren Torflügeln. (Abb. 1)

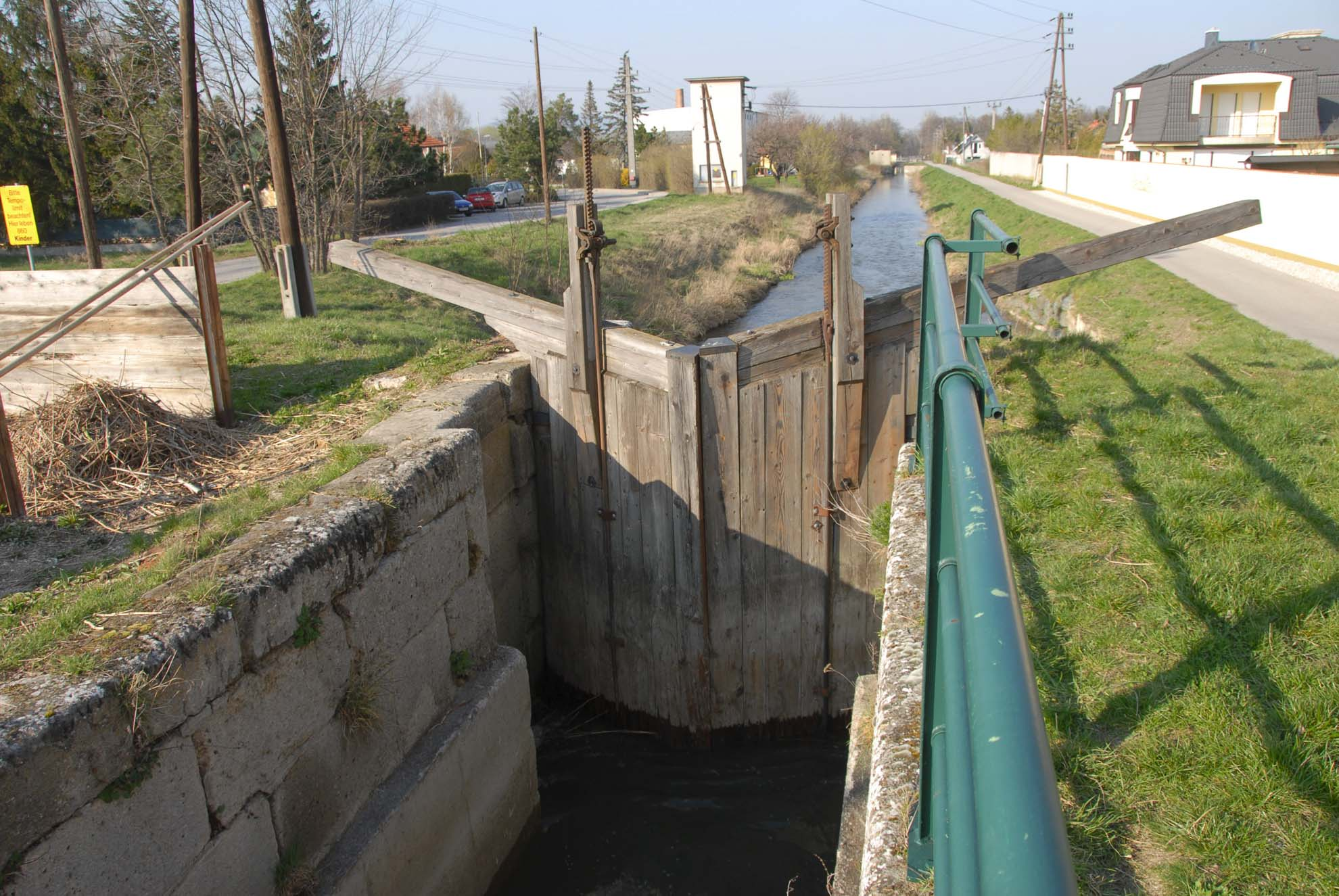
Restauriertes unteres Schleusentor der Schleuse 34 in Kottingbrunn, das heute vor allem Verschmutzungen von den unterhalb liegenden Kleinkraftwerken abhält. Zu erkennen ist die keilförmige Konstruktion des Stemmtores und die beiden an den Torflügeln angebrachten Windesäulen zur Bedienung der unter der Wasserlinie liegenden Schützen
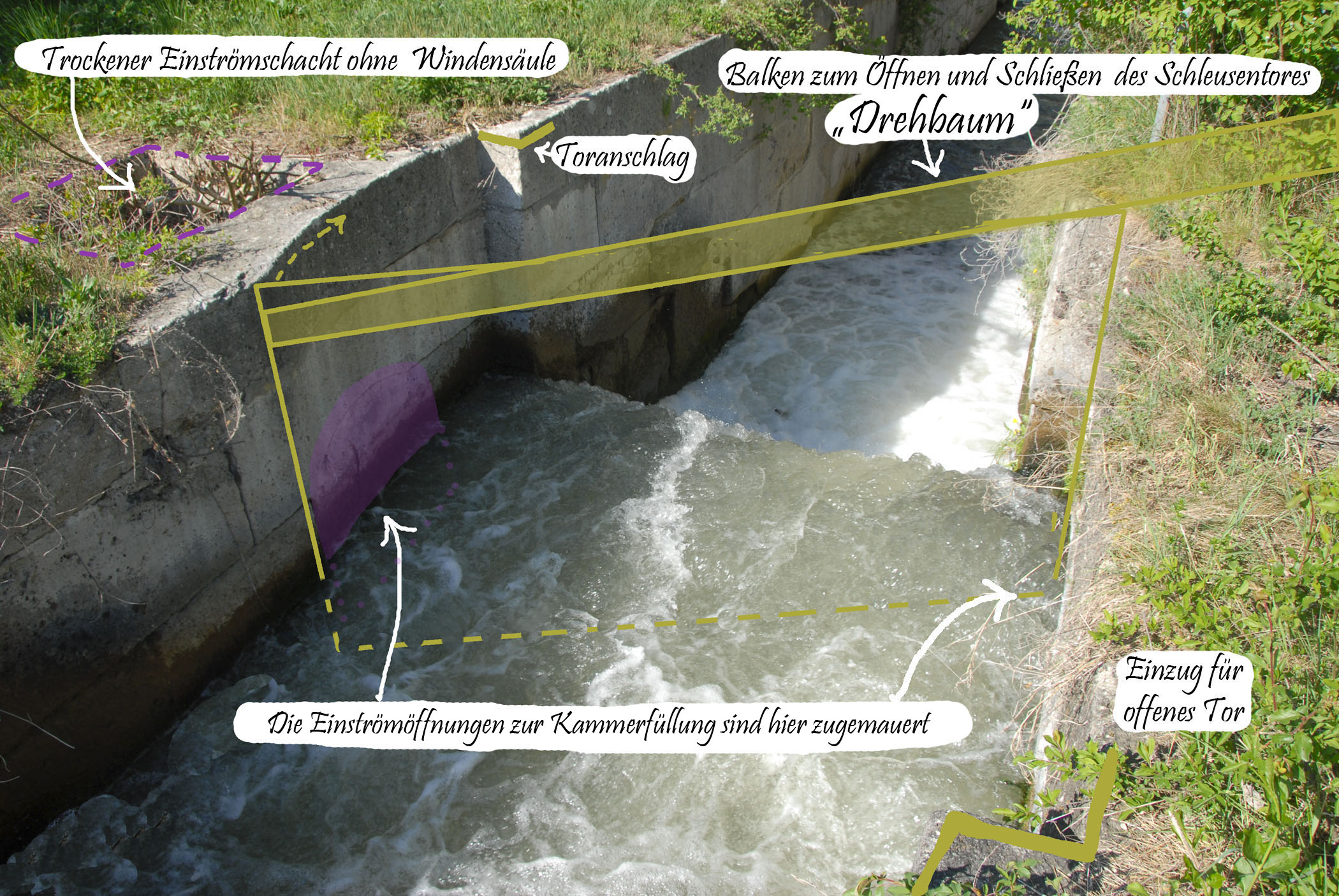
Da kein oberes Schleusentor erhalten ist, zeigt das Bild ein Schema mit Abbildung der linken oberen Kammerwand
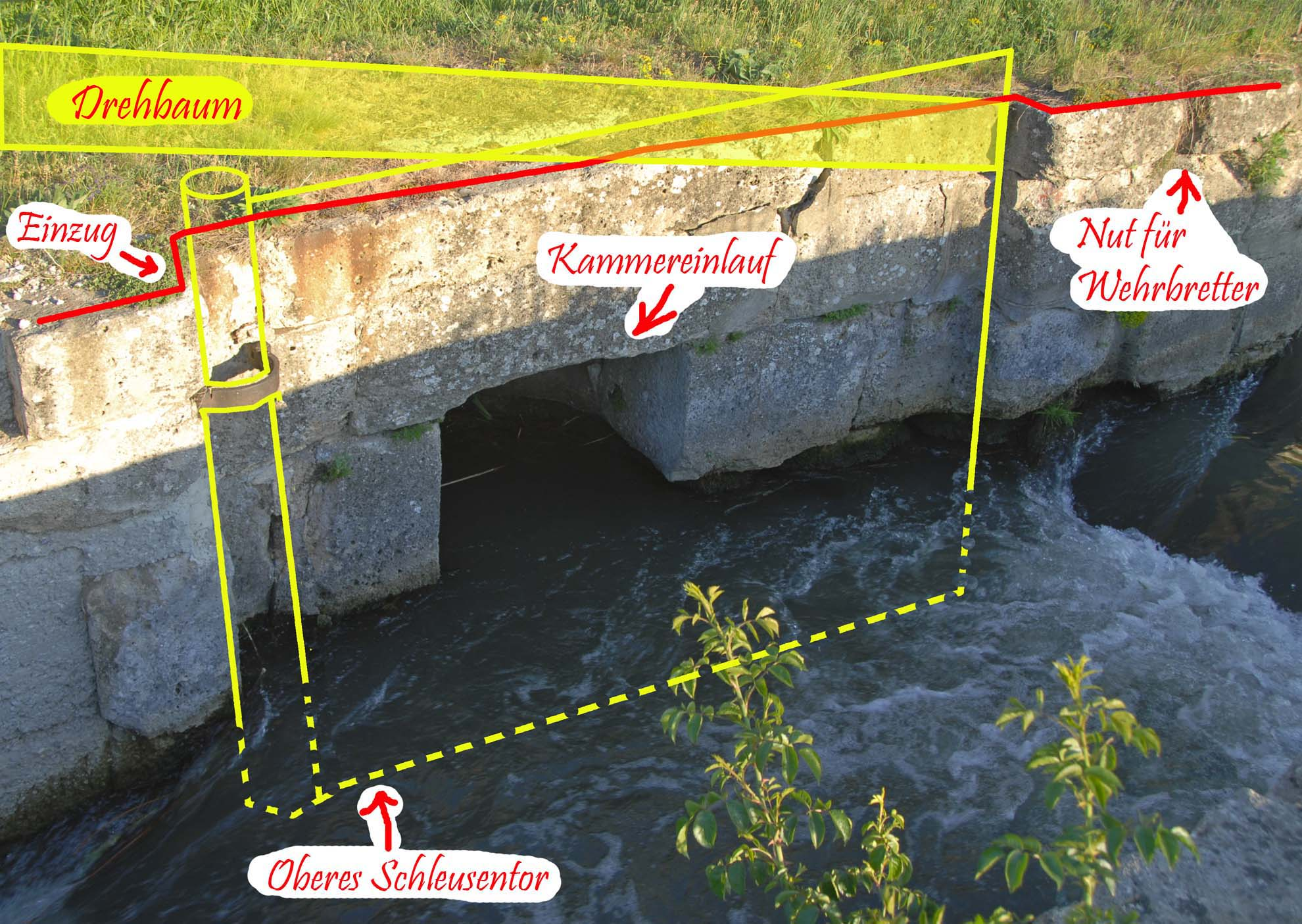
In der rechten oberen Kammerwand einer anderen Schleuse ist die Einströmöffnung des Schützganges zur Kammerfüllung noch erhalten. In die Nut ganz rechts konnten Bretter eingeschoben werden, die eine Reparatur am Tor ohne Ablass der Haltung möglich machten
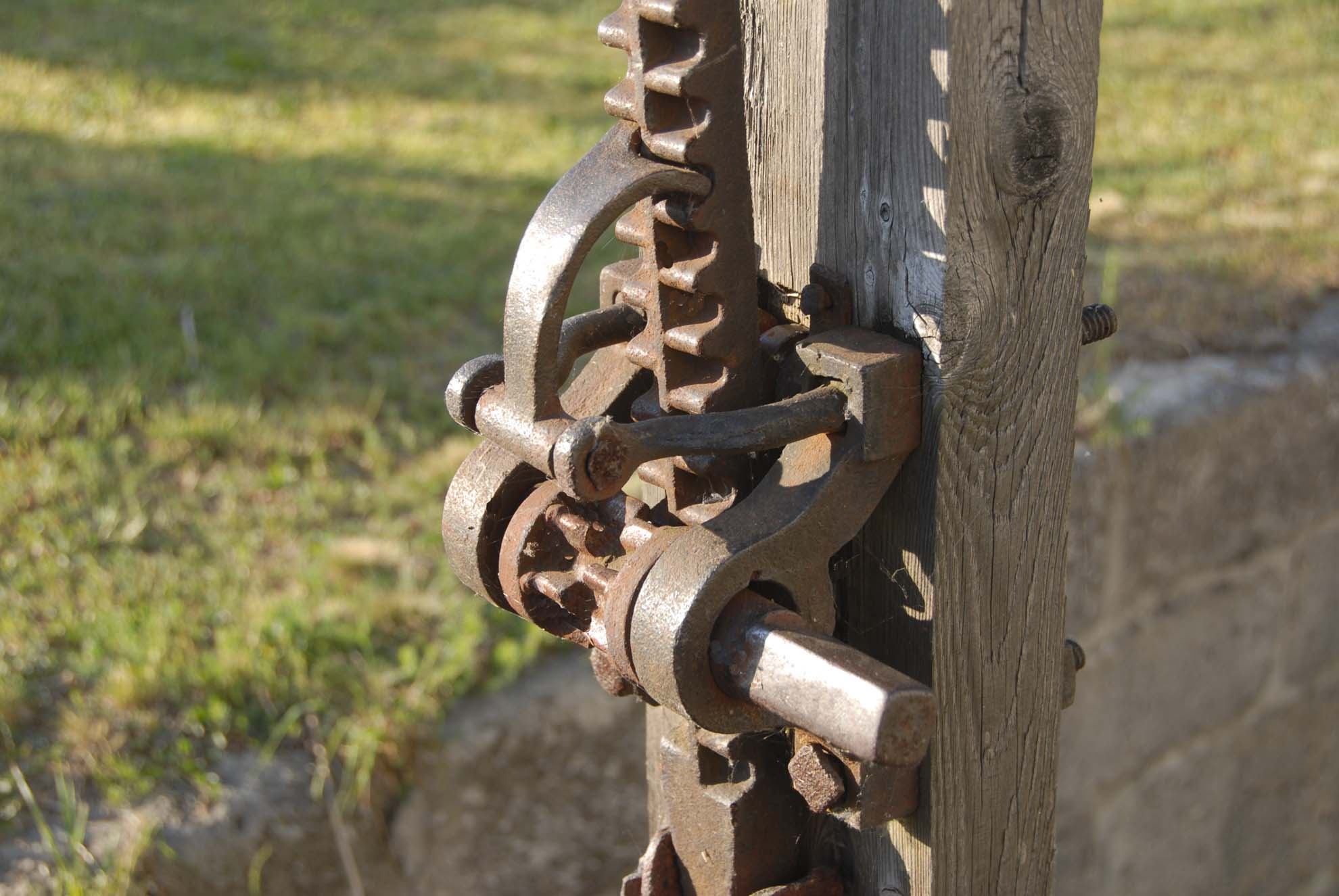
Windesäule mit Zahnstange, Sperrklinke (eingerastet) und Kurbelansatz. Um Missbrauch zu verhindern, wurde die Kurbel entfernt

Schleusendetails
- Restauriertes unteres Schleusentor der Schleuse 34 in Kottingbrunn, das heute vor allem Verschmutzungen von den unterhalb liegenden Kleinkraftwerken abhält. Zu erkennen ist die keilförmige Konstruktion des Stemmtores und die beiden an den Torflügeln angebrachten Windesäulen zur Bedienung der unter der Wasserlinie liegenden Schützen
- Da kein oberes Schleusentor erhalten ist, zeigt das Bild ein Schema mit Abbildung der linken oberen Kammerwand
- In der rechten oberen Kammerwand einer anderen Schleuse ist die Einströmöffnung des Schützganges zur Kammerfüllung noch erhalten. In die Nut ganz rechts konnten Bretter eingeschoben werden, die eine Reparatur am Tor ohne Ablass der Haltung möglich machten
- Windesäule mit Zahnstange, Sperrklinke (eingerastet) und Kurbelansatz. Um Missbrauch zu verhindern, wurde die Kurbel entfernt

### Gewässerquerungen, Brücken
Gewässerquerungen

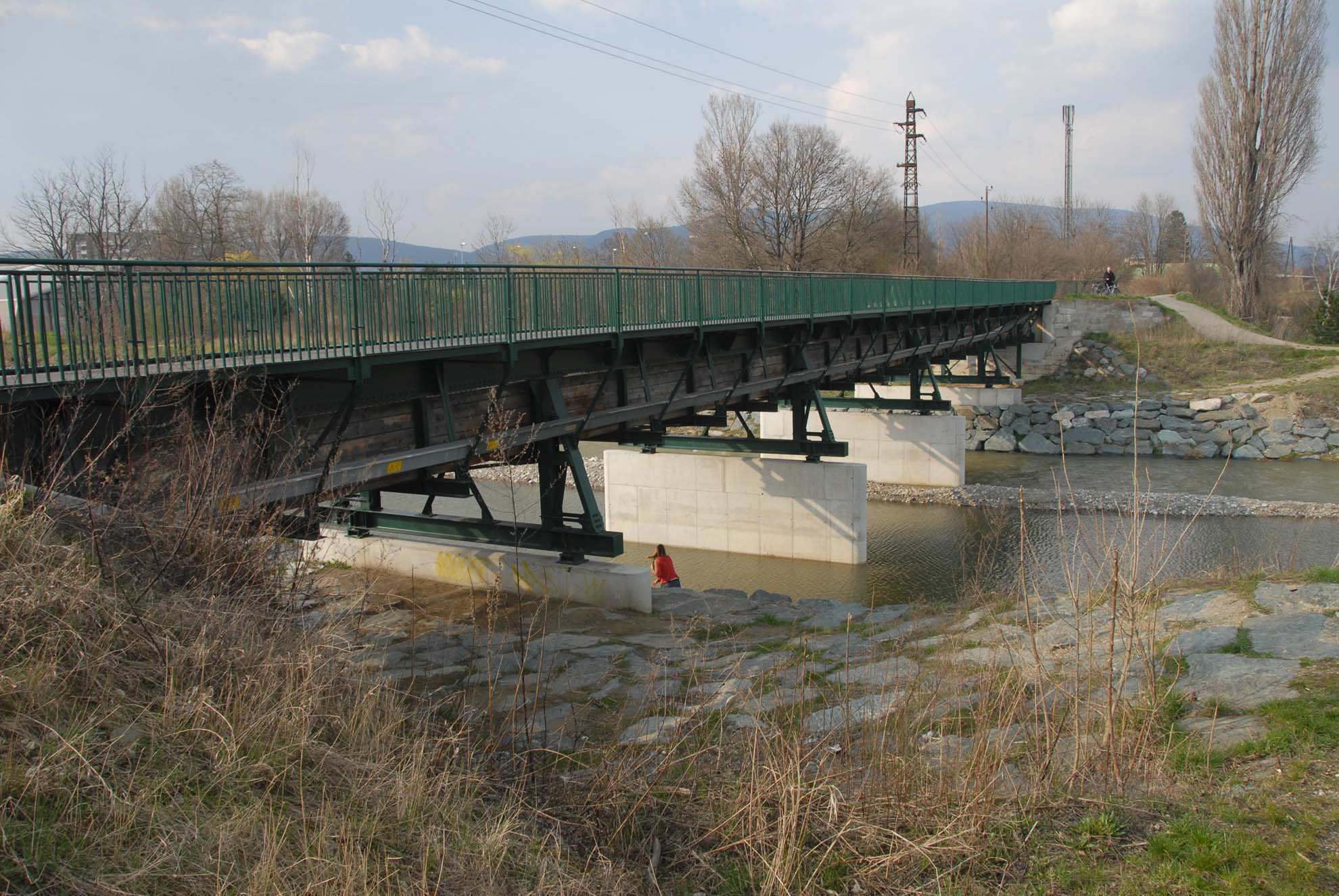
Das Aquädukt über die Schwechat bei Baden. Das Wasser läuft in einem mit Blech ausgekleidetem Holztrog auf Stahlträgern (2007)

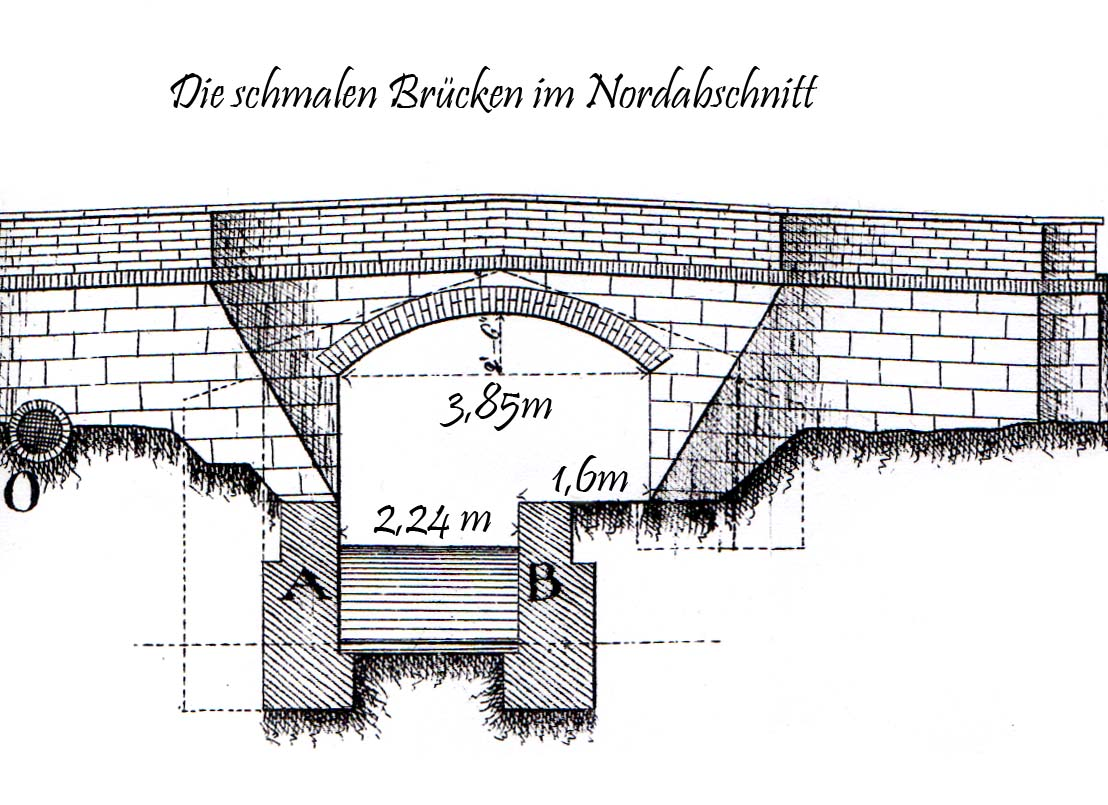
Skizze 13:Brücke im Nordbereich des Kanals (2007)

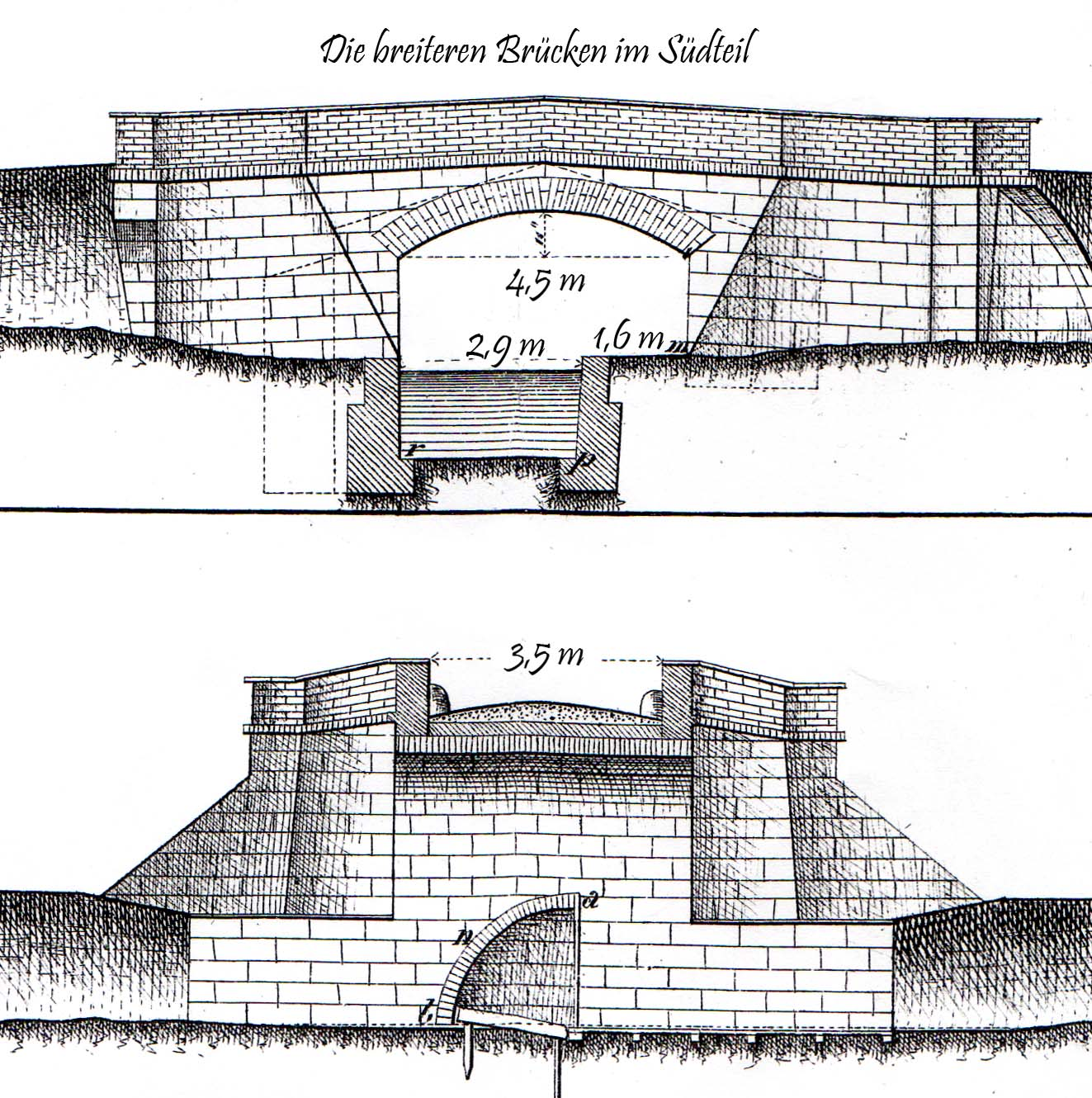
Skizze 14:Brücke im Südbereich des Kanals (2007)

Kleinere Gerinne werden mit Durchlässen bzw. Dükern (1803 waren es 26) unter dem Kanal durchgeführt. Größere Wasserläufe überquert der Kanal mit Hilfe von Aquädukten. Von diesen 16 Bauwerken der Endausbaustufe 1911 sind noch sieben in Betrieb. Es sind dies die Aquädukte über den Kehrbach, die Warme Fischa, die Piesting, die Triesting, den Triestinger Hochwassergraben (auch Schleiferbach genannt), die Schwechat und den Badener Mühlbach. Das Wasser floss in Trögen aus Holz, die meist durch Betontröge ersetzt wurden. Die Liesing und die Fischa wurden/werden in Brücken aus Ziegelmauerwerk überquert.
Brücken
Zur Zeit der Inbetriebnahme führten 54 Brücken über den Kanal, von denen noch neun zumindest optisch im Originalzustand erhalten geblieben sind. Sie wurden meist als Ziegelgewölbebrücken ausgebaut, es gibt jedoch auch reine Steinbrücken. Von der Schleuse 22 bergauf wurde die Spannweite der Übergänge um fast einen Meter erhöht (siehe Skizze 14) und mit zwei Treppelwegen versehen. Mit der Anhebung des Wasserspiegels in den Jahren nach 1820 um einen Fuß und der Verbreiterung der Schleusen ebenfalls um ein Fuß mussten die Treppelwege entsprechend gehoben und die Durchfahrten verbreitert werden, was bei den südlichen Brücken zum Entfall des zweiten Treppelweges führte. Da die Tragwerke nur für die Belastung mit Pferdefuhrwerken ausgelegt waren, wurden sie im Zuge der Motorisierung durch tragfähigere Konstruktionen aus anderen Baumaterialien ersetzt. Somit blieben die alten Brückenkonstruktionen nur im Feldwegbereich erhalten. Als diese Bauwerke in den 1980er Jahren in die Verantwortung der entsprechenden Gemeinden übertragen wurden, wurden sie aus Sicherheitsgründen zum Teil abgetragen bzw. unter Wahrung des Denkmalcharakters durch Einziehen einer Stahlbetonplatte kostenaufwändig den aktuellen Verkehrserfordernissen angepasst. Die Bezeichnung der Brücken ist uneinheitlich.

### Verlade- und Entladestellen
Der Hafen am Wiener Ende lag zunächst nahe der Einmündung des Wienflusses in den heutigen Donaukanal (heute Bahnhof Wien Mitte), wurde aber 1849 knappe zwei Kilometer nach Süden an jene Stelle verlegt, wo später der Aspangbahnhof errichtet wurde. In Wiener Neustadt lag der Hafen an der Ungargasse gegenüber der Neuklosterkirche. In der Winterzeit wurden die Kähne in der Schiffswerft (siehe Skizze 8) untergebracht, die gleichzeitig als Winterhafen diente. Entlang des Kanals gab es bis zu zehn weitere Verladestationen, die teilweise über Unterkünfte für die Schiffsmannschaften und das Betriebspersonal sowie Stallungen und Futterstellen für die Zugpferde verfügten. Die wichtigsten dieser Verladestellen waren Leopoldsdorf (Stichkanal zu Ziegelwerk), Biedermannsdorf (Stichkanal zu Ziegelwerk), Guntramsdorf (Stichkanal zu Ziegelwerk), Leesdorf (Schleuse 15 mit Stichkanal), Siebenhaus (Schleuse 34) und Sollenau (Schleuse 36). Die Bedeutung von Pöttsching blieb gering.

## Der Kanal im 21. Jahrhundert

### Die aktuellen Funktionen des Kanals
Ökologische Funktion

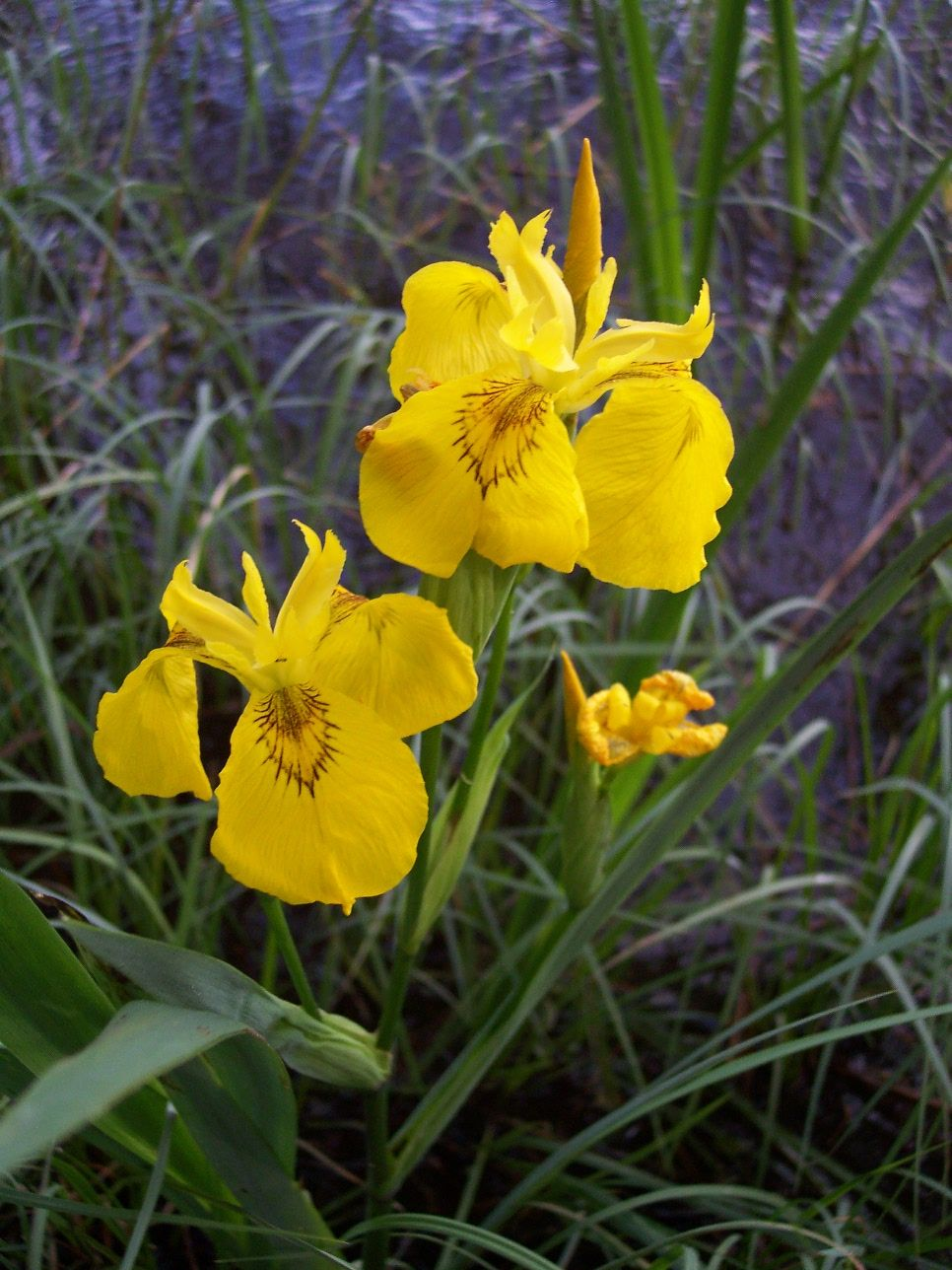
Der Kanal und die Wasserschwertlilien

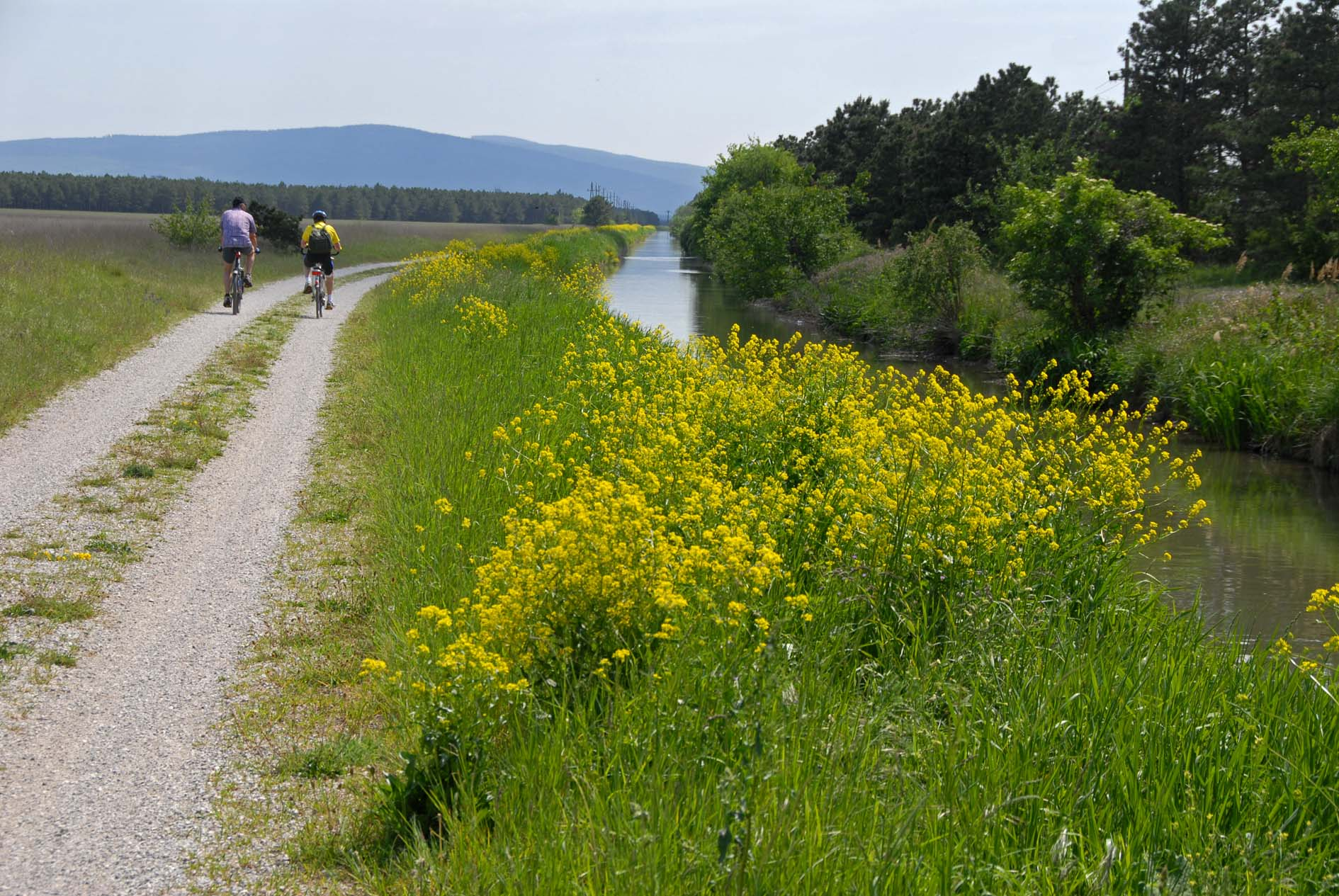
Im Mai prägen gelbe Kreuzblütler das Kanalbild von Kottingbrunn bis Wiener Neustadt

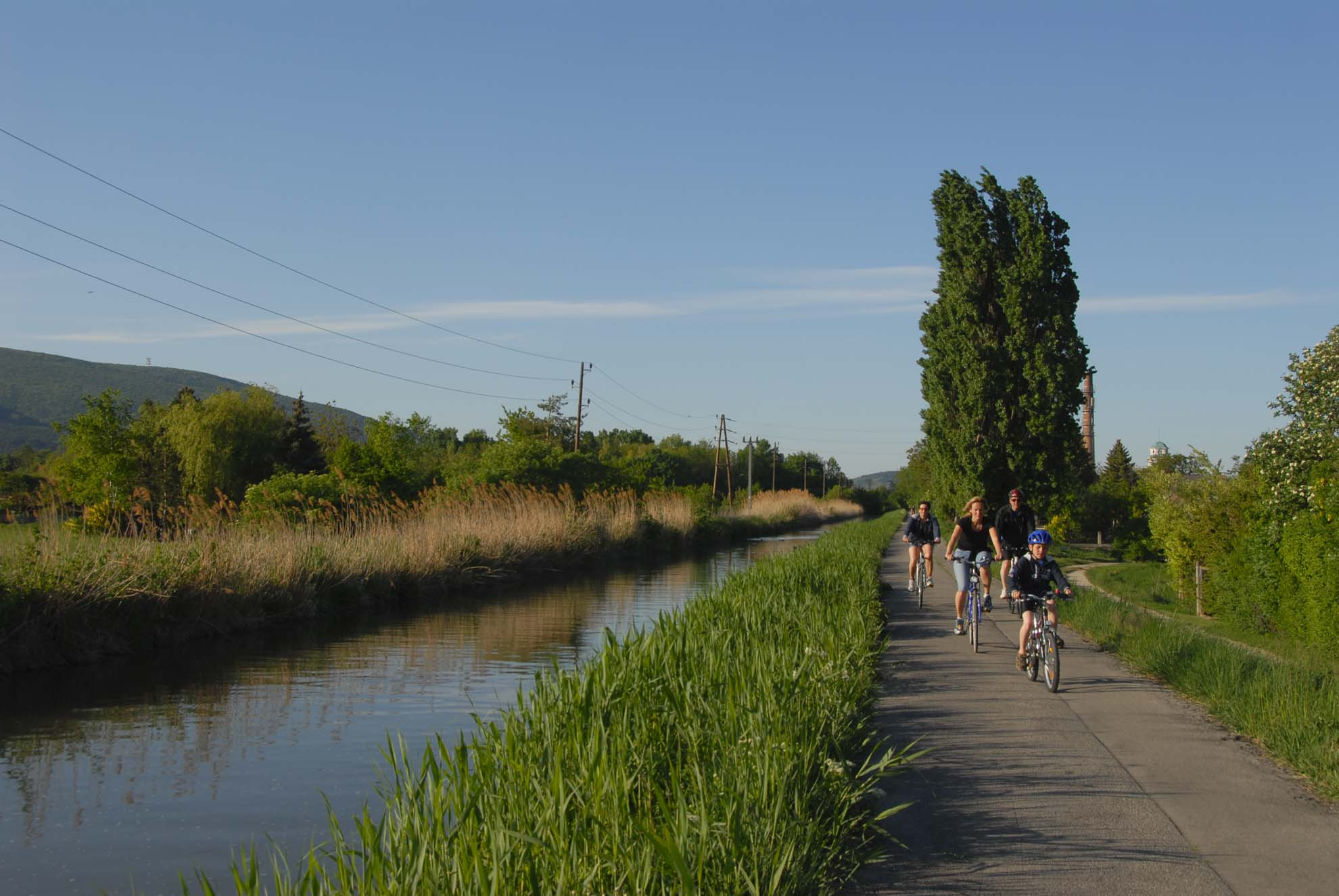
Der Kanal als Revier für den Radsportler

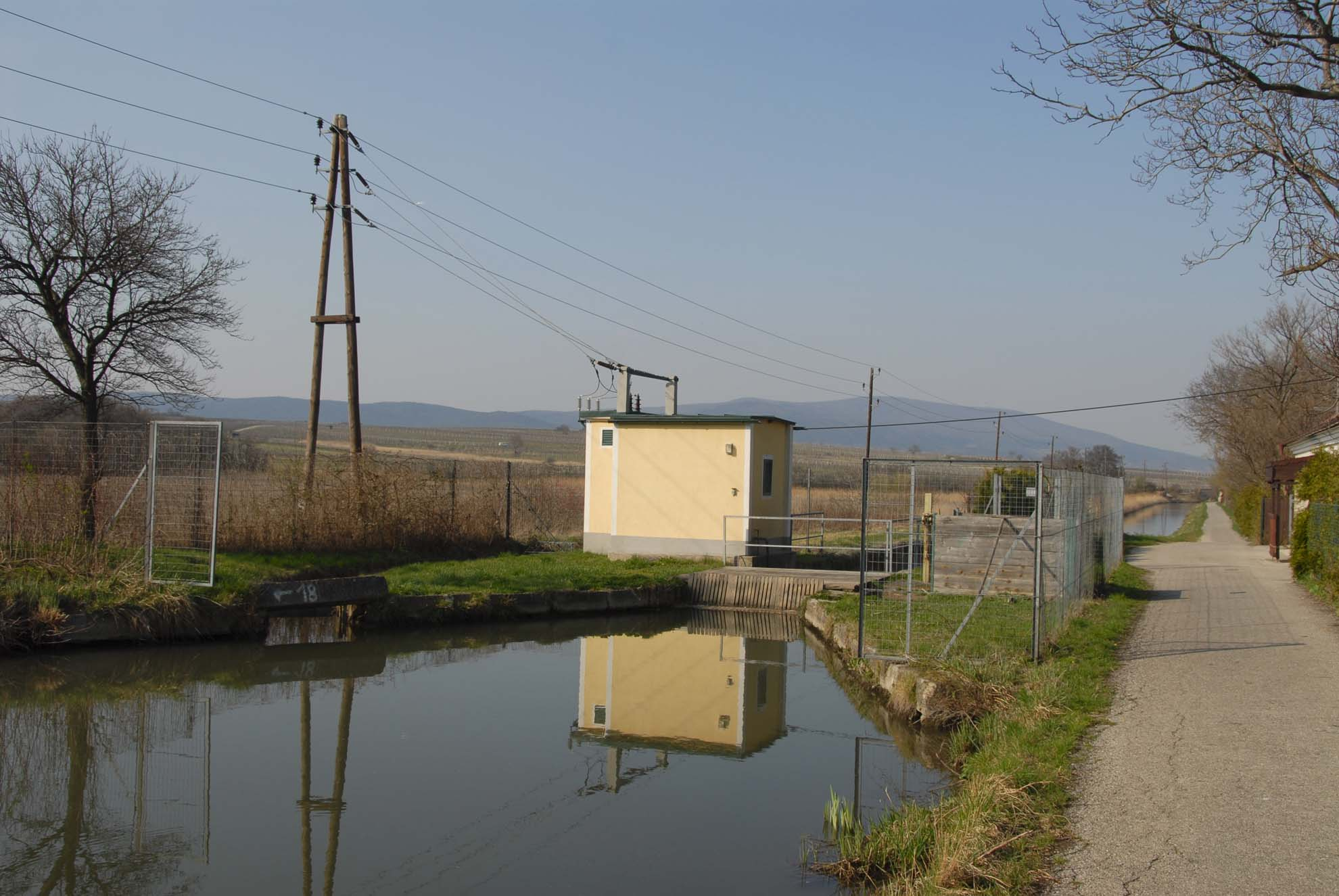
Wirtschaftliche Nutzung: Ein Kleinkraftwerk des Landes Niederösterreich

Der Kanal prägt mit seinen Pappelreihen (bei Baden als Naturdenkmal ausgewiesen) und Kunstbauten die Landschaft. Da die Kanalböschungen meist nur einseitig gemäht werden, stellt der Kanalbereich ein Refugium für nicht wenige teilweise seltene und bedrohte Pflanzen- und Tierarten dar. Der Kanalbereich steht auch im Biotopenverbund mit den angrenzenden Lebensräumen, unter denen sich vor allem im Bereich Kottingbrunn einige interessante Nassbereiche und bei Gross-Mittel ausgedehnte Trockenbereiche befinden. An Bäumen sind Pappeln vorherrschend, die Weide ist seltener. Sträucher sind vor allem mit Hartriegelarten (Cornus sanguinea und Cornus mas), dem Schlehdorn, dem Pfaffenkäppchen, dem Weißdorn und der Heckenrose vertreten. Sie werden öfters von der Waldrebe (meist Clematia vitalba) umrankt. Bei den kleineren Pflanzen sind in Wassernähe die Sumpfdotterblume, die attraktive Wasserschwertlilie sowie Schilf, der Fluss-Ampfer, die Gewöhnliche Pestwurz, das Bandgras, das Wasser-Süßgras mit seinen großen Rispen, der Raps und das Rohrglanzgras zu nennen. Auch Sumpf-Segge, Blutweiderich, Mädesüß und Beinwell sind nicht selten.
In den höheren Böschungs-, Damm- und Uferwegbereichen herrschen Pflanzenarten der Trockenwiesen vor. Zu nennen sind u. a. Wiesenbocksbart, Wundklee und andere Kleesorten, Salbei, Thymian, Sonnenröschen, Ackersteinsame und die Aufrechte Trespe. Mit der Brennnessel, dem Löwenzahn und dem Beifuß sind auch Mitglieder der Ruderalgesellschaft vertreten.
An Tierarten sind neben den Fischen vor allem Wasservögel wie die stets präsente Stockente und das Blässhuhn zu nennen.
Wasserwirtschaftliche Funktionen
Dem Kanal wird Wasser zur Bewässerung, für Fischteicheinspeisungen (Schönau an der Triesting, Guntramsdorf) sowie für industrielle Zwecke entnommen. Die Funktion als Löschwasserquelle darf nicht unterschätzt werden. Bei Schneeschmelze und starken Gewitterregen nimmt der Kanal zwischen Baden und Guntramsdorf einige Bachläufe wie den Thallernbach in Gumpoldskirchen auf, er dient auch als Vorfluter für verschiedene Kläranlagen.
Von den 1935 und 1936 errichteten 13 Kleinkraftwerken wurden annähernd die Hälfte im Krieg bzw. in den Besatzungsjahren zerstört bzw. devastiert. Heute betreibt das Land Niederösterreich bei den Schleusen 18, 20, 21, 22, 24, 27 und 32 Anlagen, die im Schnitt jährlich je 600.000 Kilowattstunden in das Netz der Wiener Stadtwerke (Wien-Strom) einspeisen. Bei der Haltung 13 produziert die Casinos Austria Strom für den Eigenbedarf ihres Zentrallagers.
Bei der Haltung 9 im Raum Pfaffstätten stand seit März 2006 als Pilotprojekt des Wiener Erfinders Adolf Brinnich eine Staudruckmaschine in Betrieb, von der man sich eine höhere Effizienz im Kleinkraftwerksbereich erwartet. Von 2010/2012 bis November 2021 waren zwei Prototypenanlagen an den Schleusen 28 und 29 bei Kottingbrunn in Betrieb.
Nutzung für Fischereizwecke
Die Fischereiberechtigten (Land Niederösterreich, ECO-Plus) haben die Fischereirechte an die Sportfischereiverbände Baden und Guntramsdorf verpachtet. Der Verein aus Baden nutzt die Reviere Wiener Neustädter Kanal DI/1 und DI/2, die Reviere DI/3 und DI/4 (ECO-Plus) jener aus Guntramsdorf. Ausgesetzt und gefangen werden Zander, Forellen, Hechte, Karpfen und Weißfische. Mit Rücksicht auf die Fischerei wird der Kanal bei der jährlichen „Abkehr“ nicht vollständig trockengelegt, ein Fischen im dann sehr eingeengten Lebensraum ist allerdings untersagt.
Ein Eisstau bei der Wehranlage Peisching verursachte im Winter 2012 ein Fischsterben, weil der Kanal ohne Zufluss von Wiener Neustadt bis Sollenau drei Wochen ohne Wasser war. Mehr als 20 Fischarten sind verendet.
Nutzung als Erholungsgebiet
Der milden Winter und der Strömung wegen steht auch nicht mehr der Eislaufsport im Vordergrund. Interessant ist der Rudersport, der der vielen Schleusen wegen aber lediglich im schleusenfreien Bereich zwischen Wiener Neustadt und Sollenau interessant ist. Ein Bootsverleih befindet sich am „Triangel“. Den größten Anklang findet der Wasserweg heute bei Wanderern und Radsportlern. Letztere finden auf dem nun asphaltierten Treppelweg ideale Bedingungen vor. Sowohl der Thermenradweg als auch der EuroVelo 9 nutzen diesen.

### Zustand und Instandhaltung des Kanals
Nachdem der Schifffahrtsverkehr auf dem Kanal bereits seit dem Ersten Weltkrieg eingestellt worden war, wurden die nicht mehr benötigten Schleusentore entfernt und statt der oberen Tore teilweise Schützen oder fixe Schwellen eingebaut, um den Wasserstand in den Haltungen auf einem gewissen (in der Praxis sehr unterschiedlichem) Niveau zu halten. Die Einström- und Ausströmöffnungen zur Kammerfüllung wurden vielfach zugemauert, da beschädigte Einströmkanäle die Schleusenmauern selbst gefährden. Reparaturarbeiten an den Schleusen haben lediglich konservierenden Charakter, während bei den Aquädukten auf volle Funktionsfähigkeit geachtet wird.
Der Kanal und sein Einzugsgebiet wird von zwei Bediensteten der Wasserbauabteilung des Landes Niederösterreich gewartet. Von Wiener Neustadt aus wird der Bereich Kehrbach, Katzelsdorfer Mühlbach und der Kanal bis Schönau an der Triesting betreut, von Kottingbrunn aus der Restbereich einschließlich der im Eigentum der Ecoplus stehenden Kanalteile. Wartung bedeutet laufende Kontrollen des Zustandes, Beseitigung kleinerer Defekte und Mängel, das Mähen der Kanalböschungen und die Inspektion der Kleinkraftwerke. Diese Wartungsorgane erhalten bei größeren Bauarbeiten sowie beim jährlichen „Kehren“ des Kanals (Entfernung von Schlamm und Schotter sowie von Unrat) Verstärkung. Die Kosten für diese Tätigkeiten trägt das Land Niederösterreich, sie werden vermindert durch Beiträge des Bundes, der Gemeinden und der Wirtschaft, weiters durch Einnahmen aus Gestattungen (Servituts- und Grundpachtzinse, Fischereipacht etc.) sowie der Einnahmen aus der Stromerzeugung der sieben Kleinkraftwerke.

### Spuren im aufgelassenen Bereich

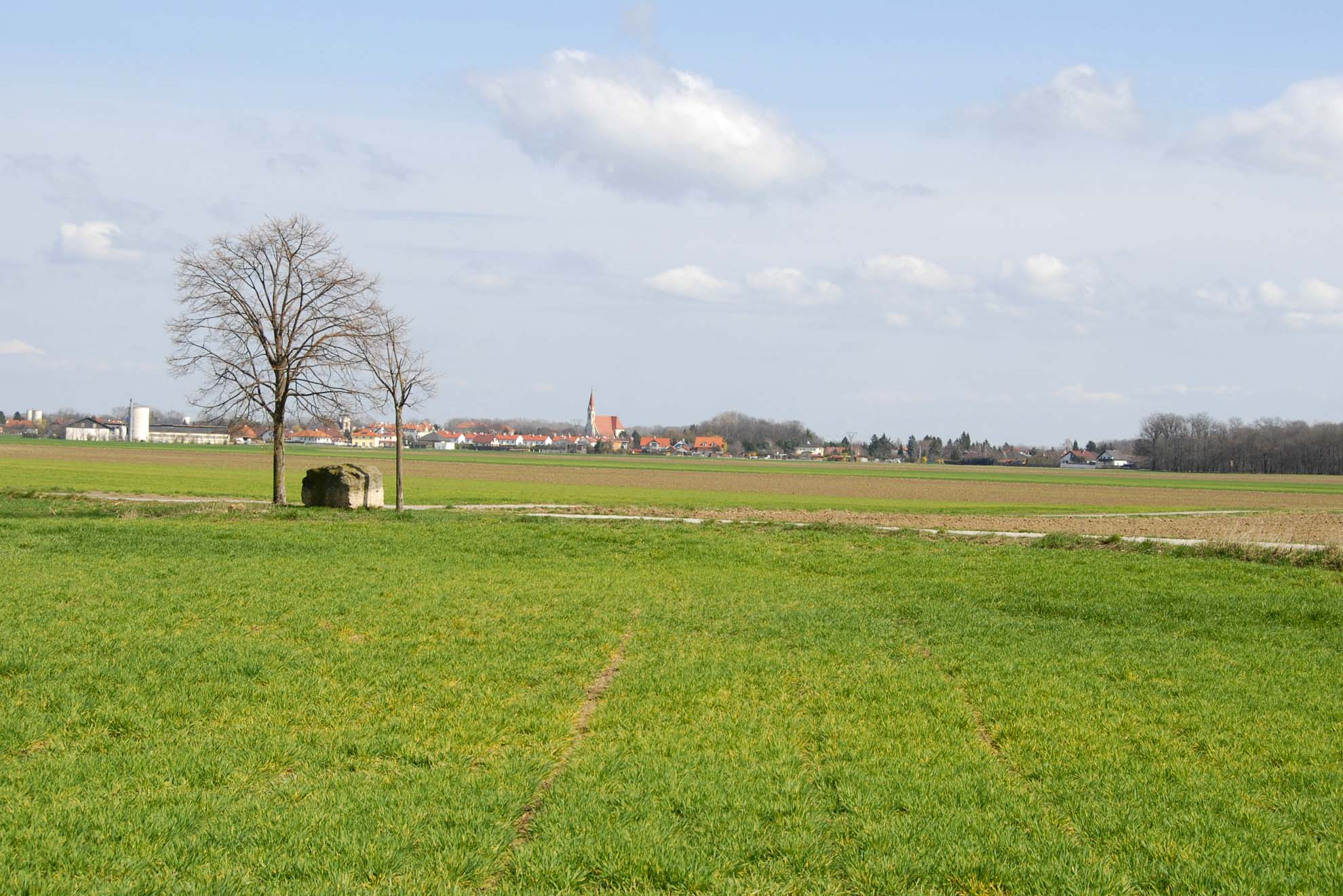
Spuren: Gedenkstein bei der ehemaligen Kriegsfleckbrücke des Pöttschinger Astes zwischen Lichtenwörth und Neudörfl (2007)

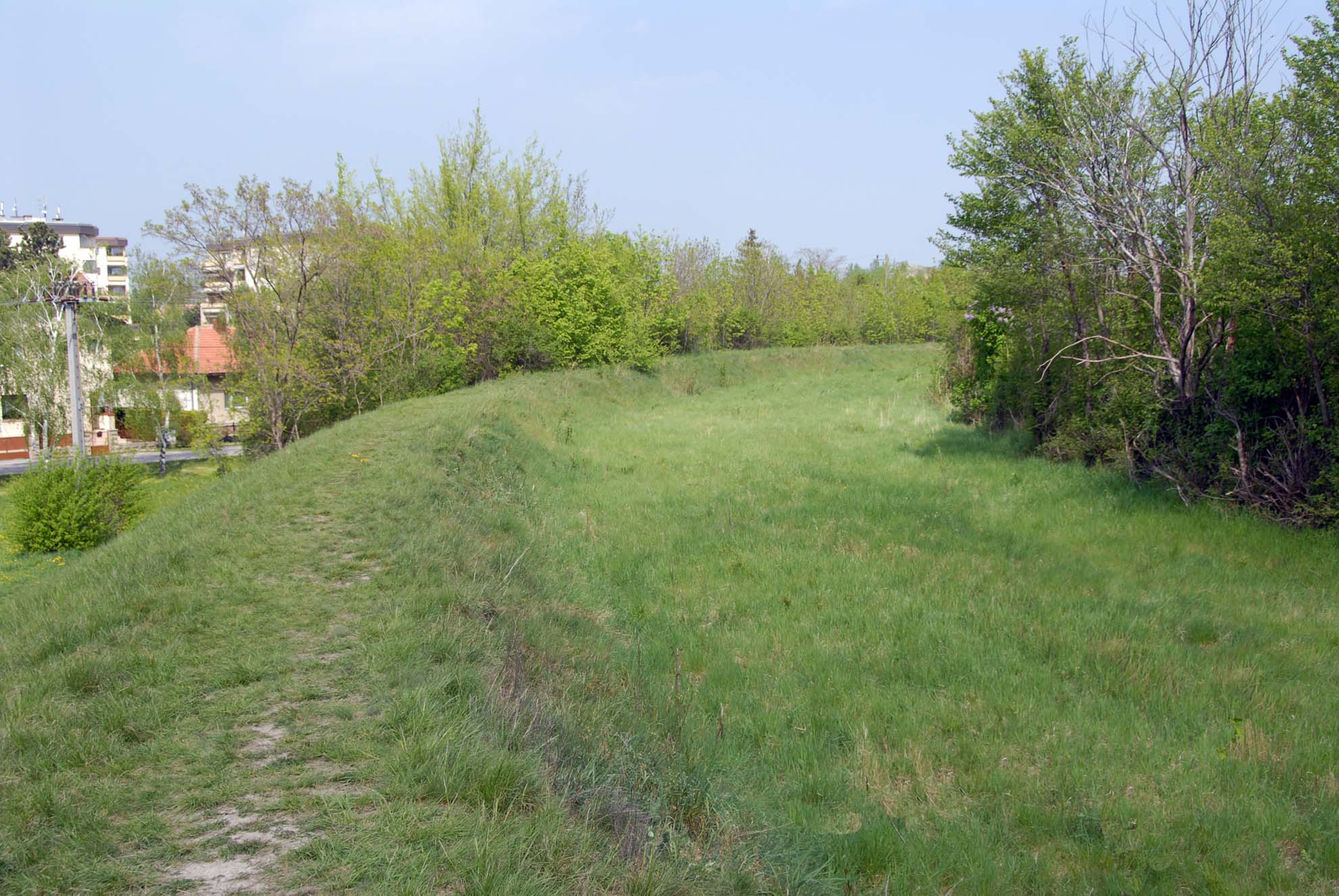
Spuren: 6 Meter hoher Kanaldamm in der Ortsmitte von Leopoldsdorf (2007)

In den aufgelassenen Bereichen lässt sich die Existenz des Wiener Neustädter Kanals zumindest teilweise nachvollziehen. In Wien erinnern Verkehrsflächen wie „Hafengasse“ und „Am Kanal“ an die Schifffahrtszeiten. Der letztgenannte Straßenzug begleitet zwischen dem Rennweg und Kledering gleich mehrere Kilometer lang die Bahntrasse, die von der heutigen Bahnstation Wien-Mitte an Teile des Kanalbettes verwendete. Archäologische Ausgrabungen im Jahr 2009 auf dem Gelände bei der Hafengasse im 3. Wiener Gemeindebezirk (Gebiet des ehemaligen Aspangbahnhofes), die vor dem Bau neuer Wohnhausanlagen als Rettungsgrabungen abgewickelt werden konnten, fanden Reste des früheren Hafenbeckens. Die Einmündung des Kanals in das Hafenbecken sowie die östliche und südliche Hafenmauer waren noch gut erhalten. Zusätzlich wurde in diesem Bereich eine Grube mit römischen Keramikresten gefunden, die als Materialentnahmestelle für die Ziegelherstellung betrachtet wurde. Weitere Grabungen dokumentierten neben zusätzlichen Resten des Kanalhafens und des Verlaufs des Kanals einen römischen Grabbau in diesem Bereich.
Jenseits des alten Linienwalls hat der Bau des Zentralverschiebebahnhofes der Österreichischen Bundesbahnen (ÖBB) zahlreiche Spuren verwischt. Auch in den Feldern südlich davon informiert nur mehr das Luftbild über den Kanalverlauf. Östlich der S 1 ist 2007 ein Kanalstück in einer Länge von 500 Metern noch gut erhalten. Es führt nicht ganz zum ehemaligen Aquädukt über die B 16, die alte Ödenburger Straße. Unmittelbar westlich dieser Straße findet man auf der Krone eines 6 m hohen Dammes das von Gestrüpp freigehaltene Kanalbett vor, das 300 Meter weit bis zum ehemaligen Aquädukt über den Petersbach verfolgt werden kann. Hier wurde auf Basis des fruchtbaren Kanalschlammes auch Getreide angebaut. Nach der Straße Hennersdorf–Leopoldsdorf verlieren sich die anfänglich noch deutlichen Spuren des Wasserweges nach 200 m in den Feldern. Im Windschutzgürtel, der 1.000 m weiter südlich vor Achau Richtung Westen zieht, stößt man erneut auf ein gut erhaltenes, wenn auch verwachsenes Kanalstück, das man über einen Kilometer bis zum Gleiskörper der Pottendorfer Linie der ÖBB verfolgen kann. 450 Meter westlich der Bahn findet die Baumreihe eine Fortsetzung Richtung Westen, sie verbirgt den wasserführenden Teil eines Schleppkanals, den Kanalpächter Miesbach in den 1850er Jahren als Verbindung zu einer seiner Ziegeleien errichten ließ. Am Ostende dieses ca. 1.200 m langen Gerinnes haben sich die Stützmauern des Einfahrbauwerkes erhalten. An die Ziegelei am Westende erinnern heute nur mehr vier Teiche und spärliche Reste der Fundamente.
Der Hauptkanal führte vom Ostende des Ziegeleiastes nach Süden, wo nach 200 Metern im Ufergehölz des Krottenbaches die Reste des Krottenbachaquäduktes, eine Schleuse und Fundamente der 1812 von Karl Rheinboldt errichteten Papier- und Pappendeckelfabrik zu finden sind. 1930 wurde der Kanal am Südende dieses Viaduktes abgemauert und das Wasser in den Krottenbach geleitet. Im Zweiten Weltkrieg adaptierte man die Schleusenkammer mittels einer massiven Betondecke als Luftschutzbunker. Folgt man den verwachsenen Kanalresten weiter nach Süden, so trifft man nach einem guten Kilometer auf den Mödlingbach und das aktuelle Ende des Wasserweges.
In Wiener Neustadt weist eine Gedenktafel in der Ungargasse auf die Existenz des ehemaligen Kanalhafens hin. Die Gasse Am Kanal begleitete den Wasserlauf vom Hafen bis zum Kehrbach. Ihre Verlängerung, die Rechte Kanalzeile führt neben dem aktuellen Kanal bis zu dessen scharfer Linksbiegung, dem „Triangel“. Der Pöttschinger Kanalast verlief genau in Verlängerung der Rechten Kanalzeile weiter. Folgt man dieser, durch einen Fahrweg definierten Linie, so trifft man zunächst auf Kleingärten, die im Kanalbett errichtet wurden, die Dammstruktur ist hier noch klar erkennbar. In den anschließenden Feldern fehlen solche Spuren. Hier erinnert nach einem guten Kilometer lediglich ein Stein zwischen zwei Bäumen an die Kriegsfleckbrücke (siehe Bild). Dieser Name erinnert an den Tod des letzten Babenbergers, Herzog Friedrich II. von Österreich und der Steiermark, der hier 1246 in der Schlacht gegen den Ungarnkönig Béla IV. fiel. Der gedachten Geraden 800 m weiter bis zum Waldstück Hauslüsse folgend, stößt man auf ein gut erhaltenes Kanalstück, das nach einer Biegung zum (meist trockenen) Leithabett leitet, über das der Kanal in einem 65 Meter langen hölzernen Trog geführt wurde. An dieses Bauwerk erinnert nur mehr das Kanalhaus am rechten Leitha-Ufer. Vom restlichen Wasserweg sind lediglich im Luftbild Spuren zu erkennen.

## Geodaten
- Kanalhafen Wien (1803 bis 1849): 48° 12′ 23″ N, 16° 23′ 5″ O
- Kanalhafen Wien (1849 bis 1879): 48° 11′ 25″ N, 16° 23′ 41″ O
- Nördliches Kanalende (aktuell): 48° 4′ 45″ N, 16° 21′ 31″ O
- Südliches Kanalende (aktuell): 47° 48′ 53″ N, 16° 15′ 25″ O